# Hamburger Hafen
Der Hamburger Hafen ist ein Tidehafen an der Unterelbe in der Freien und Hansestadt Hamburg. Er ist der größte Seehafen in Deutschland und nach dem Hafen Rotterdam sowie dem Hafen von Antwerpen der drittgrößte in Europa (Stand 2020). Gemessen an den Standardcontainer-Umschlagszahlen von 2020 gehört er mit seinen vier Containerterminals zu den 21 größten Häfen der Welt.

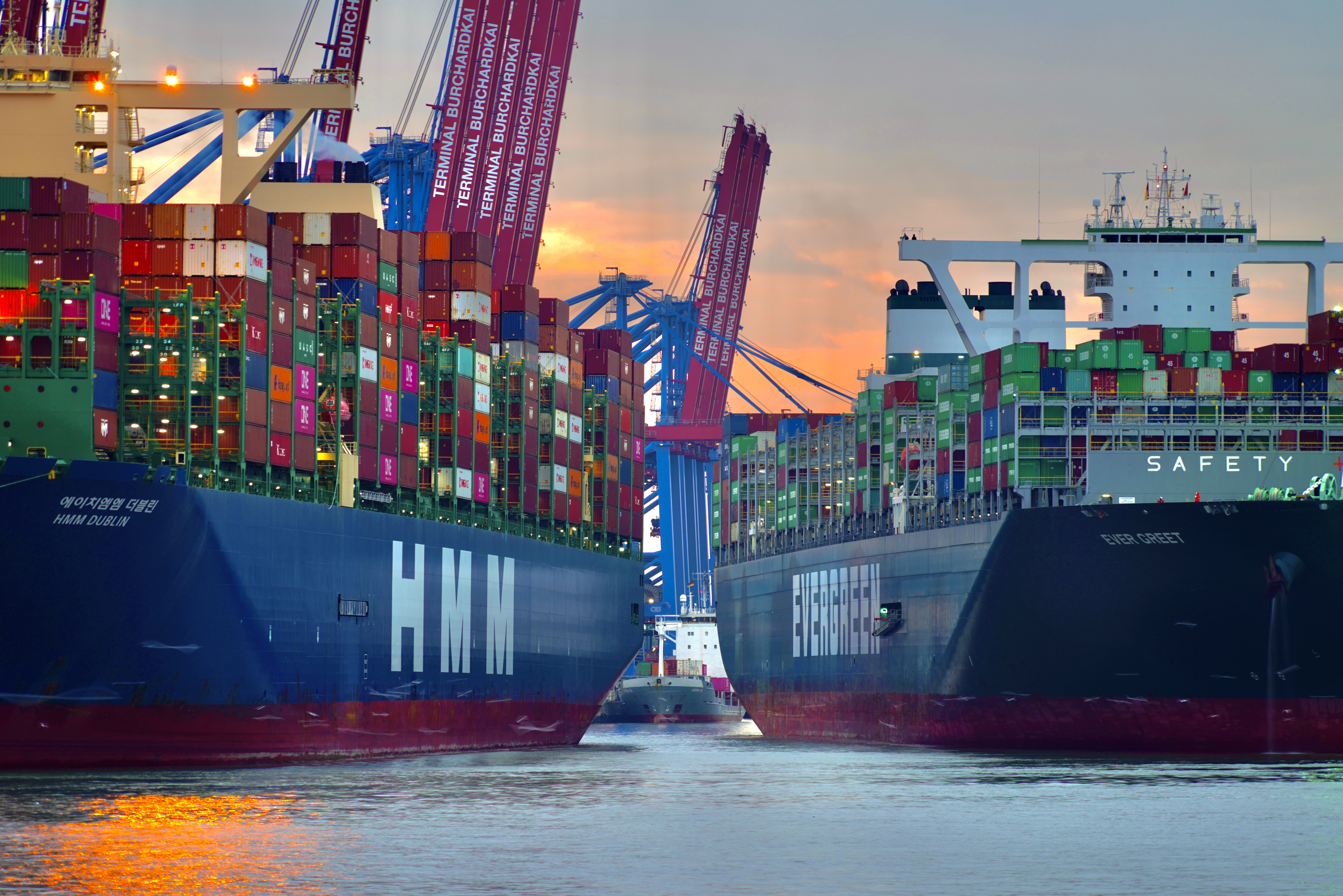
Betrieb von Ultra Large Container Ships am Containerterminal Burchardkai

## Bedeutung

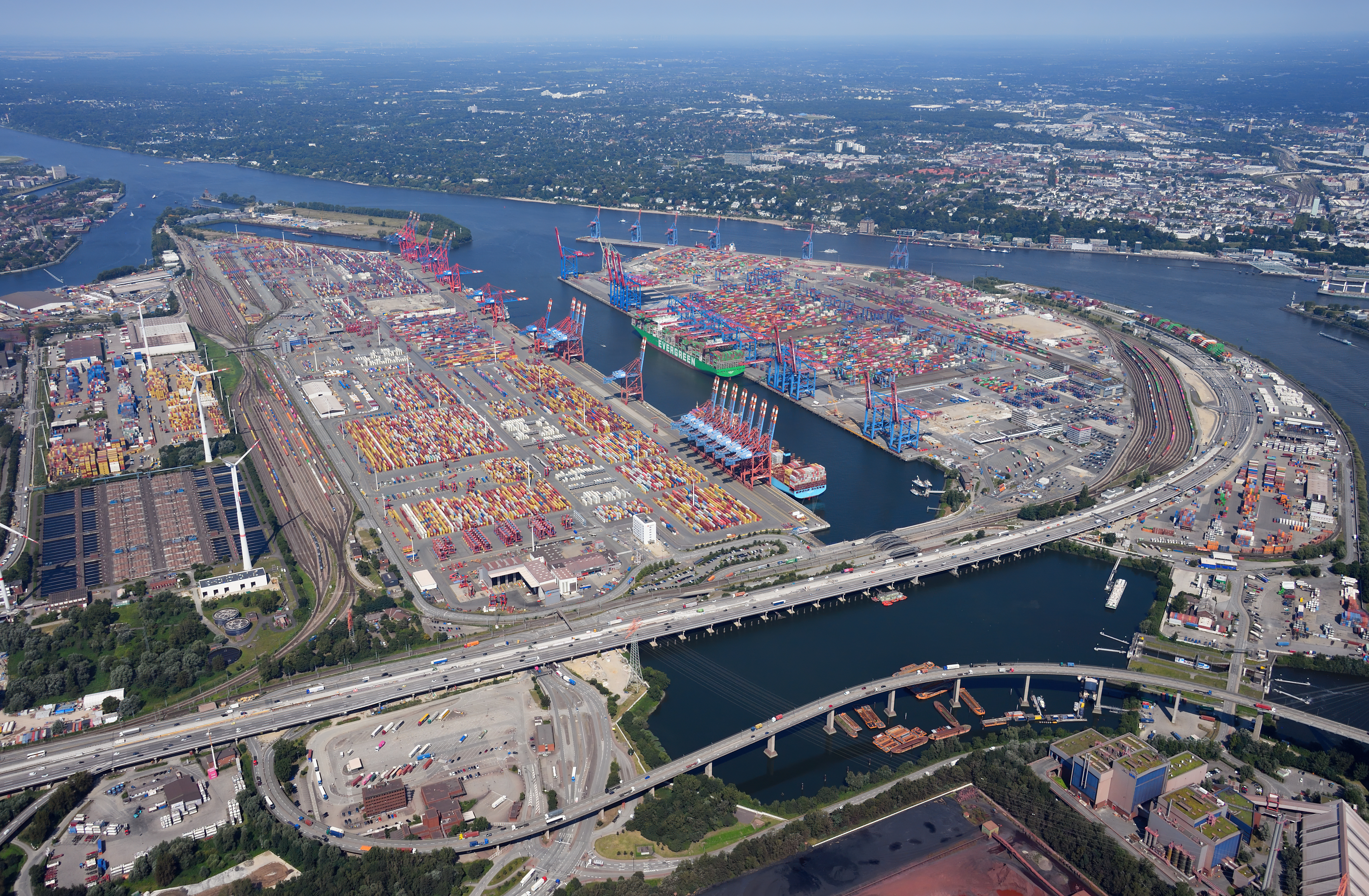
Luftaufnahme des westlichen Hamburger Hafens mit Blick auf die Containerterminals Eurogate und Burchardkai

Der Hamburger Hafen ist mit mehr als 900 Häfen in über 170 Ländern durch Schifffahrtsrouten verbunden. 2008 war das Jahr mit dem bis dahin größten Warenumschlag: 140,4 Mio. t Waren, davon 95,1 Mio. t in Containern, das entsprach 9,73 Mio. Standardcontainern. Der restliche Umschlag entfiel auf Stückgut und Massengut. Im Krisenjahr 2009 brach der Gesamtumschlag um 21 % und der Containerumschlag um 28 % ein. Die Umschlagzahlen übertrafen 2014 erstmals wieder die Werte des Jahres 2008. Während im Jahr 2015 der Massengutumschlag um 5,8 % auf 45,5 Mio. Tonnen zunahm, verringerte sich der Containerumschlag um 9,3 % auf 8,82 Mio. TEU, der gesamte Umschlag von Seegütern ging um 5,4 % auf 137,8 Mio. Tonnen zurück. Durch die Steigerung des Umschlages im Hinterlandverkehr beim Binnenschiff um 13,8 % auf 12,4 Mio. t wurde der Seehafen Hamburg 2015 zum zweitgrößten Binnenschiffshafen Deutschlands. In diesem Segment wurden rund 130.000 TEU umgeschlagen (+ 27,5 % zum Vorjahr).
Neben dem Warenumschlag werden im Hamburger Hafen (zumeist importierte) Güter gelagert und gewerblich verarbeitet (z. B. veredelt). Er ist ein Standort der Mineralölindustrie (siehe unten). Von den etwa 1,2 Mio. t importierten Rohkaffee pro Jahr wird der größte Teil hier gelagert und veredelt. Der Schiffbau auf den Hamburger Werften ist seit den 1960er Jahren stark zurückgegangen. Der Hafen ist eine touristische Attraktion (Hafenrundfahrten); vom Nordufer der Elbe hat man vielerorts eine gute Aussicht auf ihn. Seit etwa 2006 laufen zunehmend Kreuzfahrtschiffe den Hamburger Hafen an.

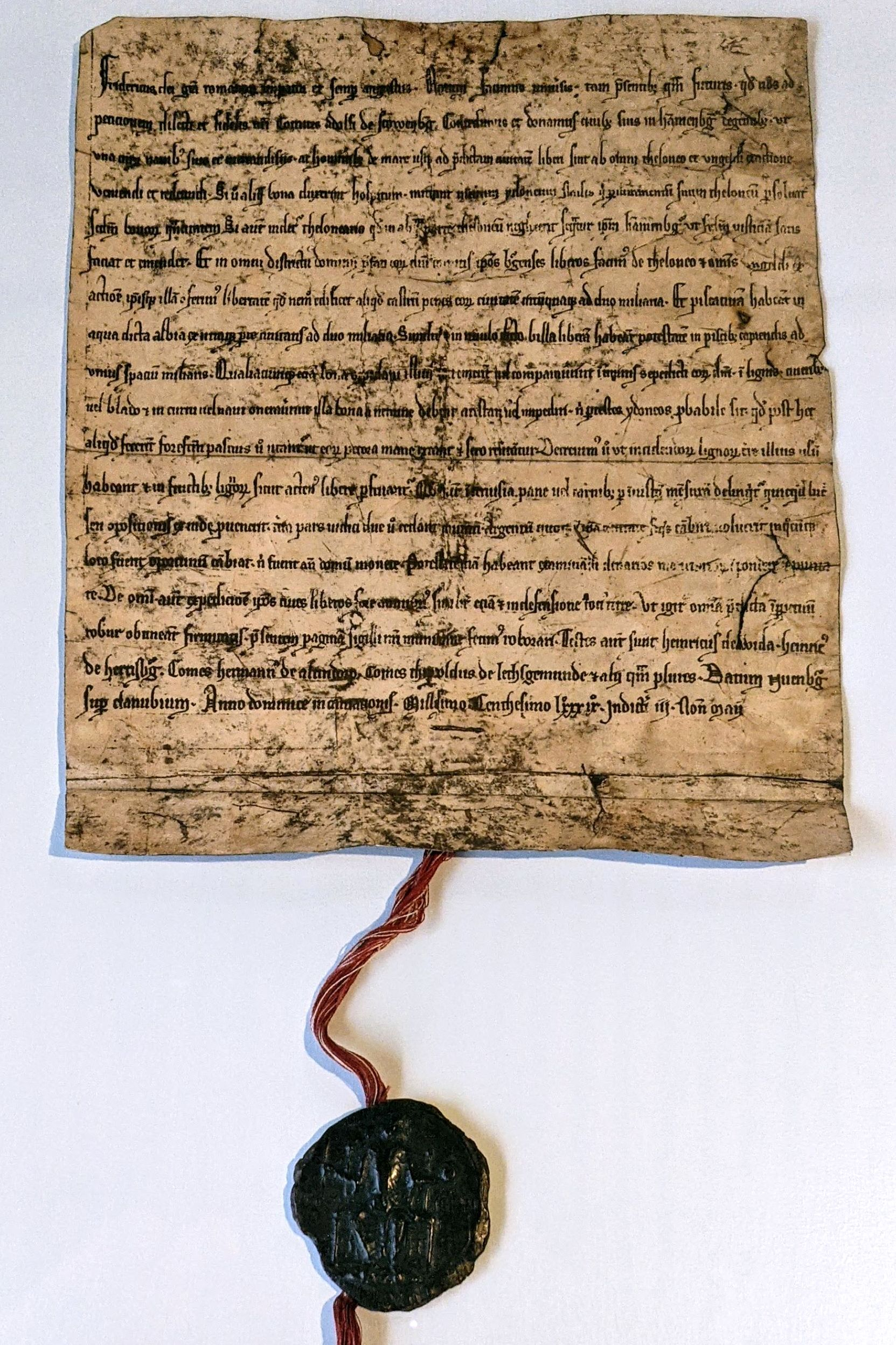
Angeblicher Barbarossa-Freibrief von 1189, der lange als Gründungsdokument des Hamburger Hafens galt

Die Ursprünge des Hamburger Hafens liegen im 9. Jahrhundert. Als Gründungsdatum gilt jedoch aufgrund eines kaiserlichen Freibriefes der 7. Mai 1189, der jedes Jahr mit einem mehrtägigen Fest, dem Hafengeburtstag, gefeiert wird. Ab Mitte des 19. Jahrhunderts wurde er mit zahlreichen Hafenbecken und Kaianlagen bis zu seiner heutigen Größe erweitert. Seit den 1970er Jahren erfährt er durch den steigenden Einsatz der Container in der Handelsschifffahrt eine massive Umstrukturierung in der Flächennutzung und in der Arbeitswelt. Die Hamburg Port Authority (HPA) verwaltet den Hafen. Sie ist im Jahr 2005 aus dem Amt für Strom- und Hafenbau hervorgegangen. Die HPA ist eine Anstalt des öffentlichen Rechts (AöR) und Eigentümerin des überwiegenden Teils der Hafengrundstücke.

## Lage

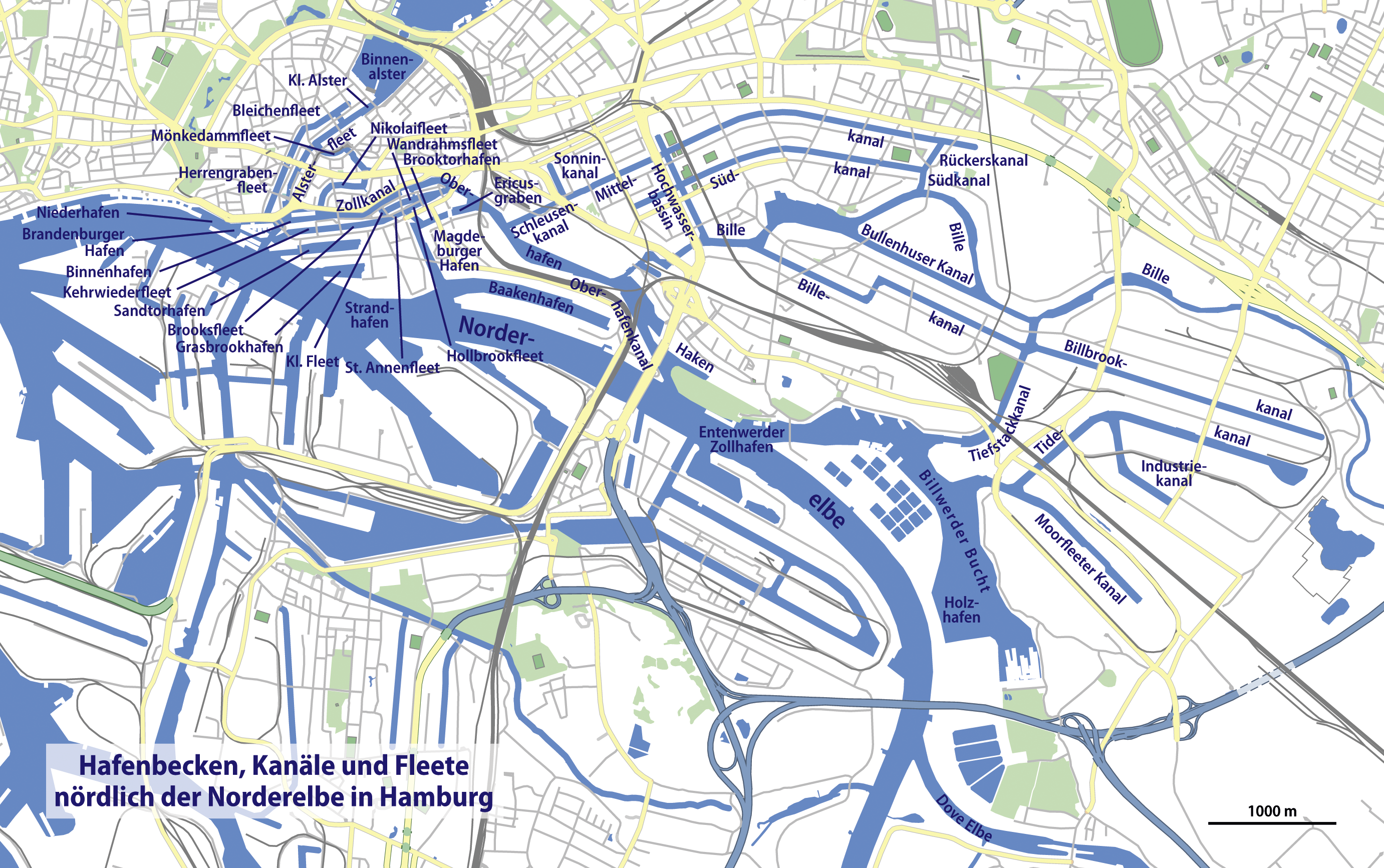
Östlicher Teil des Hafens, 2011

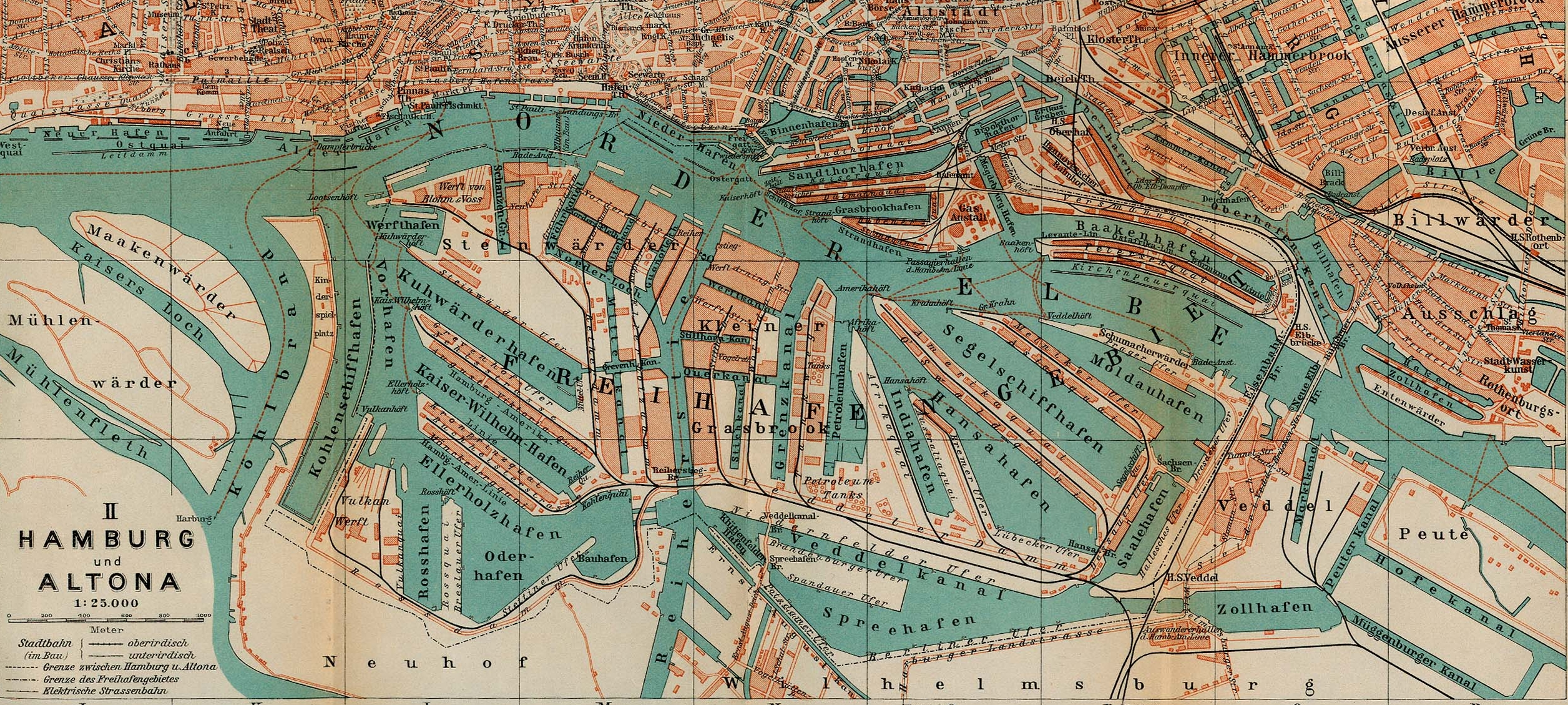
Karte des Hamburger Hafens von 1910

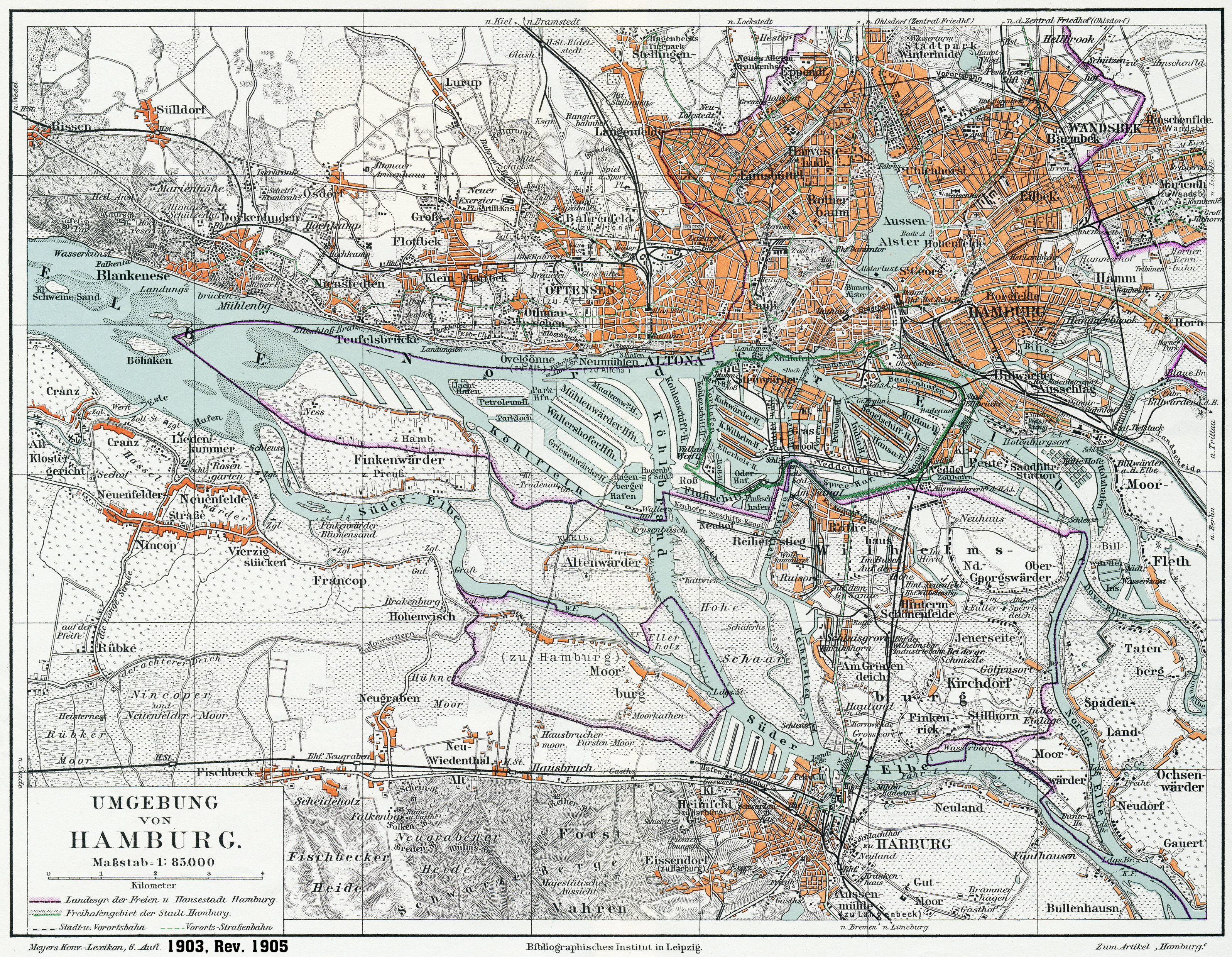
Hamburg und Umgebung um 1914, nach erstem Ausbau der Waltershofer Häfen

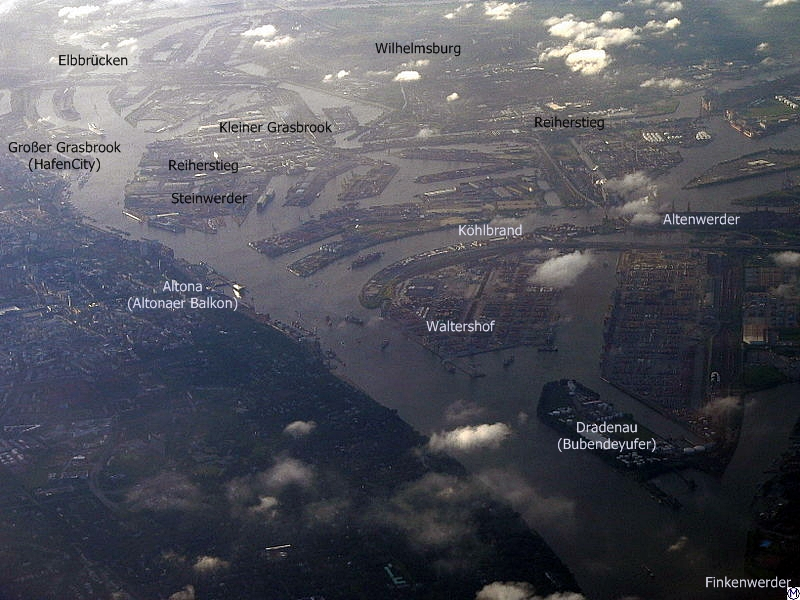
Luftbild des Hamburger Hafens, 2005

Der Hamburger Hafen liegt an der Unterelbe und etwa 100 Kilometer von der Mündung der Elbe in die Nordsee bei Cuxhaven entfernt. Er gilt dennoch als Seehafen, da er von Seeschiffen bis zu einem Tiefgang von 15 Metern angelaufen werden kann. Dies wird möglich gemacht durch regelmäßige Fahrwasser-Ausbaggerungen und Vertiefungen. Dabei ist unter Ausnutzung der Tideflutwellen ein Schiffstiefgang von 13,8 m möglich, mit Lenkung des Oberhafenamtes beim Einlaufen auf dem Höhepunkt der Flut auch von 15,1 m. Seeschiffe mit einem Tiefgang bis 12,8 m können den Hafen tideunabhängig erreichen. Beachtlich ist dabei, dass sich der mittlere Tidenhub am Pegel St. Pauli mit einer durchschnittlichen Bewegung von 3,63 m im 20. Jahrhundert verdoppelt hat.
Das Areal des Hafennutzungsgebiets zieht sich vom Holzhafen in der Billwerder Bucht und der Peute in Veddel im Osten bis nach Finkenwerder im Westen, vom Zollkanal zwischen Hamburg-Altstadt und Speicherstadt, den St.-Pauli-Landungsbrücken und dem Altonaer Fischereihafen im Norden bis zu den Hafenbecken in Harburg im Süden. Er nimmt knapp ein Zehntel der Fläche der Stadt ein und belegt oder berührt insgesamt vierzehn Stadtteile: nördlich der Norderelbe grenzt er an Rothenburgsort, die Altstadt, die Neustadt und St. Pauli, umgibt die HafenCity und beinhaltet das Areal vor der Großen Elbstraße in Altona; südlich der Norderelbe umfasst er den größten Teil der Veddel, den Kleinen Grasbrook, Steinwerder und Waltershof vollständig sowie die Elbufer von Finkenwerder; an der Süderelbe belegt er Teile von Harburg und Wilhelmsburg sowie Altenwerder vollständig.
Das gesamte Hafengebiet, das über das Nutzungsgebiet hinaus unter Hafenverwaltung steht, lässt sich nach Lage und Entstehungszeit in 13 Bereiche unterteilen:
- die Hafenkante des nördlichen Ufers der Norderelbe vom St.-Pauli-Fischmarkt bis zum Baumwall
- die heutige HafenCity mit der Speicherstadt und dem Neubau-Areal ebenfalls auf der nördlichen Elbseite, vom Zollkanal bis hin zu den Elbbrücken
- die östlich der Elbbrücken gelegene rechte Elbseite, mit dem ehemaligen Zollhafen Entenwerder, der Billwerder Bucht mit Holzhafen bis zum Hafen Oortkaten und die Bunthäuser Spitze der Elbinsel Wilhelmsburg
- die Veddel und die Peute, ebenfalls östlich der Elbbrücken am linken Ufer der Elbe gelegen
- der Kleine Grasbrook am Südufer der Norderelbe, gegenüber der HafenCity, vom Überseezentrum bis zum Reiherstieg, im Süden begrenzt mit dem Spreehafen
- die Steinwerder Häfen am Südufer der Norderelbe vom Reiherstieg bis zum Köhlbrand mit dem südlich gelegenen ehemaligen Stadtteil Neuhof bis zur Köhlbrandbrücke
- die Waltershofer Häfen vom Köhlbrand bis zum Lotsenhaus Seemannshöft am Bubendey-Ufer
- das Hafenerweiterungsgebiet von Finkenwerder
- das Hafenerweiterungsgebiet von Altenwerder
- die Wilhelmsburger Hafengebiete zwischen Reiherstieg und Köhlbrand mit Rethe und Hoheschaar
- der Harburger Hafen am Südufer der Süderelbe
- der ehemalige Altonaer Hafen vom Altonaer Fischmarkt bis zum Museumshafen Oevelgönne
- die Niederelbe bis zum Leuchtfeuer Tinsdal bzw. bis zum Estesperrwerk

## Geschichte

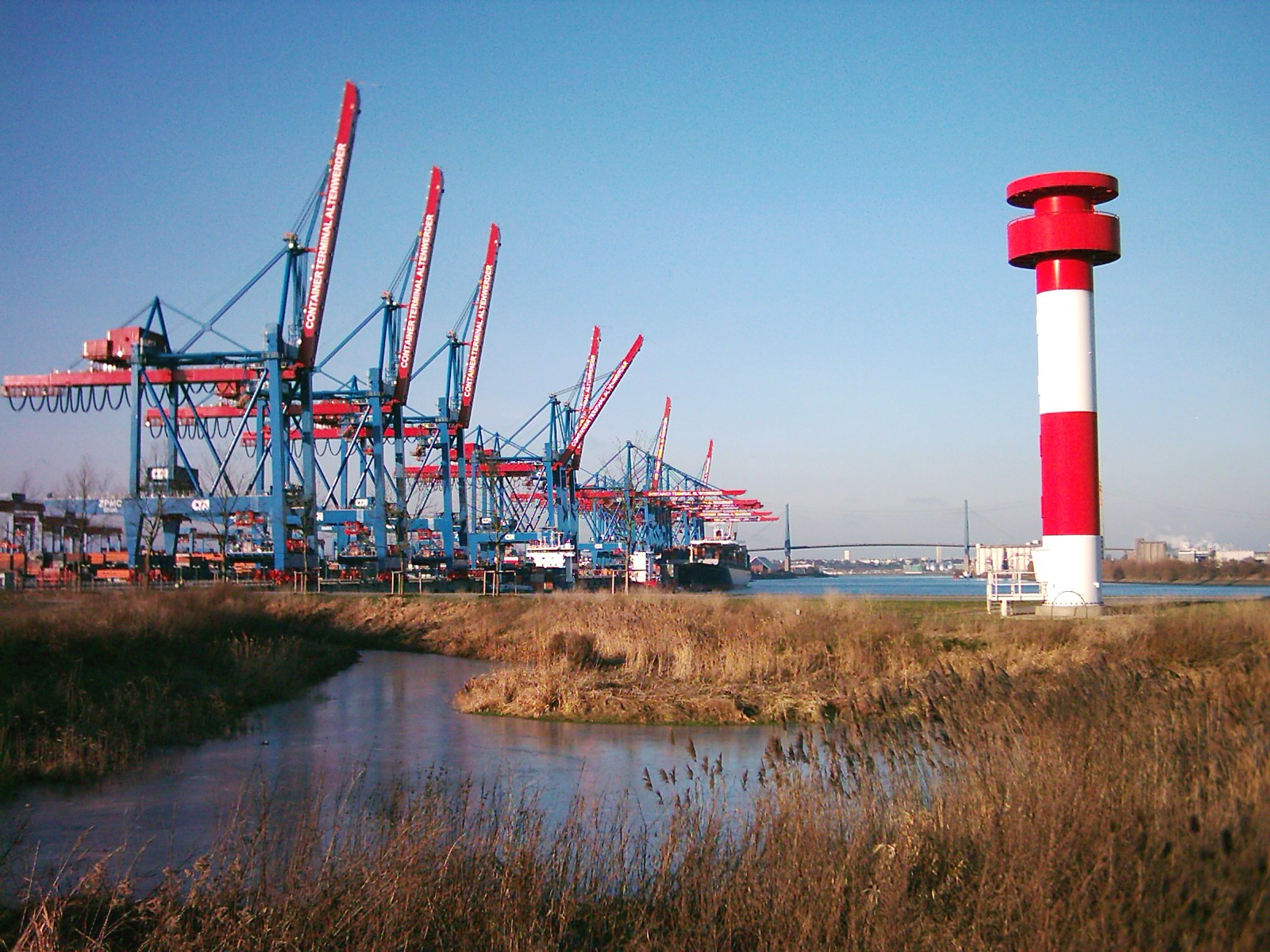
Containerterminal Altenwerder 2006, Blick von der abgedeichten Alten Süderelbe über den Köhlbrand

Der Hamburger Hafen hat sich im Laufe seines Bestehens räumlich von einem Anlandeplatz an einem Elbe-Seitenarm in der Altstadt, über einen Alsterhafen zu dem bekannten Hafen an der Elbe verlagert und dort weit Richtung Westen vorgeschoben. Seit den 1970er Jahren bestimmen Containerschiffe und stark automatisierter Umschlag das Bild. 1968 begann mit der Aufstellung der ersten Containerbrücke am Burchardkai der Ausbau Waltershofs zum Containerterminal Burchardkai (CTB) durch die Hamburger Hafen- und Lagerhaus-AG (HHLA). Mit dem Bau der Köhlbrandbrücke, der Kattwyk-Hubbrücke für die Hafenbahn und des neuen Elbtunnels, alle 1974, wurden die logistischen Voraussetzungen für den wachsenden Transportbedarf geschaffen. Es folgten 1977 das Containerterminal Tollerort, das 1996 ebenfalls von der HHLA übernommen wurde und 1999 der Eurogate Container Terminal Hamburg (CTH) am Predöhlkai in Waltershof.
Das Hafenerweiterungsgesetz vom 30. Oktober 1961 griff Planungen der hamburgisch-preußischen Hafengemeinschaft von 1929 auf und sah für die Erweiterung des Hafens die ehemaligen Dörfer Altenwerder, Francop und Moorburg vor. 1973 beschloss der Hamburger Senat die Räumung von Altenwerder. Auch der 1989 vorgestellte Hafenentwicklungsplan hielt an der Hafenerweiterung im Süderelberaum fest. Bis 1998 wurde Altenwerder, trotz massiver Proteste aus der Bevölkerung, endgültig und vollständig geräumt und abgerissen, lediglich die Kirche und der Friedhof blieben bestehen. Im Jahr 2002 hat an dieser Stelle das Containerterminal Altenwerder (CTA) seinen Betrieb aufgenommen, es galt als das modernste Terminal der Welt.
Die Hafenwirtschaft hat sich elbabwärts verlagert; die Hafenbecken auf dem Großen und dem Kleinen Grasbrook entsprachen ab den 1980er Jahren weder in Größe, Tiefgang noch Platzkapazität den Anforderungen eines Seehafens. Auch ist der Platzbedarf in den Containerhäfen anders als beim herkömmlichen Umschlag; es werden große Stell- und Verladeflächen benötigt. Inzwischen wurden zahlreiche Hafenbecken wieder zugeschüttet, so z. B. der Indiahafen, der Vulkanhafen oder der Griesenwerder Hafen, um hier diese Stellflächen zu schaffen. Die innenstadtnahen Hafengebiete wurden zu Industriebrachen, für die die Stadt neue Nutzungsmöglichkeiten suchte. So wird z. B. auf dem gesamten Gebiet zwischen Kehrwieder und den großen Elbbrücken, dem Herz des Hafens im 19. Jahrhundert, seit 2004 der neue Stadtteil HafenCity für Wohn-, Arbeits- und Freizeitzwecke aufgebaut. Er gilt als eines der ehrgeizigsten städtebaulichen Projekte der Gegenwart.

## Struktur des Hafennutzungsgebietes

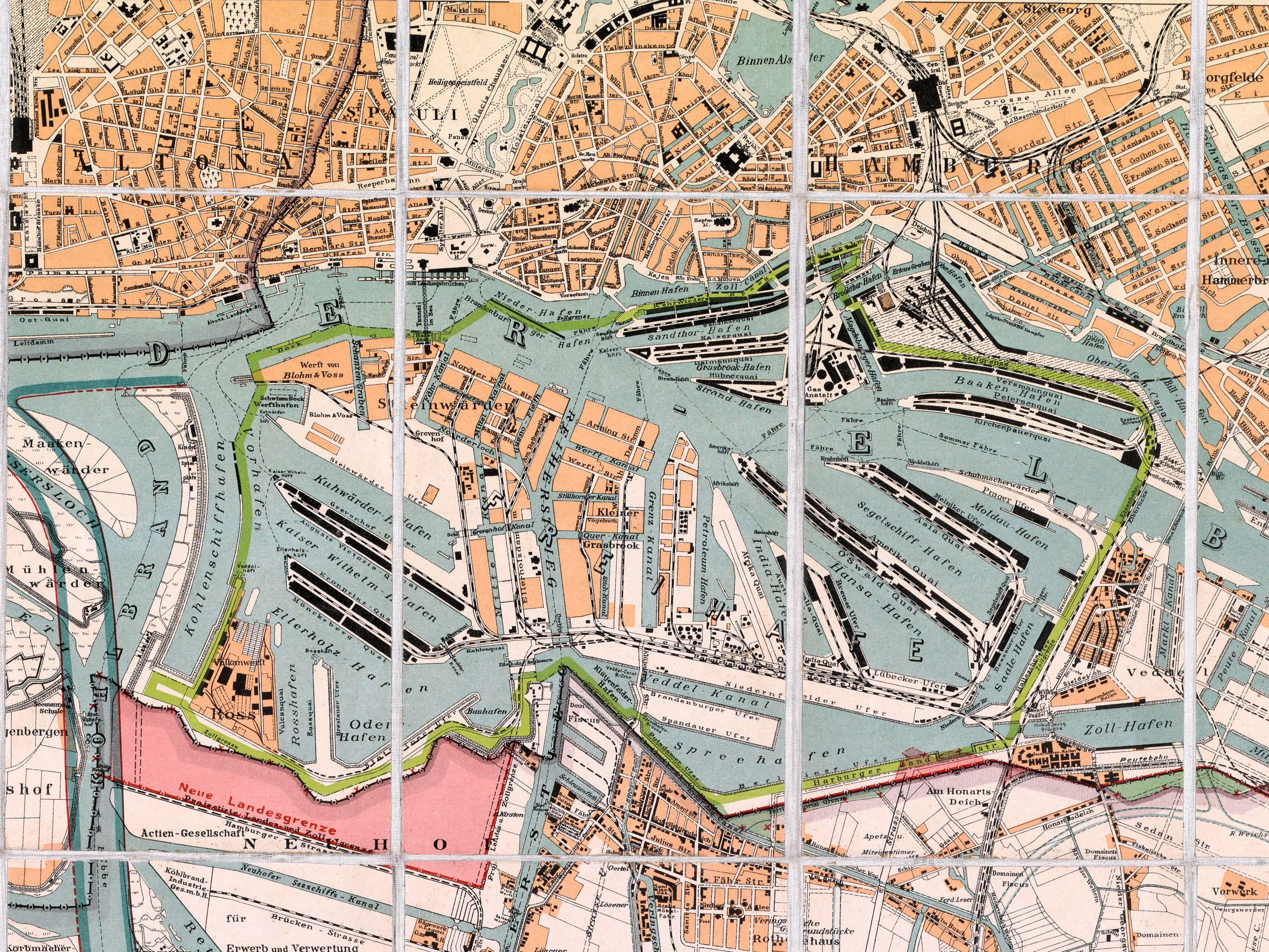
Grenzen des Freihafengebiets um 1900 (hellgrün), später nach Westen (Waltershof, Altenwerder) erweitert.

Das Hafengebiet umfasst eine Gesamtfläche von 7.236 ha, davon sind 6.403 ha nutzbar, von denen 4.249 ha Landflächen (nutzbar 3.416 ha) und 2.987 ha Wasserfläche (gesamt nutzbar) sind. Hinzu kommen 833 ha Hafenerweiterungsgebiet, also Gebiete, die für einen weiteren Hafenausbau reserviert sind, so z. B. große Teile Finkenwerders und der Stadtteil Moorburg. 1.634 ha (also 23 %) waren bis 31. Dezember 2012 als Freihafenfläche von Zoll und Einfuhrumsatzsteuer ausgenommen. Der Zugang zu dieser ansonsten umzäunten Freizone des Kontrolltyps I war nur an Zollübergängen möglich, an denen Fahrzeuge und Personen auf die Einhaltung der zollrechtlichen Bestimmungen überprüft werden konnten. Zum 1. Januar 2003 ist das Gebiet der heutigen HafenCity einschließlich Speicherstadt aus der Freizone herausgenommen worden, um die Wohnbebauung möglich zu machen. Zum 1. Januar 2013 wurde die Freizone vollständig aufgehoben.
Eine Besonderheit ist der Moldauhafen, ein 30.000 Quadratmeter großes Gebiet im östlichen Teil des Kleinen Grasbrooks. Es wurde aufgrund des Versailler Vertrags von 1919 für 99 Jahre an die Tschechoslowakei verpachtet, die als elbanliegendes Binnenland somit eine Exklave zu den Seehandelswegen erhielt.
Die nutzbaren Landflächen des gesamten Hafens von 3.416 ha werden zu 26 % für den Umschlag, zu 13 % für Logistik und zu 30 % gewerblich (darin zu 12 % von der Mineralölindustrie) genutzt. Die übrigen Flächen gelten der Verkehrsinfrastruktur zu 13 %, der Ver- und Entsorgung zu 4 %; 3 % sind Grünflächen und 3 % Freiflächen. Innerhalb dieses Gebiets sind etwa zweihundert Betriebe angesiedelt, in denen rund 40.000 Menschen arbeiten.

### Verwaltung und Organisation
Der Hamburger Hafen wird heute von der Hamburg Port Authority (HPA) verwaltet, sie ist für die Stadt Hamburg die Eigentümerin des größten Teils der Hafengrundstücke. Den Umschlag organisiert die Hamburger Hafen und Logistik AG (HHLA), sie ist heute ein halbprivates Hafenlogistikunternehmen und ging hervor aus der Staatlichen Kaiverwaltung und aus der Hamburger-Freihafen-Lagerhaus-Gesellschaft. Nach wie vor ist sie Eigentümer und Verwalter der meisten Hafenanlagen.

#### Hamburg Port Authority (HPA)
Die HPA ist als Anstalt öffentlichen Rechts der Stadt Hamburg Eigentümer des überwiegenden Teils der Hafengrundfläche und führt als Unterabteilung der Behörde für Wirtschaft und Arbeit (BWA) die Fachaufsicht über den Hafen. Sie ging im Jahr 2005 aus dem Amt für Strom- und Hafenbau hervor und übernahm zugleich die hafenbezogenen Aufgaben des Amtes Häfen, Dienstleistungen und Wirtschaftsinfrastruktur. Sie betreibt das Hafenmanagement, ist für die behördlichen Belange des Hafens, die Hafenkommunikation, für die wasser- und landseitigen Infrastruktur, insbesondere die Hafenbahn, das Straßen- und Brückennetz sowie die Sicherheit des Schiffsverkehrs und das Immobilienmanagement zuständig. Unterstellt sind ihr das Oberhafenamt, das Seemannsamt und der Hamburger Sturmflutwarndienst (WADI). Ihre Hauptdienststelle befindet sich seit 2006 im Speicher P am Wandrahm in der Speicherstadt.
Ihre historische Entwicklung geht auf die 1555 gegründete Düpe-Kommission (Düpe ist das niederdeutsche Wort für Wassertiefe) zurück, die die Aufsicht über das Fahrwasser des Hafens hatte und für hinreichende Wassertiefe für den Schiffsverkehr sorgen sollte. Im Jahr 1814 ging die Kommission in die Schiffahrts- und Hafendeputation über, aus der 1863 das Amt Strom- und Hafenbau gebildet wurden. Bis 1918 war dieses Amt allein zuständig für Hafenerweiterungsmaßnahmen, Ausbau der Wasserwege und Hafenbahnanlagen. Parallel dazu verwaltete die Deputation für Handel die Schifffahrt und das Hafengewerbe. Nach der Demokratisierung der Verwaltung ab 1918 fanden einige Umstrukturierungen statt, bis 1929 alle Hafenangelegenheiten unter dem Dach des Amtes für Strom- und Hafenbau zusammengefasst wurden.

#### Hafen Hamburg Marketing (HHM)
Der Hafen Hamburg Marketing e.V. (HHM) ist ein privatrechtlicher Verein, der im Jahr 2001 aus der Hafen Hamburg Verkaufsförderung und Werbung (HHVW) hervorgegangen ist. Deren Vorläuferinstitution Hafen Hamburg – Der Generalvertreter wurde 1973 gegründet, sie war als ein Kuratorium aus Hamburger Hafenwirtschaft, Schiffsmaklern und Spediteuren, Handelskammer Hamburg, Tourismuszentrale (Hamburg-Information) sowie der damaligen Behörde für Wirtschaft und Verkehr konzipiert. Seine Hauptaufgabe sieht der Verein im Standortmarketing des Hafens, er soll Ansprechpartner für hafenrelevante Anfragen sein und wettbewerbsneutral Kontakte herstellen. Zudem präsentiert er den Hamburger Hafen auf Veranstaltungen und Messen. Weitere Aufgaben sind die Herausgabe von Publikationen, die Organisation von Veranstaltungen und die Marktforschung. Der HHM versteht sich als Kooperationspartner der Hamburg Port Authority (HPA).

#### Hamburger Hafen und Logistik AG

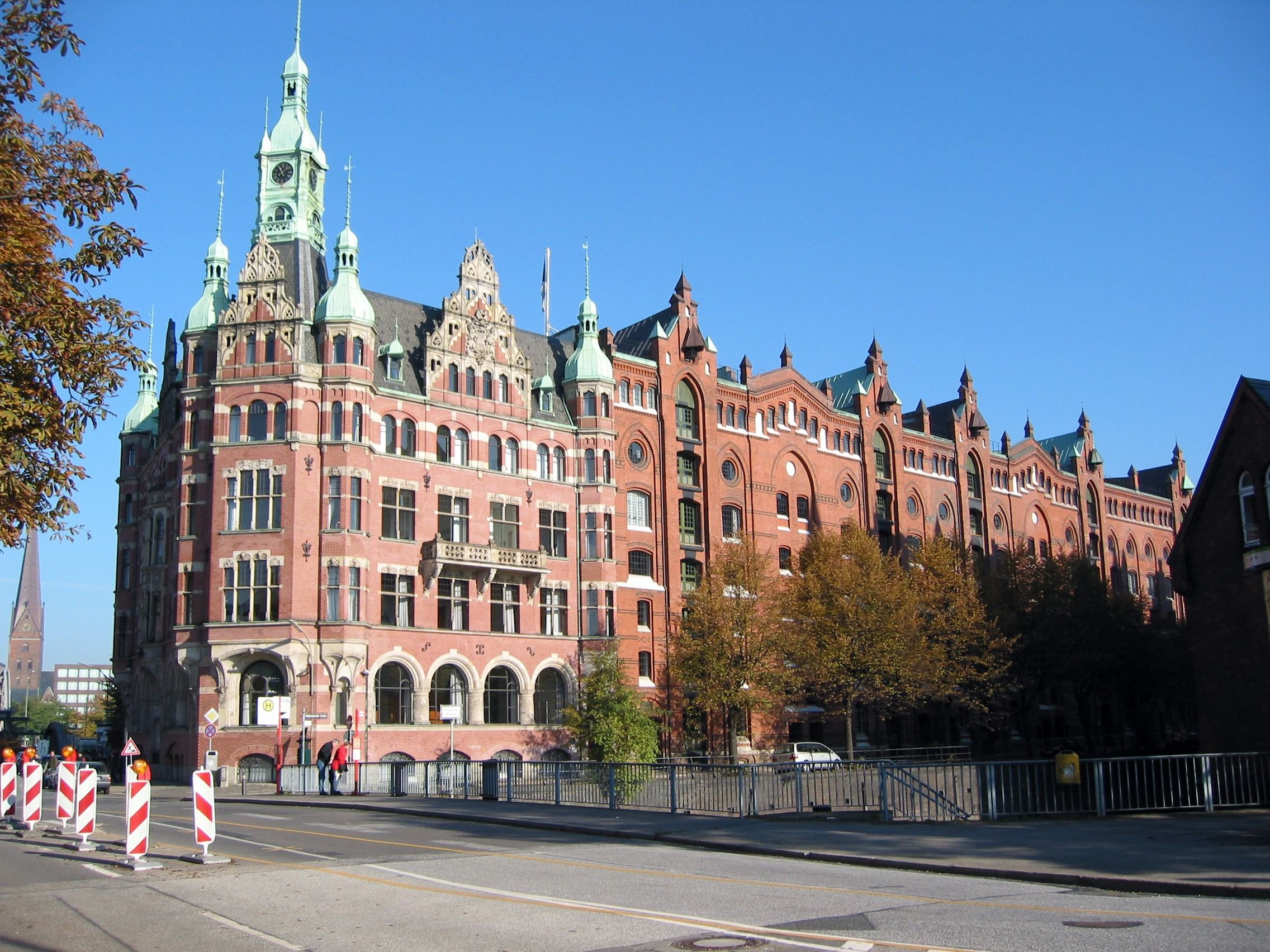
Das sogenannte Speicherstadtrathaus in der Speicherstadt, Hauptgeschäftssitz der HHLA

Die Hamburger Hafen und Logistik AG (HHLA) ist das größte Hafenlogistik-Unternehmen der Stadt, bis zum Jahr 2007 war die Freie und Hansestadt Hamburg der alleinige Gesellschafter der Aktiengesellschaft. Dann wurde das Unternehmen in verschiedene Geschäftsfelder gesplittet und ein Teil des Unternehmens durch Börsengang im November 2007 privatisiert.
Seine Wurzeln hat das Unternehmen im Jahr 1864: mit Schaffung der modernen Hafenanlagen auf dem Großen Grasbrook, gründete sich die Staatlichen Kaiverwaltung. Ihr oblag unter anderem die Organisation des Umschlags, die Instandhaltung der Kaianlagen und deren Maschinen. Eine weitere staatliche Gründung war im Jahr 1885 die Hamburger Freihafen-Lagerhaus-Gesellschaft (HFLG), deren Aufgabe darin bestand, die Hamburger Speicherstadt zu realisieren und zu verwalten, und in der Folgezeit den Bau und die Pflege aller weiteren Hafenanlagen zu übernehmen. Sie wurde von Anbeginn als Aktiengesellschaft angelegt: die Stadt steuerte den Grundbesitz von 30.000 Quadratmetern bei und die Norddeutsche Bank das Kapital in Höhe von neun Millionen Reichsmark. Aus der Dividende wurde ein Ankaufsfonds errichtet, mit dem die Stadt die Anteile der Bank abkaufte. Ab 1927 war die Stadt Hamburg Alleinaktionär.
Am 1. April 1935 wurde die Staatliche Kaiverwaltung und die HFLG zur Hamburger Hafen- und Lagerhaus-Aktiengesellschaft (HHLA) zusammengeschlossen. Am 1. Oktober 2005 änderte sie, unter Beibehaltung des Kürzels, ihren Namen in Hamburger Hafen und Logistik AG. Zum 1. Januar 2007 teilte sich die HHLA in die Teilkonzerne Hafenlogistik und Immobilien, um mit dem Bereich Hafenlogistik im November 2007 an die Börse zu gehen:
- Der Teilkonzern Immobilien, der die nicht-hafenumschlagspezifischen Immobilien umfasst (Hamburger Speicherstadt und Fischmarkt Hamburg-Altona GmbH) wurde in Aktien angelegt, die nicht an der Börse gehandelt werden und sich weiterhin vollständig im Eigentum der Stadt Hamburg befinden.
- Der Teilkonzern Hafenlogistik beinhaltet die Betriebsteile Container, Intermodal und Logistik, sowie den Bereich Holding und die hafenumschlagspezifischen Immobilien der HHLA.

Ihren Hauptsitz hat die HHLA im sogenannten Speicherstadtrathaus an der Straße Bei St. Annen in der Speicherstadt.

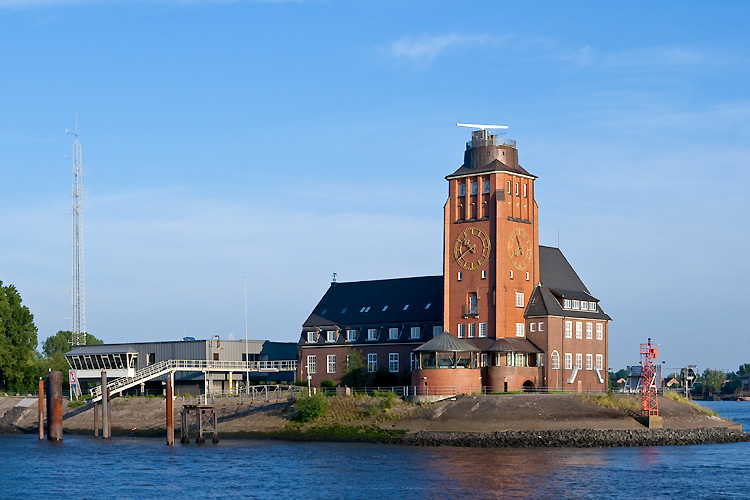
Lotsenhaus Seemannshöft

#### Hamburg Vessel Coordination Center (HVCC)
Das Hamburg Vessel Coordination Center (HVCC) ist ein Joint Venture der beiden größten Terminalbetreiber Hamburger Hafen und Logistik AG (HHLA) und der EUROGATE Container Terminal Hamburg GmbH und dient als überbetriebliche Koordinationsstelle für den Ablauf des Großschiffs-, Feeder- und Binnenschiffsverkehre im Hamburger Hafen. Der Zulauf der Schiffe auf den Hamburger Hafen wird ebenso wie die Rotation im Hafen und beim Auslaufen nach der Abfertigung koordiniert. Das erfolgt für Großcontainerschiffe, Bulker, Kreuzfahrt-, Feeder- oder Binnenschiffe, deren Eigner oder Charterer damit ihre Planungsprozesse optimieren können.
Im Rahmen dieser sogenannten Passageplanung ermittelt das HVCC Ankunftszeiten, ermöglicht Hafenlogistik und hilft Treibstoffverbrauch und Emissionen zu reduzieren. Mit diesen Daten kann die Reederei beziehungsweise die Schiffsführung die Reisegeschwindigkeit und Reiseroute für die Ankunft anpassen und zu lange Liegezeiten vermeiden. Weiterhin kann die Hafenlogistik optimiert werden, d. h. Terminals, Lotsen, Festmacher und andere Hafendienstleister können ihre Planungen anpassen und notwendige Ressourcen planen und bereitstellen. Schiffsausrüster stehen an der entsprechenden Stelle, um das Schiff mit Lebensmitteln, Verbrauchsgütern und technischem Material zu versorgen. Kommt ein Kreuzfahrtschiff in den Hamburger Hafen, kann ein Passagierwechsel von bis zu 6000 Reisenden notwendig sein. Dafür sind die entsprechende Anzahl von Bussen und Taxen rechtzeitig bereitzustellen, um Wartezeiten zu vermeiden.
Der Zulauf auf den Hamburger Hafen hat das HVCC im Jahr 2019 für über 3200 Großschiffe koordiniert und die Ankunftszeit eines Schiffs bei Berücksichtigung der Liegeplatzbelegung, Begegnungsverkehre, Tide und Wetter ermittelt und mit den zuständigen Behörden abgestimmt. Das HVCC ist Partner der International Task Force Port Call Optimization.

#### Lotsenstation und Schiffsmeldedienst

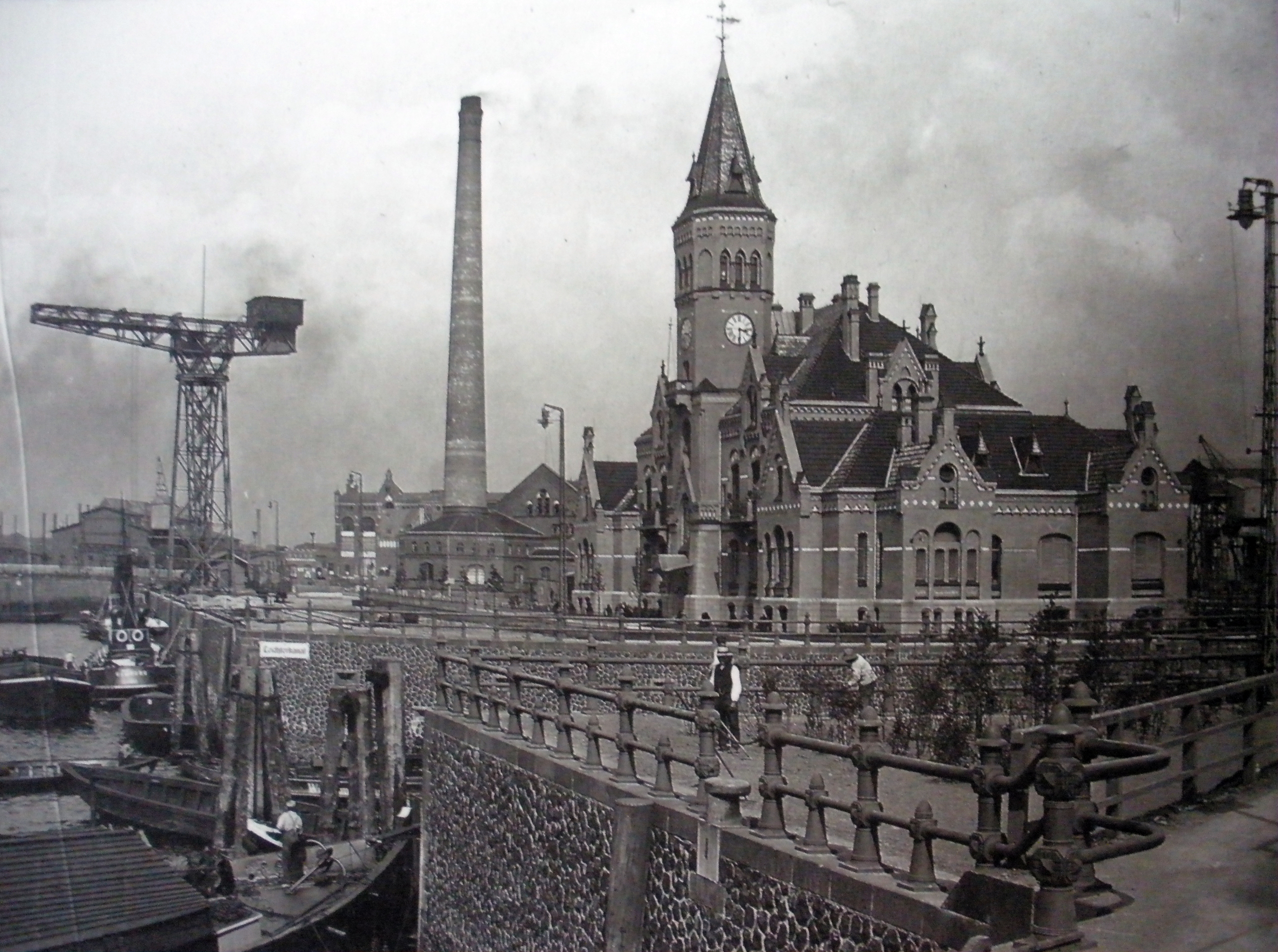
Kaiser-Wilhelm-Hafen Steinwerder, 1903

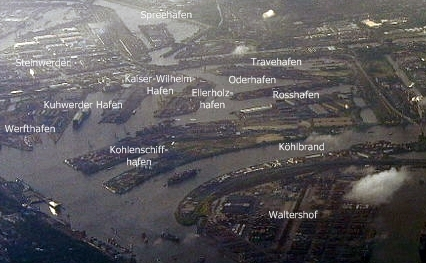
Luftbild der Hafenbecken in Steinwerder

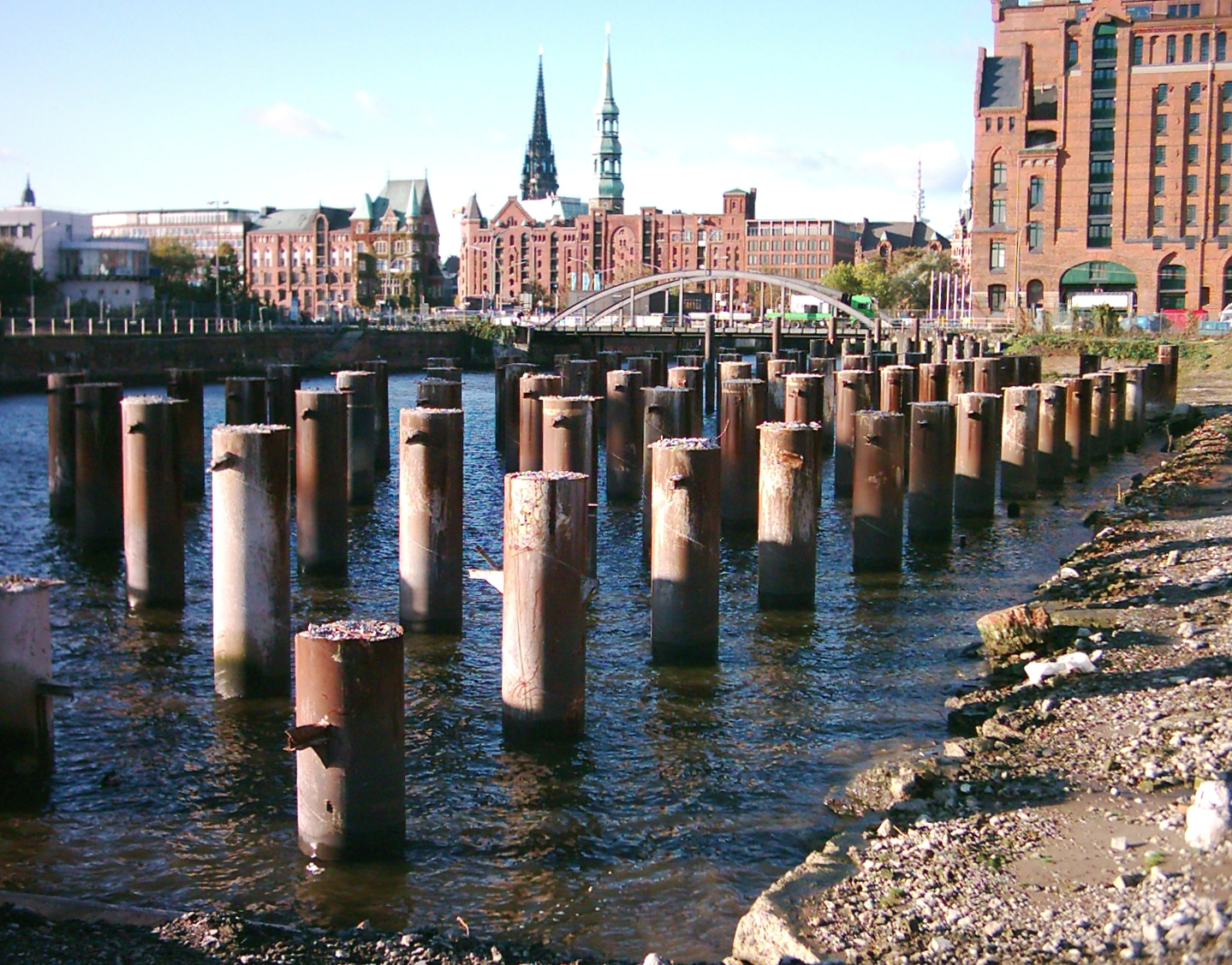
Magdeburger Hafen 2006, Baustelle Übersee-Quartier HafenCity; die Pfahlreihen sind die Reste eines abgerissenen Kühlhauses

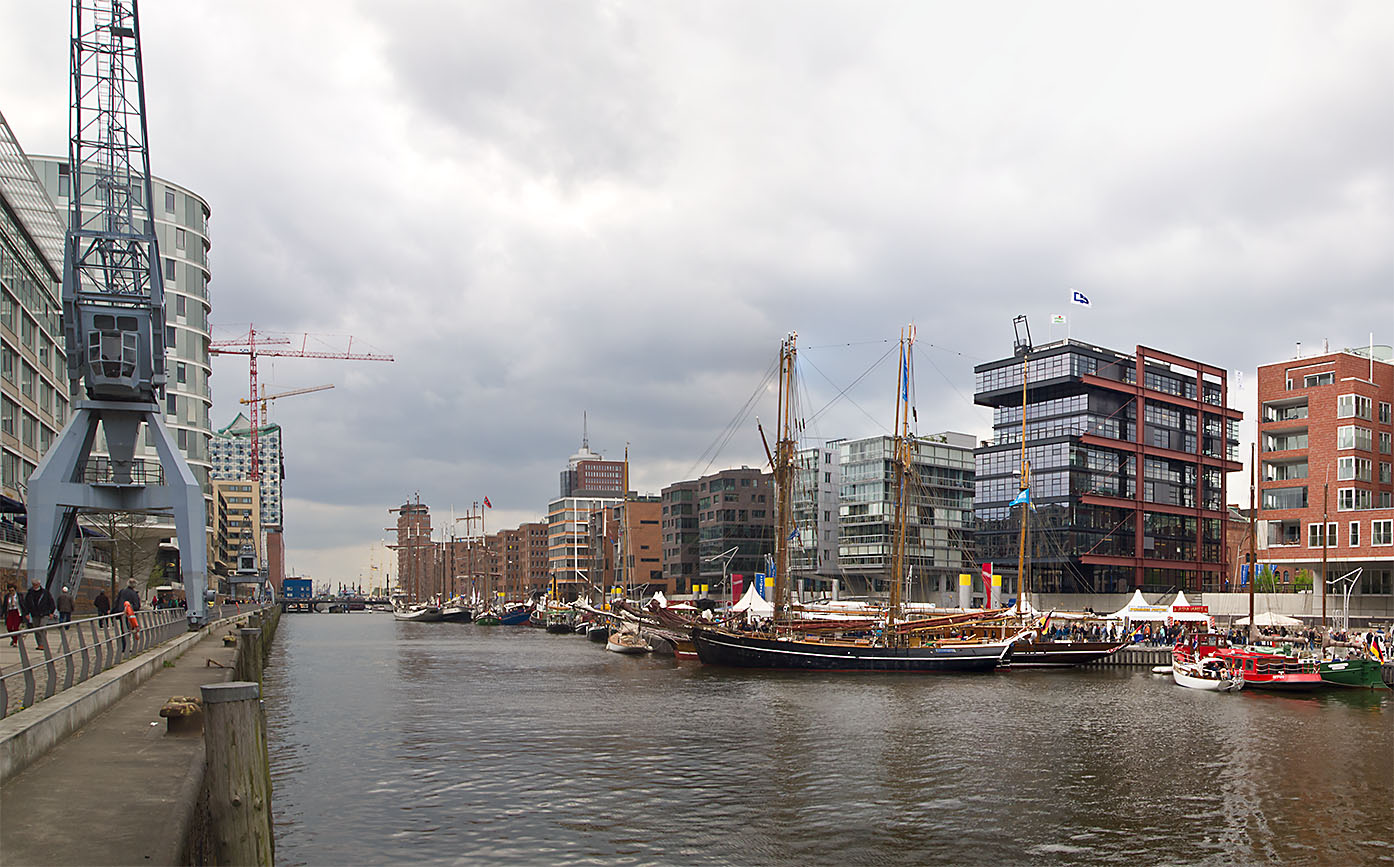
Sandtorhafen mit Traditionsschiffhafen

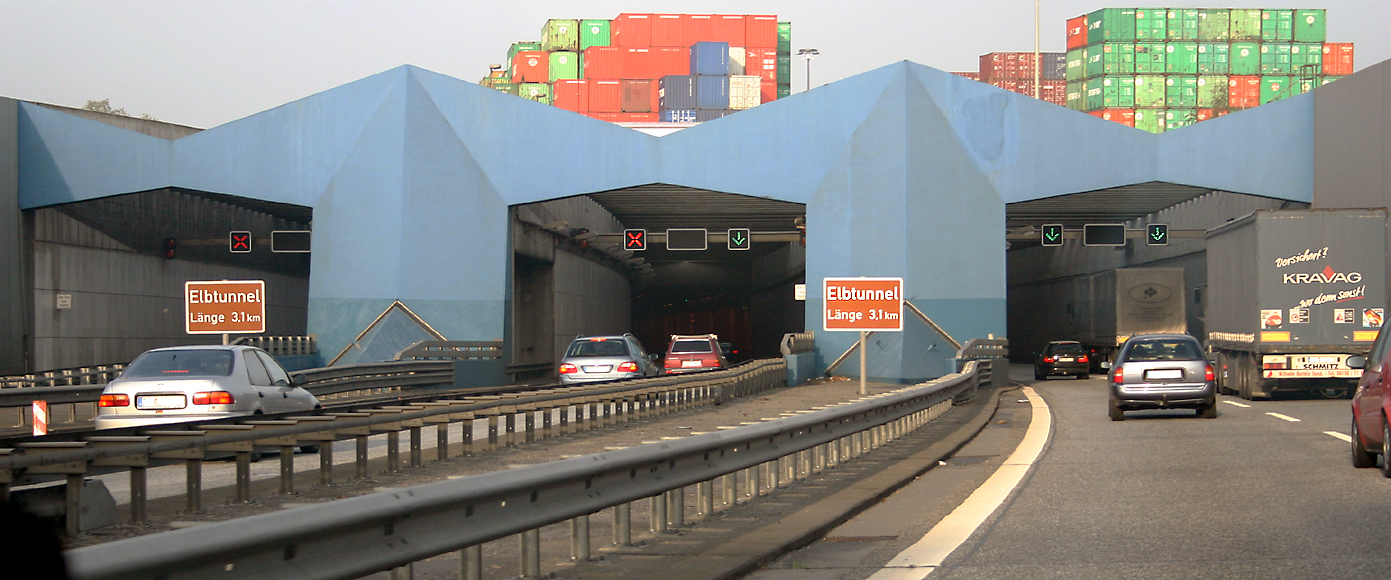
Der Maakenwerder Hafen ist zur südlichen Einfahrt des Neuen Elbtunnels geworden, oberhalb stehen die Container des CTB

Die Hafenlotsen, der Schiffsmeldedienst sowie die nautische Zentrale sind zuständig für die Überwachung und Koordination des sicheren und reibungslosen Schiffsverkehrs im gesamten Hamburger Hafen von Oortkaten bis zum Leuchtfeuer Tinsdal. Seit 1977 sind alle drei Institutionen zusammengefasst und im Lotsenhaus Seemannshöft am Bubendeyufer untergebracht. Lotsenpflichtig sind Seeschiffe ab einer Länge von 90 m oder einer Breite von mehr als 13 m sowie alle Tanker. Die von See kommenden Schiffe werden zwischen Blankenese und Teufelsbrück mit einem Hafenlotsen besetzt und auf der weiteren Fahrt in den Hafen beraten. Nach See fahrende Schiffe werden in Höhe Teufelsbrück vom Hafenlotsen an den Elblotsen übergeben, der das Schiff bis zum Nord-Ostsee-Kanal oder in die Elbmündung begleitet. Im rückwärtigen Köhlfleethafen befindet sich der Anleger für die Lotsenversetzboote.

### Hafenbecken und Kaianlagen
Im Hamburger Hafen werden heute noch für die Hafenwirtschaft genutzt:
- 13 Hafenbecken und Kaianlagen für den Warenumschlag oder spezifische Zwecke (außer Container-Terminals)

auf dem Kleinen Grasbrook: Hansahafen (hauptsächlich RoRo-Umschlag)
in Steinwerder: Steinwerderhafen, Werfthafen (Blohm + Voss), Kuhwerderhafen, Kaiser-Wilhelm-Hafen, Ellerholzhafen und Oderhafen
in Waltershof: Petroleumhafen II, Köhlfleethafen (Lotsenstation), Köhlfleet (Forstprodukte), Dradenauhafen (Stahlwerke Arcelor Mital), Sandauhafen (Massenschüttgut)
die Harburg-Wilhelmsburger Tankhäfen: Rethehäfen (Neuhöfer Hafen, Kattwykhafen, Blumensandhafen), Hohe-Schaar-Hafen
hinzu kommen die vier Harburger Seehäfen;
- vier Kaianlagen für den Containerumschlag (Container-Terminals):

Ballinkai Altenwerder (CTA) der HHLA mit vier Liegeplätzen
Burchardkai (CTB) der HHLA am Waltershofer Hafen mit sechs Liegeplätzen und am Parkhafen mit einem Liegeplatz sowie Athabaskakai gegenüber Övelgönne/Neumühlen mit drei Liegeplätzen
Predöhlkai (CTH) von Eurogate am Waltershofer Hafen mit sieben Liegeplätzen (Westerweiterung erst bis frühestens 2022)
Tollerort (CTT) Europakai der HHLA am Vorhafen mit fünf Liegeplätzen
- sechs Flusshäfen, in eingeschränktem Maße als Zubringer- und Umschlaghäfen der Binnenschifffahrt:

auf dem kleinen Grasbrook: Moldauhafen, Saalehafen und Klütjenfelder Hafen
in Steinwerder: Travehafen und Rosshafen
in Waltershof: Rugenberger Hafen
- als Kreuzfahrtterminals dienen:

das Hamburg Cruise Center HafenCity (CC1) am stadtnahen Chicagokai in der HafenCity mit zwei Liegeplätzen
das Hamburg Cruise Center Altona (CC2) am früher für die Englandfähre genutzten Edgar-Engelhard-Kai in Altona
das Hamburg Cruise Center Steinwerder (CC3) mitten im Hafen
- außerdem stehen zwei Anlegebrücken für Seeschiffe mit Passagierbetrieb zur Verfügung (Seebrücken):

an der Überseebrücke
an den St.-Pauli-Landungsbrücken
Die historischen Hafen- und Kaianlagen, die nicht mehr für die Hafenwirtschaft in Betracht kommen, erfahren heute eine andere Nutzung oder wurden zugeschüttet.
- Historische Häfen mit heute veränderter Bedeutung:

Binnenhafen und Niederhafen als ehemalige Hamburger Häfen
Neumühlener Kai (heute teilweise Museumshafen Oevelgönne) und der Fischereihafen als ehemalige Altonaer Häfen
Harburger Binnenhafen mit Überwinterungshafen, Werfthafen, Holzhafen, Ziegewiesenkai, Lotsekanal, Kaufhauskai, Westlichem und Östlichem Bahnhofskanal und Verkehrshafen
- ehemalige Hafenbecken und Kaianlagen aus dem 19. und 20. Jahrhundert mit veränderter Nutzung:

Sandtorhafen (heute Traditionsschiffhafen in der HafenCity), Grasbrookhafen (geplanter Yachthafen in der HafenCity), Strandhafen, Magdeburger Hafen, Brooktorhafen, Ericusgraben, Baakenhafen, Kirchenpauerhafen (alle HafenCity)
Holzhafen in der Billwerder Bucht und Müggenburger Zollhafen auf der Veddel
Spreehafen, ehemals zentraler Flusshafen, heute versandet und Anlegeplatz für Hausboote
- zugeschüttete Hafenbecken:

auf dem kleinen Grasbrook: Südwesthafen (2000), Segelschiffhafen (1976), Indiahafen (1999)
in Steinwerder: Rodewischhafen (2007), Vulkanhafen (2002), Kohlenschiffhafen (teilweise, 2002)
in Waltershof: Maakenwerder Hafen (1970, südliche Einfahrt zum neuen Elbtunnel), Griesenwerder Hafen (2003)
- brachliegende Hafenbecken:

Peutehafen (Veddel), Schluisgrovehafen (Wilhelmsburg)
Ein geplantes, jedoch nie realisiertes Hafenbecken ist der Mühlenwerder Hafen auf Waltershof.

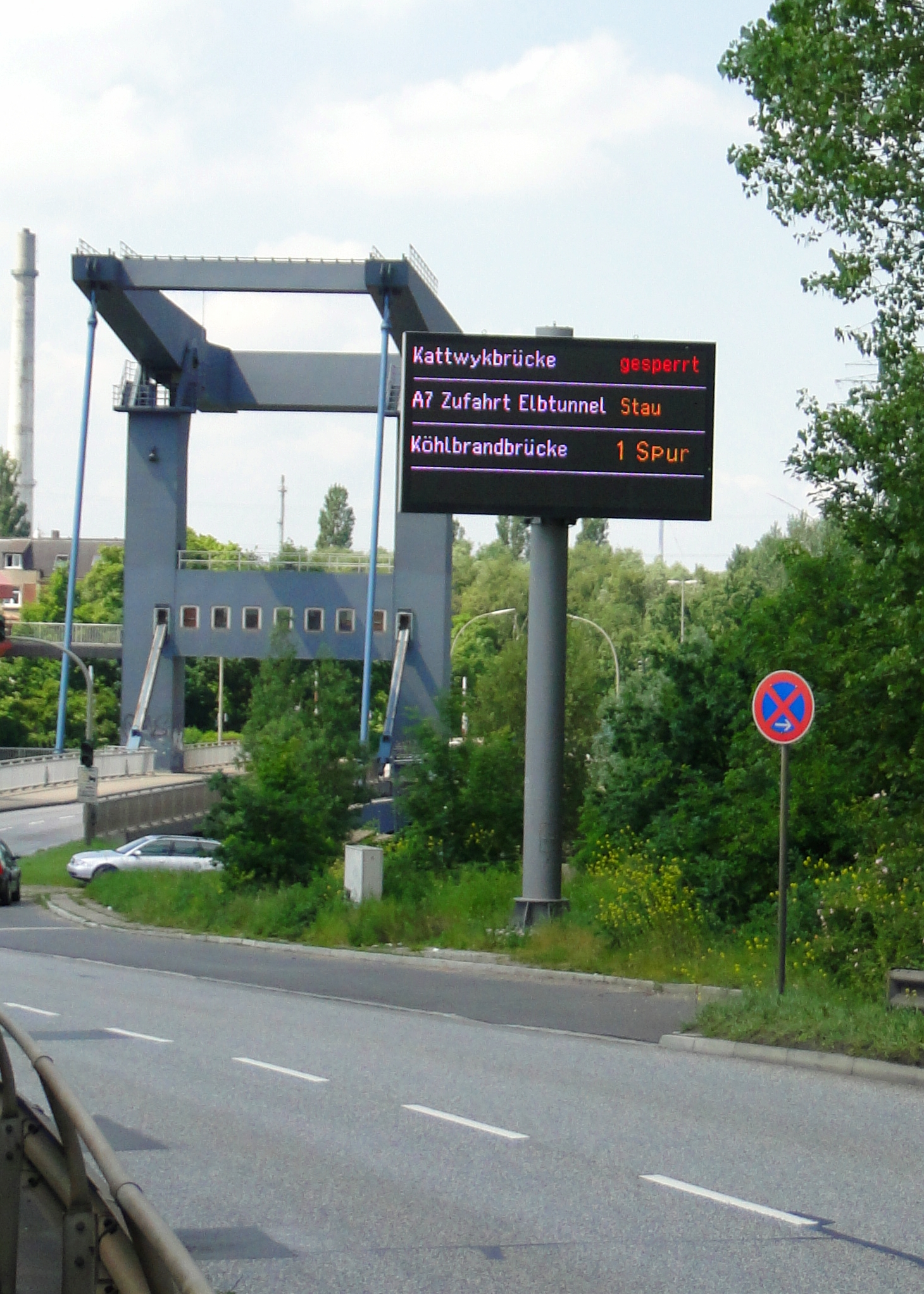
Verkehrsleitsystem DIVA (Dynamische Information zum Verkehrsaufkommen im Hafen)

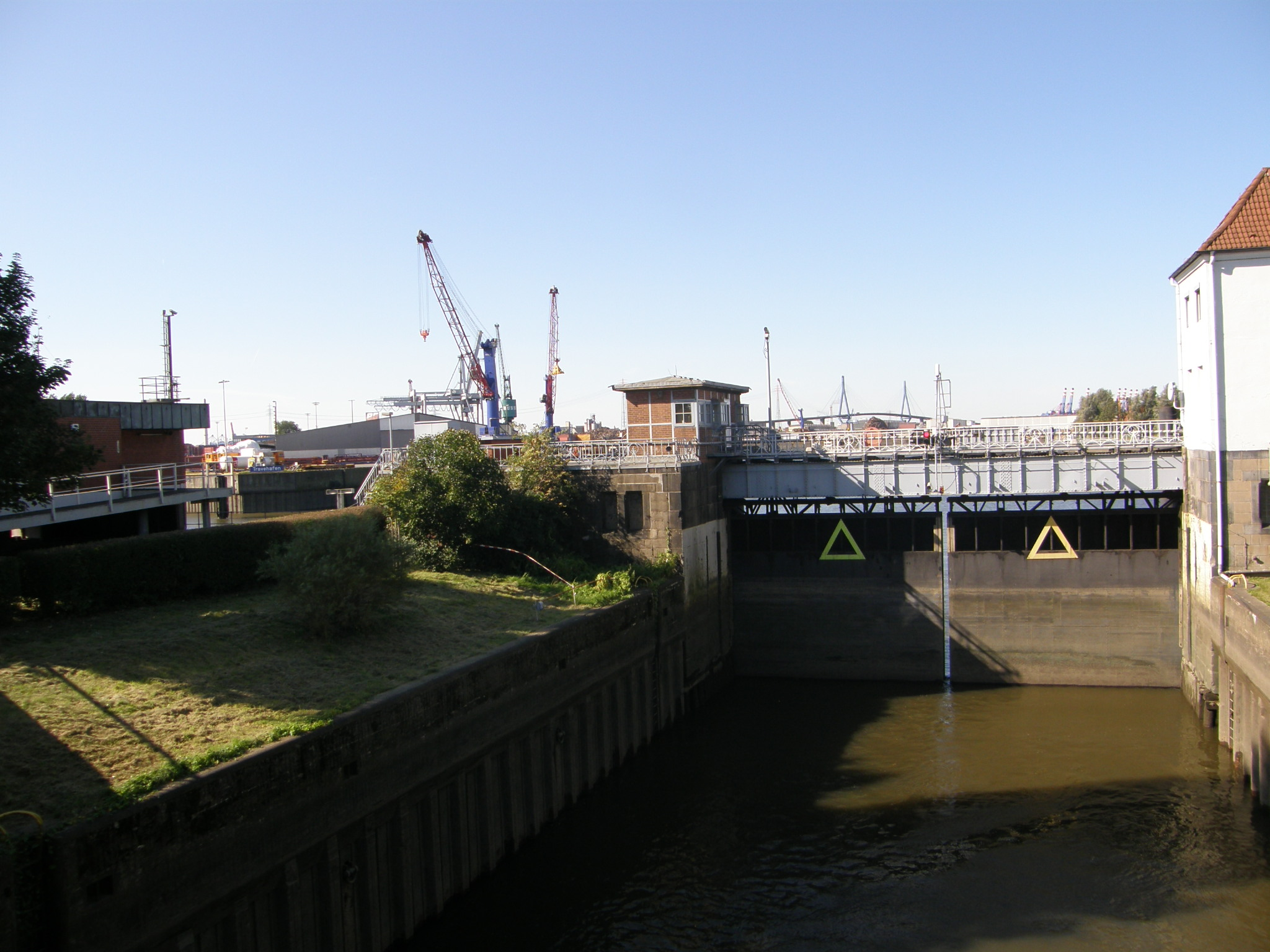
Ellerholzschleuse – Sperrschleuse zwischen Reiherstieg und Ellerholzhafen

### Infrastruktur
Der Hafen bietet rund 320 Liegeplätze für Seeschiffe an 43 km Kaimauer, davon 38 Großschiffs-Liegeplätze für Container- und Massengutschiffe, 97 Liegeplätze an Dalben und 60 Landeanleger einschließlich Fähranleger der HADAG. Durch die Landflächen führen 137 km öffentliche Straßen, 156 km Uferstrecken und 314 km Hafenbahngleise. Es gibt drei Straßen- und Fußgängertunnel und 147 Brücken, davon 53 feste Eisenbahnbrücken, 52 feste Straßenbrücken, 5 Fußgängerbrücken, 9 sonstige und 11 bewegliche Brücken, unter anderem die Hubbrücke Kattwykbrücke über den Köhlbrand sowie die Klappbrücken Sandtorhafen-Klappbrücke in der HafenCity, Reiherstieg-Klappbrücke und Rethe-Klappbrücke in Wilhelmsburg, Holzhafen-Klappbrücke in Rothenburgsort und Lotsekanal-Klappbrücke in Harburg. Hinzu kommen über zweihundert Hafen- und Ponton-Anlegebrücken. Die Wasserstände in den diversen Kanälen und Schifffahrtswegen werden durch drei Stauschleusen (Tatenberger Schleuse, Ernst-August-Schleuse und Harburger Hafenschleuse) und drei Sperrschleusen (Ellerholzschleuse, Rugenberger Schleuse und Reiherstiegschleuse) reguliert. Zudem verfügt der Hafen über eine nautische Zentrale im Lotsenhaus Seemannshöft, 130 Leuchtfeuertürme und zehn Pegelanlagen. Neben Deich- und Polderanlagen dienen sieben Sturmflut-Sperrwerke dem Schutz gegen Hochwasser.
Die Hafenbahn gewährleistet den Güterschienenverkehr vom Hamburger Hafen ausgehend. Ihr Bau wurde 1866 als wesentlicher Bestandteil des Umschlagkonzepts zeitgleich mit den Kaianlagen auf dem Großen Grasbrook begonnen, mit einer 700 m langen zweigleisigen „Quaibahn“ vom Sandtorkai zum Berliner Bahnhof am Deichtorplatz. Das heutige Gleisnetz im Hamburger Hafen umfasst 375 km, der Warenumschlag wird zu 30 %, insbesondere der Containerumschlag zu 70 % über die Bahn abgewickelt. Schätzungen gehen davon aus, dass 10 % des gesamten deutschen Güterschienenverkehrs im Hamburger Hafen beginnen oder enden.

### Öffentlicher Personennahverkehr und Fährschiffe

Liniennetz der HADAG

Der öffentliche Personennahverkehr im Hamburger Hafen wird hauptsächlich von den Erwerbstätigen im Hafen genutzt. Innerhalb des Hamburger Verkehrsverbundes (HVV) sind neben den sechs Buslinien der Hamburger Hochbahn AG (HHA) und der VHH die Fährschiffe das bevorzugte Beförderungsmittel.
Die Personenschifffahrt im Hamburger Hafen wird durch die HADAG Seetouristik und Fährdienst AG (HADAG) geleistet, die heute ein Tochterunternehmen der Hamburger Hochbahn AG ist. Das Unternehmen wurde 1888 unter dem Namen Hafendampfschiffahrts-Actien-Gesellschaft als Reederei gegründet. Vordringliches Ziel und Geschäftsfeld war es, nach der Verlagerung großer Hafenteile auf die andere Elbseite, die Hafen- und Werftarbeiter zu den ansonsten schwer zu erreichenden Arbeitsplätzen zu bringen. Die Linie 62 von den St.-Pauli-Landungsbrücken bis Finkenwerder und ihre Ergänzung, die Linie 64 von Finkenwerder nach Teufelsbrück sind über den Berufsverkehr hinaus beliebte Fähren für Ausflügler und Touristen. Früher galt dies auch für die Hamburg-Blankenese–Este-Linie (HBEL) von Blankenese nach Cranz im Alten Land, die aber inzwischen wegen Verschlickung stillgelegt werden musste.

## Wirtschaft
Die Hauptnutzung des Hafens besteht im Güterumschlag, ein weiterer wichtiger Wirtschaftszweig im Hafen ist die industrielle Fertigung und Rohstoffverarbeitung, hier insbesondere die Raffinerie von Mineralöl, daneben bestehen Getreidemühlen sowie Kaffee- und Teeveredelungsbetriebe. Die Bedeutung des Schiffbaus im Hamburger Hafen ist seit den 1960er Jahren beständig zurückgegangen. Wachstum konnte seit der Jahrtausendwende in der Passagierschifffahrt, insbesondere der Kreuzschifffahrt, verzeichnet werden.

### Güterumschlag
Der Umschlag von Gütern findet zu etwa zwei Drittel im Stückgut statt, und dieser fast zu 98 % in Containern (Maschinen und Anlagen, Chemische Erzeugnisse und Grundstoffe, Nahrungsmittel, Bekleidung, Metalle, Papier und Pappe, Elektroerzeugnisse, Möbel und Holzwaren, Fahrzeuge), und zu einem Drittel im Massengut (Erze, Mineralöl, Kohle, Rohöl, Ölfrüchte, Düngemittel, Getreide, Baustoffe). Der Güterumschlag bringt den großen Arbeitsbereich der Logistik (Lagerei und Transport) mit sich. Etwa ein Drittel des Umschlages betrifft den Transshipment-Bereich, das heißt die Verlagerung von See- auf Feederschiffe zum Weitertransport.

#### Umschlagstatistik
Im Jahr 2007 liefen insgesamt 12.217 Seeschiffe mit 217.160 BRZ den Hafen an, davon 7492 Containerschiffe, 933 konventionelle Stückgutfrachter, 1759 Schüttgutfrachter, 1495 Tankschiffe, 200 RoRo-Schiffe, 72 Fahrzeugtransporter und vier Spezialfrachtschiffe. Im Jahr 2009 ist mit dem Rückgang auf 10.131 Seeschiffe bei einem gleichzeitigen leicht erhöhten Volumen von 217.977 BRZ gegenüber 2007 die Tendenz der größeren Schiffe abzusehen. Es handelte sich dabei um 5589 Containerschiffe, 817 konventionelle Stückgutfrachter, 1614 Schüttgutfrachter, 1431 Tankschiffe, 272 RoRo-Schiffe, 127 Fahrzeugtransporter und sieben Spezialfrachtschiffe. 2015 liefen Hamburg 8745 Seeschiffe an, die Zahl der großen Schiffe über 100.000 BRZ stieg allerdings auf 762 (2014: 640). 2016 wurden 8719 Seeschiffe im Güter- und Passagierverkehr abgefertigt.
Der Gesamtumschlag steigerte sich bis zum Jahr 2007 kontinuierlich, dabei gewann das Stückgut und davon insbesondere der Containerumschlag deutlich Vorrang gegenüber dem Massengut. 2009 ging der Umschlag infolge der globalen Wirtschaftskrise drastisch zurück und erreichte erst 2014 einen neuen Höchststand. Im Jahr 2015 brach der Containerumschlag um −9,3 % ein, besonders im Warenaustausch mit Russland (−36 %), Singapur (−16 %) und China (fast −15 %).
Im Binnenschiffsverkehr wurden 2017 in Hamburg 11,5 Mio. t Güter umgeschlagen, davon 119.000 TEU-Container.
| Jahr                                                                         | Gesamtumschlag in Mio. [t]      | Stückgutumschlag, gesamt in Mio. [t] | Containerumschlag in Mio. [t] | Containerumschlag in Mio. TEU | Containerisierungsgrad (prozentualer Anteil am Stückgut) | Massengutumschlag in Mio. [t] |
| ---------------------------------------------------------------------------- | ------------------------------- | ------------------------------------ | ----------------------------- | ----------------------------- | -------------------------------------------------------- | ----------------------------- |
| 1888                                                                         | 6,3                             |                                      | –                             | –                             | –                                                        |                               |
| 1913                                                                         | 25,5                            |                                      | –                             | –                             | –                                                        |                               |
| 1928                                                                         | 22,1                            | 16,7                                 | –                             | –                             | –                                                        |                               |
| 1933                                                                         | 19,6                            |                                      | –                             | –                             | –                                                        |                               |
| 1956                                                                         | 27,5                            | 8,9                                  | –                             | –                             | –                                                        |                               |
| 1960                                                                         | 30,755 (See) 6,477 (Binnensch.) | 11,086                               | –                             | –                             | –                                                        | 19,669                        |
| 1967                                                                         | 35,4                            | 11,5                                 |                               |                               | 0,86 %                                                   | 23,9                          |
| 1970                                                                         | 46,959 (See) 10,35 (Binnensch.) | 13,974                               |                               |                               |                                                          | 32,985                        |
| 1977                                                                         | 51,5                            |                                      |                               |                               | 26,0 %                                                   | 44,9                          |
| 1980                                                                         | 63,1                            | 18,1                                 | 6,9                           | 0,800                         | 38,1 %                                                   | 44,9                          |
| 1990                                                                         | 61,4                            | 28,6                                 | 20,3                          | 1,969                         | 68,6 %                                                   | 32,8                          |
| 2000                                                                         | 85,1                            | 48,7                                 | 45,3                          | 4,240                         | 93,1 %                                                   | 36,4                          |
| 2001                                                                         | 92,4                            |                                      |                               | 4,690                         |                                                          |                               |
| 2002                                                                         | 97,6                            |                                      |                               | 6,100                         |                                                          |                               |
| 2003                                                                         | 106,3                           | 66,9                                 | 64,3                          | 6,138                         | 96,1 %                                                   | 39,4                          |
| 2004                                                                         | 114,5                           | 76,7                                 | 74,0                          | 7,003                         | 96,5 %                                                   | 37,8                          |
| 2005                                                                         | 125,7                           | 85,8                                 | 83,0                          | 8,100                         | 96,8 %                                                   | 40,0                          |
| 2006                                                                         | 134,9                           | 92,1                                 | 89,5                          | 8,862                         | 97,2 %                                                   | 42,7                          |
| 2007                                                                         | 140,4                           | 98,7                                 | 95,8                          | 9,890                         | 97,1 %                                                   | 41,7                          |
| 2008                                                                         | 140,4                           | 97,9                                 | 95,1                          | 9,737                         | 97,1 %                                                   | 42,5                          |
| 2009*                                                                        | 110,4 (−21,4 %)                 | 73,6 (−24,8 %)                       | 71,2 (−25,1 %)                | 7,008 (−28,0 %)               | 96,7 %                                                   | 36,8 (−13,4 %)                |
| 2010*                                                                        | 121,1 (+10,0 %)                 | 80,9 (+9,9 %)                        | 78,4                          | 7,896 (+12,7 %)               | 96,8 %                                                   | 40,3                          |
| 2011*                                                                        | 132,2 (+9,1 %)                  | 92,6 (+14,4 %)                       | 90,1 (+15 %)                  | 9,014 (+14,2 %)               |                                                          | 39,6 (−1,6 %)                 |
| 2012*                                                                        | 130,9 (−1 %)                    | 91,5 (−1,2 %)                        |                               | 8,864 (−1,3 %)                | 97,7 %                                                   | 39,4 (−0,4 %)                 |
| 2013*                                                                        | 139 (+6,2 %)                    | 96,8 (+5,7 %)                        | 94,9                          | 9,26 (+4,4 %)                 | 98,0 %                                                   | 42,3 (+7,2 %)                 |
| 2014*                                                                        | 145,7 (+4,8 %)                  | 102,7 (+6,1 %)                       | 100,7 (+6,2 %)                | 9,73 (+5,1 %)                 | > 98,0 %                                                 | 43,0 (+1,7 %)                 |
| 2015*                                                                        | 137,8 (−5,7 %)                  |                                      | 90,6                          | 8,82 (−9,3 %)                 |                                                          | 45,5 (+5,8 %)                 |
| 2016*                                                                        | 138,2 (+0,3 %)                  | 93,2 (−11 %) \|                      | 91,7 (+1,2 %)                 | 8,91 (+1,0 %)                 | 98,4 %                                                   | 44,9 (−1,3 %)                 |
| 2017*                                                                        | 136,5 (−1,2 %)                  | 91,7 (−6 %) \|                       | 90,3                          | 8,82 (−1,0 %)                 | 98,4 %                                                   | 44,7                          |
| 2018*                                                                        | 135,1 (−1,0 %)                  | 90,9 (+5,8 %) \| (−0,9 %)            | 89,4 (−1,0 %)                 | 8,73 (−0,9 %)                 | 98,3 %                                                   | 44,2 (−1,2 %)                 |
| 2019*                                                                        | 136,6 (+1,1 %)                  | 95,3 (+4,8 %)                        |                               | 9,3 (+6,1 %)                  |                                                          | 41,3 (−6,4 %)                 |
| 2020*                                                                        | 126,3 (−7,6 %)                  | 87,8 (−7,9 %)                        |                               | 8,5 (−7,9 %)                  |                                                          | 38,5 (−6,7 %)                 |
| Bemerkungen: * Die prozentualen Angaben geben die Veränderung zum Vorjahr an |                                 |                                      |                               |                               |                                                          |                               |

| Jahr | Seegüterverkehr  | Seegüterverkehr | Binnenschiffsverkehr | Binnenschiffsverkehr |
| Jahr | Import [Mio. t]  | Export [Mio. t] | Import [Mio. t]      | Export [Mio. t]      |
| ---- | ---------------- | --------------- | -------------------- | -------------------- |
| 1960 | 22,966           | 7,789           | 3,270                | 3,207                |
| 1970 | 36,069           | 10,890          | 4,489                | 5,861                |
| 2017 | 78,400           | 58,200          | –                    | –                    |
| 2018 | 79,700           | 55,400          | –                    | –                    |
| 2019 | 78,400           | 58,200          | –                    | –                    |
| 2020 | 70,130 (−10,6 %) | 56,100 (−3,5 %) | –                    | –                    |

#### Containerumschlag

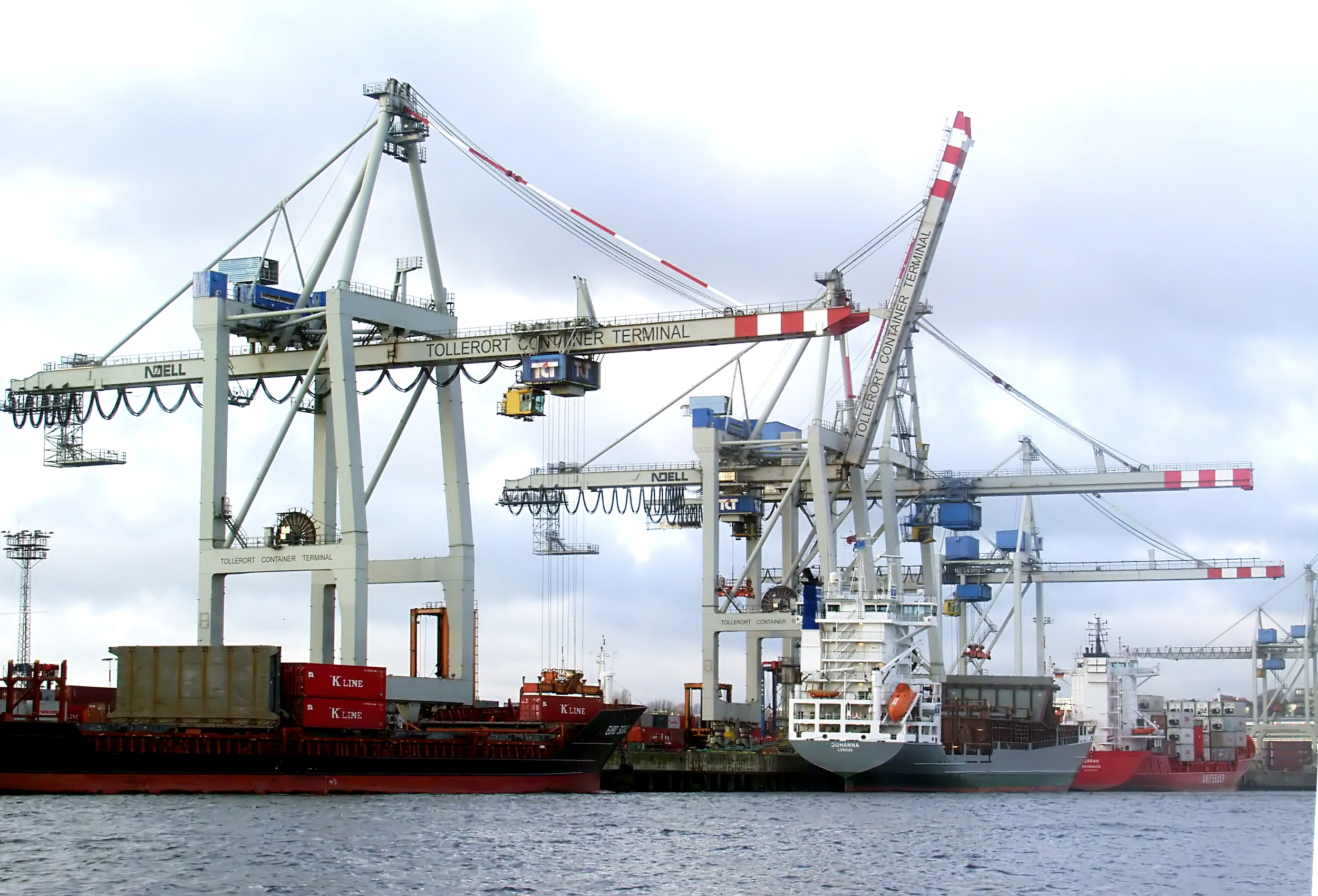
Containerterminal Tollerort – der kleinste der vier Containerterminals im Hamburger Hafen

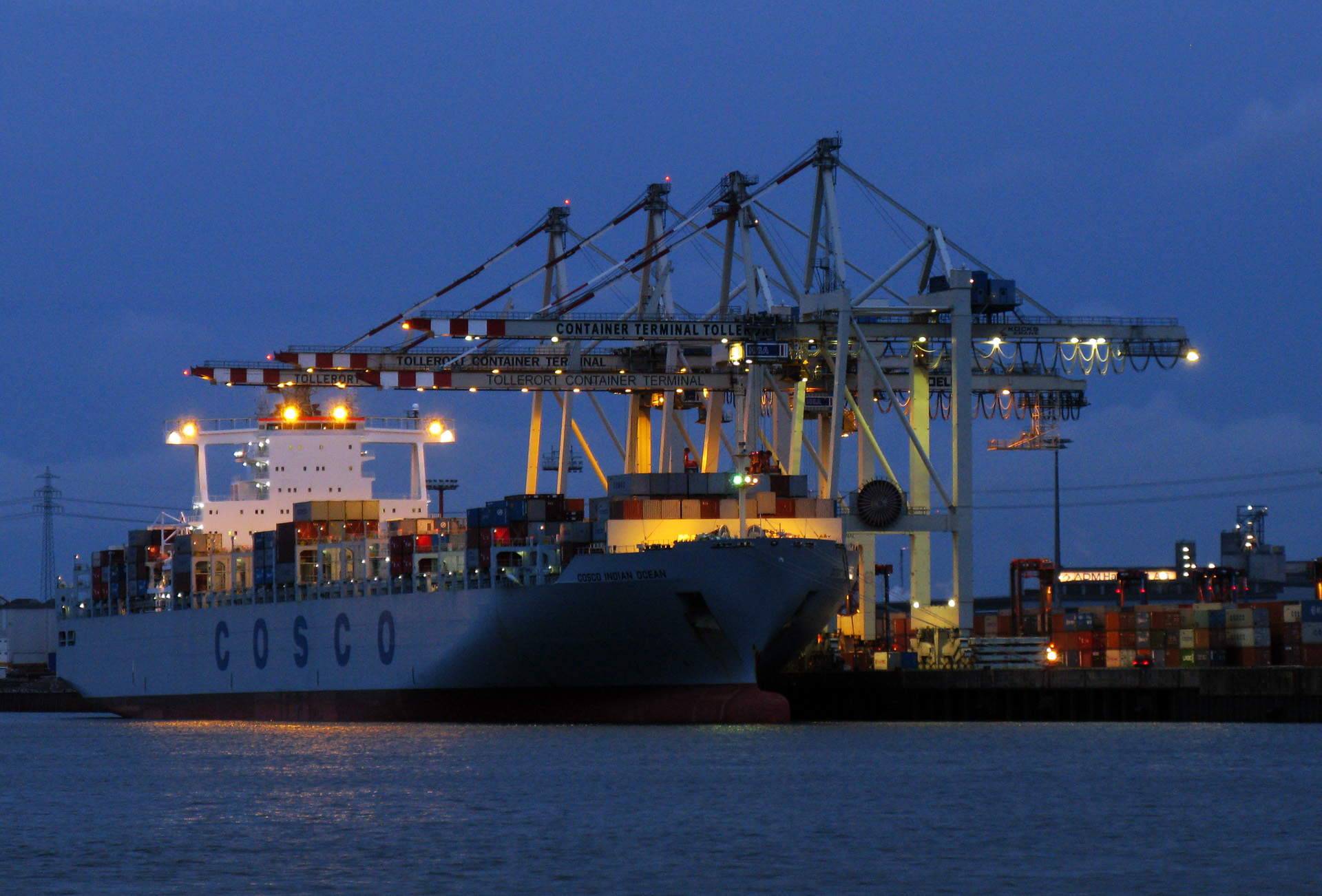
Containerhafen Tollerort bei Nacht

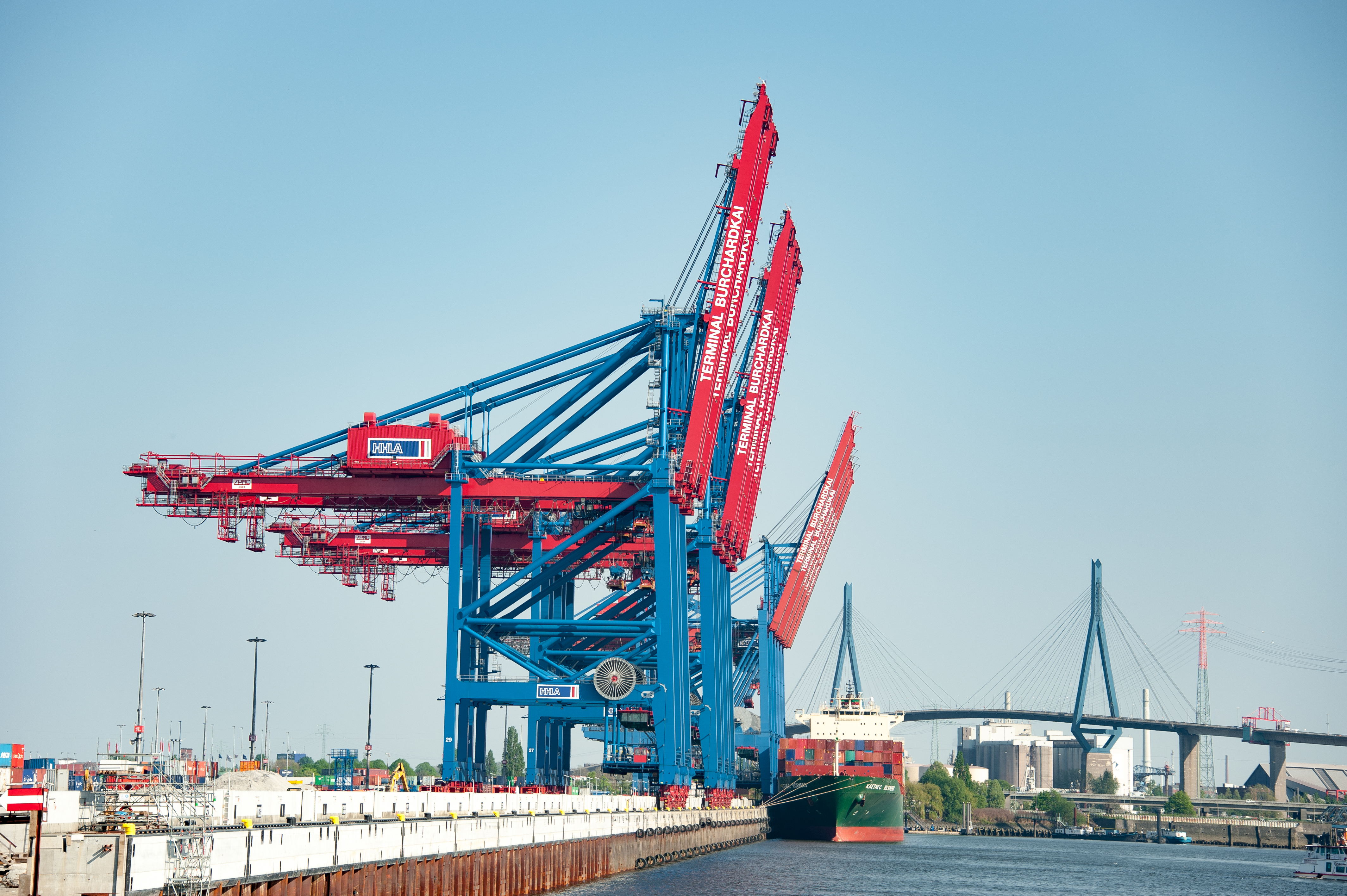
Container Terminal Burchardkai

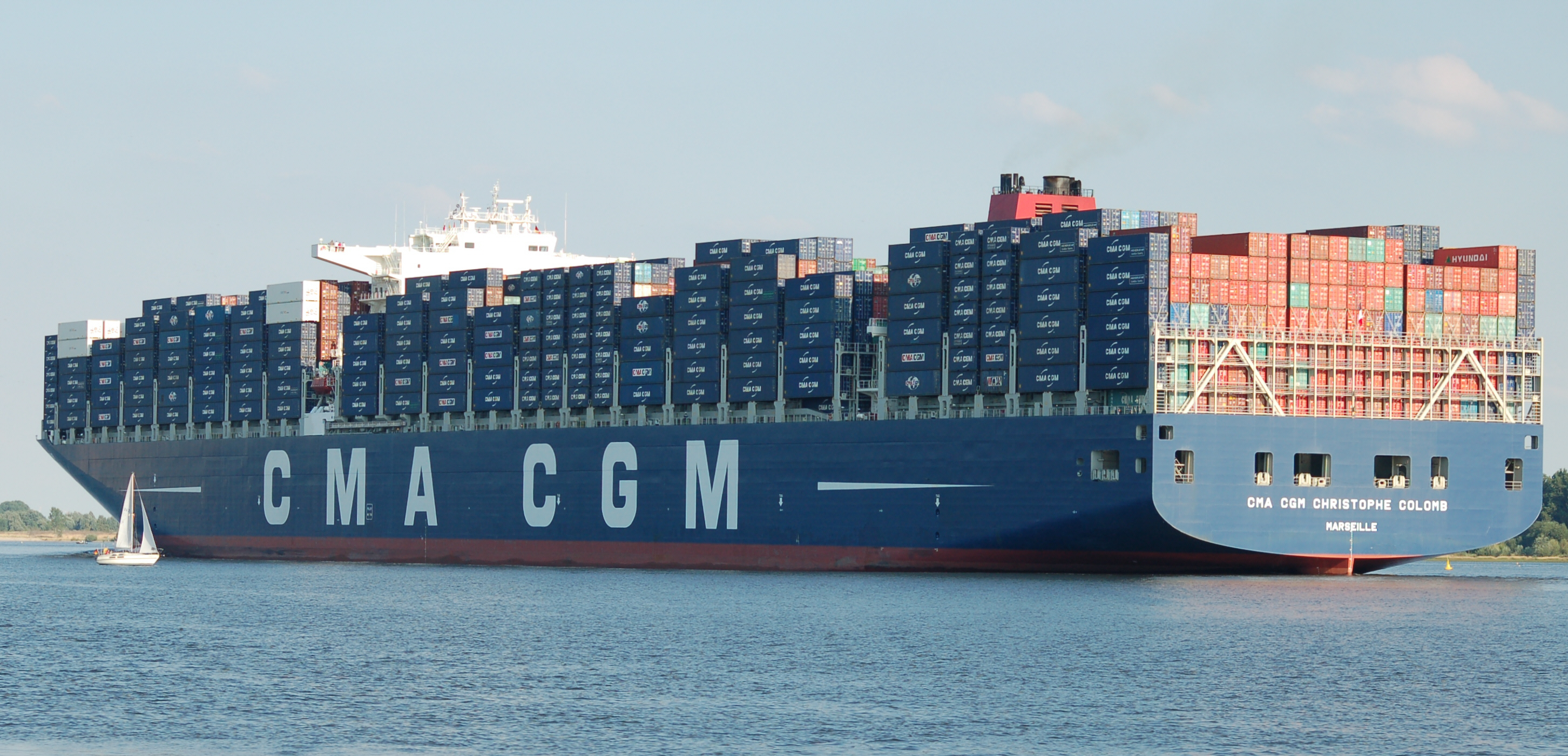
CMA CGM Christophe Colomb, mit 365 m Länge längstes französisches Schiff, das am 13. Juli 2010 den Hamburger Hafen anlief

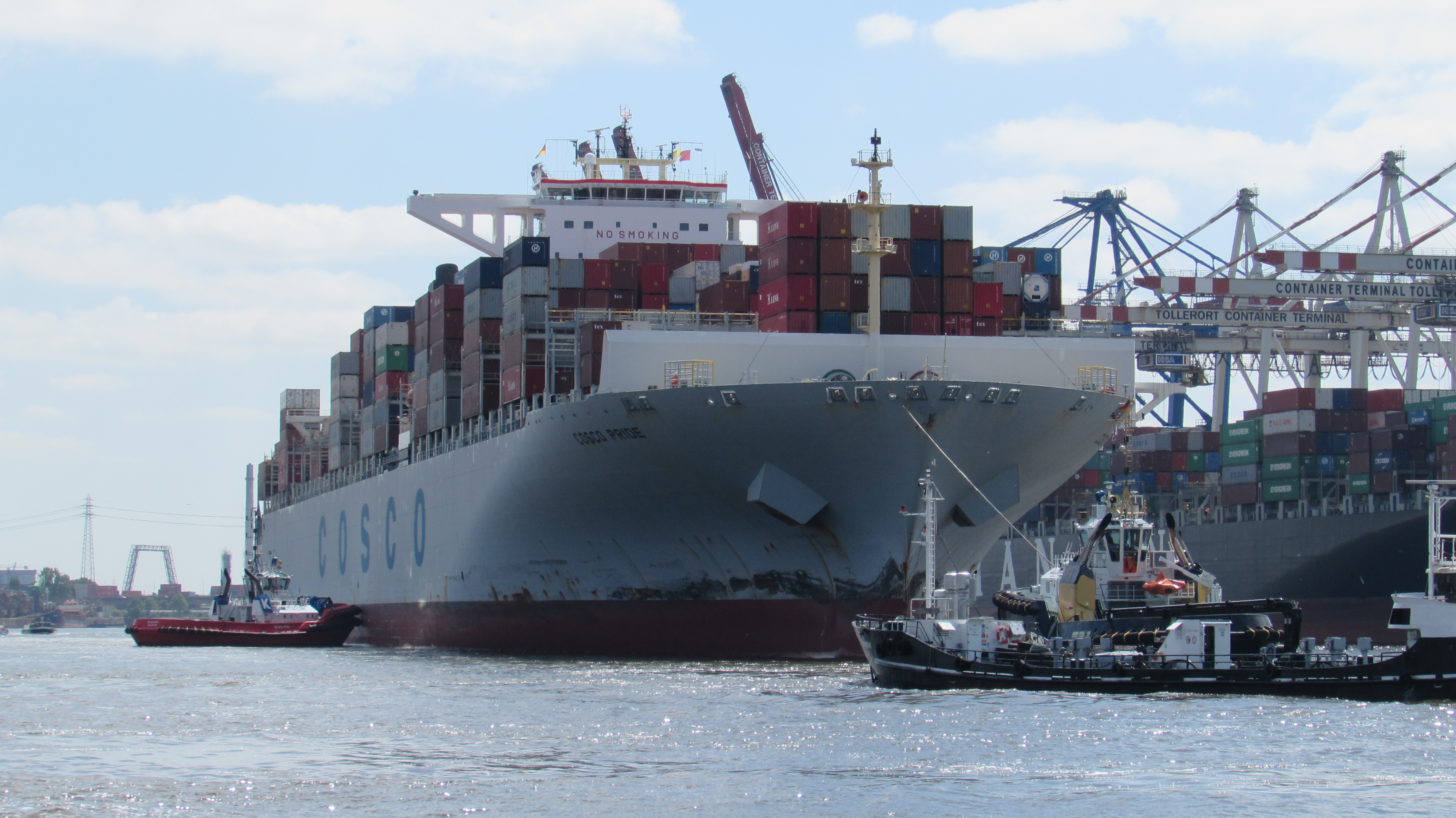
Anlegemanöver der „COSCO Pride“ am 15. Mai 2015

1966 wurde erstmals ein Container im Hamburger Hafen, am Burchardkai in Hamburg-Waltershof, gelöscht. Der Anteil der in Containern transportierten Waren wuchs in den folgenden Jahren rasant, der Stückgutumschlag in Säcken, Fässern und Kisten ging kontinuierlich zurück. Containerschiffe wurden gebaut und machten den Stückgutschiffen Konkurrenz. Es entstanden die Containerterminals, deren Containerbrücken das schiffseigene Ladegeschirr überflüssig machten:
- Die ersten Containerbrücken wurden 1968 am Container-Terminal Burchardkai (CTB) der damaligen Hamburger Hafen und Lagerhaus AG (HHLA – heute Hamburger Hafen und Logistik AG) installiert. Sie fertigten im Mai 1968 mit der American Lancer der United States Lines das erste Vollcontainerschiff im Hafengebiet ab.
- Eine weitere Anlage der HHLA, Containerterminal Tollerort (CTT), entstand elbabwärts des Kernhafens in Steinwerder (Schuppen 90/91).
- Im Jahr 2002 kam in Altenwerder der HHLA-Container Terminal Altenwerder (CTA) hinzu, das mit seiner weitgehenden Automatisation als einer der modernsten der Erde gilt.
- Zusätzlich entstand der Container Terminal Hamburg (CTH) am Predöhlkai in Waltershof (er wird vom Bremer Unternehmen Eurogate GmbH & Co. KGaA betrieben).

Ein fünfter Terminal in Moorburg mit der Bezeichnung Containerterminal Moorburg (CTM) war in der Hafenwirtschaft jahrelang in der Diskussion, die Planungen wurden vom Schwarz-Grünen Senat laut Koalitionsvertrag in der Legislaturperiode bis 2012 zurückgestellt. Im Sommer 2009 hatte die Hamburg Port Authority (HPA) ein sogenanntes Markterkundungsverfahren für ein Central Terminal Steinwerder (CTS) eingeleitet, das einen Umbau von Ellerholzhafen, Travehafen und Rosshafen zum Containerhafen vorsah. Ein weiteres Planfeststellungsverfahren wird seit 2009 zur möglichen Erweiterung des bestehenden Terminals der Eurogate geführt: Die sogenannte Westerweiterung sieht die Zuschüttung des Petroleumhafens und die Verlängerung der bestehenden Kaikante um gut 1000 m zum Bereich des Bubendeyufers vor.
Der größte Anteil im Umsatz des Hamburger Hafens wird mit dem Containerumschlag bewältigt. Im Jahr 2007 wurden 9,89 Mio. TEU (Standardcontainereinheiten) umgeschlagen, ungefähr zwei Drittel davon bewältigen die drei HHLA-Terminals. 2009, bedingt durch die Wirtschaftskrise, ging der Containerumschlag im Hamburger Hafen um mehr als 20 % zurück: Im Jahr 2009 wurden lediglich 7,01 Mio. TEU umgeschlagen. Dies bedeutete einen großen Rückschlag für den Hamburger Hafen und seine Betriebe. Durch den Einsatz von Kurzarbeit konnten Massenentlassungen vermieden werden. Einer der Container-Terminals der HHLA Container Terminal Tollerort (CTT) wurde wegen Arbeitsmangel vorübergehend stillgelegt. Planungen der Eurogate zur Westerweiterung wurden im „Ablauf gestreckt“. Unklar ist, wie stark sich langfristig die Konkurrenz durch den Umschlag am tideunabhängig zu erreichenden JadeWeserPort, der seit Sommer 2012 in Betrieb ist, auswirken wird.
| Jahr | TEU Total | TEU voll  | TEU leer  | Container Total |
| ---- | --------- | --------- | --------- | --------------- |
| 1990 | 1.968.986 | 1.642.527 | 326.459   | 1.478.564       |
| 1991 | 2.188.953 | 1.805.099 | 383.854   | 1.619.178       |
| 1992 | 2.268.481 | 1.899.805 | 368.676   | 1.655.300       |
| 1993 | 2.486.130 | 2.103.870 | 382.260   | 1.789.836       |
| 1994 | 2.725.718 | 2.310.568 | 415.150   | 1.954.215       |
| 1995 | 2.890.181 | 2.466.162 | 424.019   | 2.032.427       |
| 1996 | 3.054.320 | 2.622.928 | 431.392   | 2.109.647       |
| 1997 | 3.337.477 | 2.889.640 | 447.837   | 2.282.958       |
| 1998 | 3.546.940 | 2.968.491 | 578.449   | 2.407.152       |
| 1999 | 3.738.307 | 3.253.306 | 485.001   | 2.502.434       |
| 2000 | 4.248.247 | 3.703.708 | 544.539   | 2.821.495       |
| 2001 | 4.688.669 | 4.044.363 | 644.306   | 3.056.127       |
| 2002 | 5.373.999 | 4.646.468 | 727.531   | 3.475.279       |
| 2003 | 6.137.926 | 5.274.029 | 863.897   | 3.923.846       |
| 2004 | 7.003.479 | 6.073.976 | 929.503   | 4.460.946       |
| 2005 | 8.087.545 | 6.825.449 | 1.262.096 | 5.117.654       |
| 2006 | 8.861.804 | 7.380.192 | 1.481.612 | 5.594.471       |
| 2007 | 9.889.792 | 7.954.093 | 1.935.699 | 6.217.525       |
| 2008 | 9.737.110 | 7.906.834 | 1.830.276 | 6.083.893       |
| 2009 | 7.007.704 | 5.991.564 | 1.016.140 | 4.401.588       |
| 2010 | 7.895.736 | 6.654.216 | 1.241.520 | 4.899.841       |
| 2011 | 9.014.165 | 7.668.965 | 1.345.200 | 5,58 Mio.       |
| 2012 | 8,86 Mio. | 7,65 Mio. | 1,22 Mio. | 5,44 Mio.       |
| 2013 | 9,26 Mio. | 8,02 Mio. | 1,24 Mio. | 5,67 Mio.       |
| 2014 | 9,73 Mio. | 8,46 Mio. | 1,27 Mio. | 5,98 Mio.       |
| 2015 | 8,82 Mio. | 7,53 Mio. | 1,29 Mio. | 5,40 Mio.       |
| 2016 | 8,91 Mio. | 7,63 Mio. | 1,28 Mio. | 5,44 Mio.       |
| 2017 | 8,82 Mio. | 7,63 Mio. | 1,19 Mio. | 5,36 Mio.       |
| 2018 | 8,73 Mio. | 7,63 Mio. | 1,10 Mio. |                 |
| 2019 | 9,3 Mio.  | 8,2 Mio.  | 1,1 Mio.  |                 |

### Hinterlandverkehr

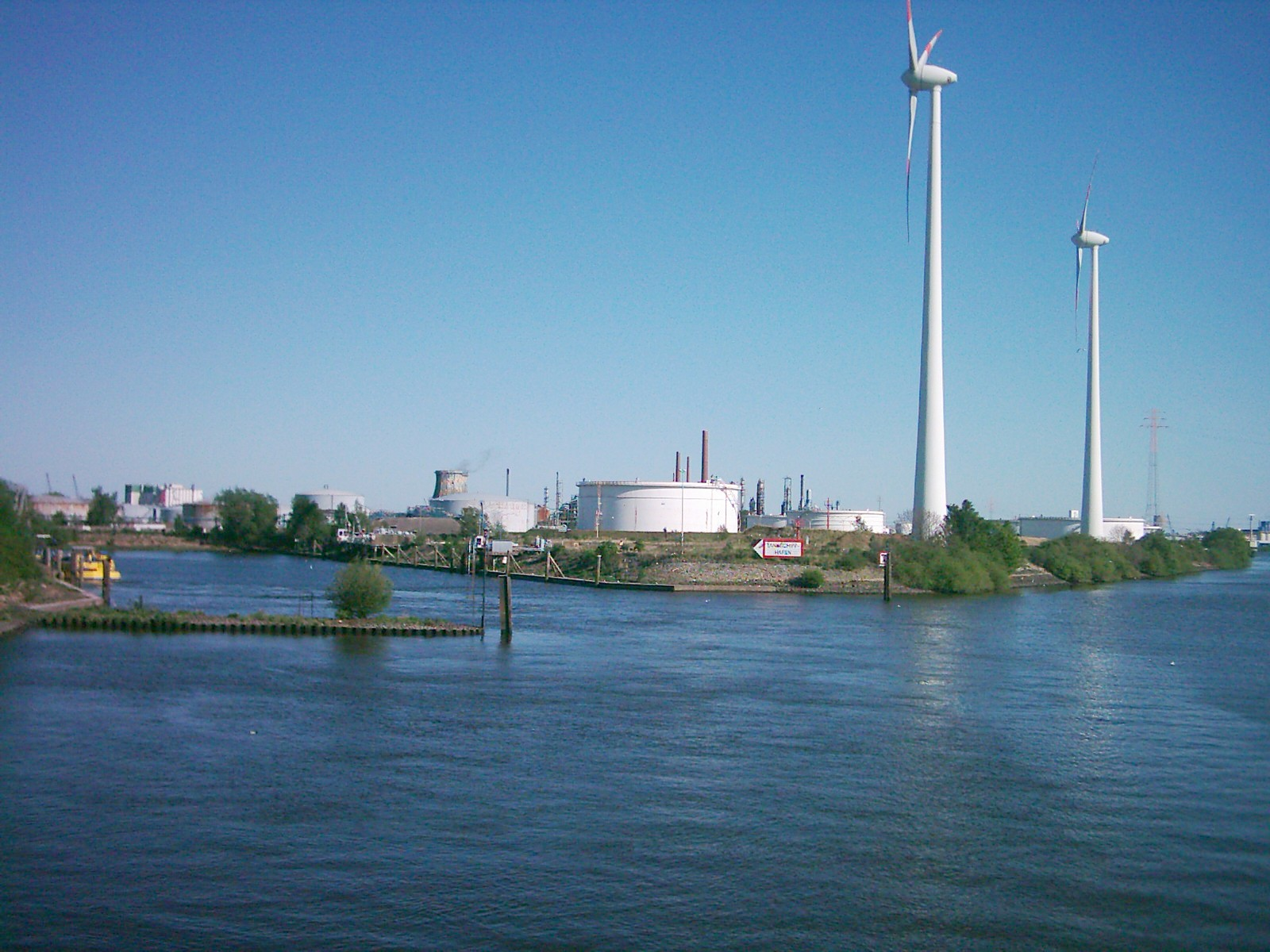
Hohe Schaar Hafen am Reiherstieg mit dem Gelände der Shell

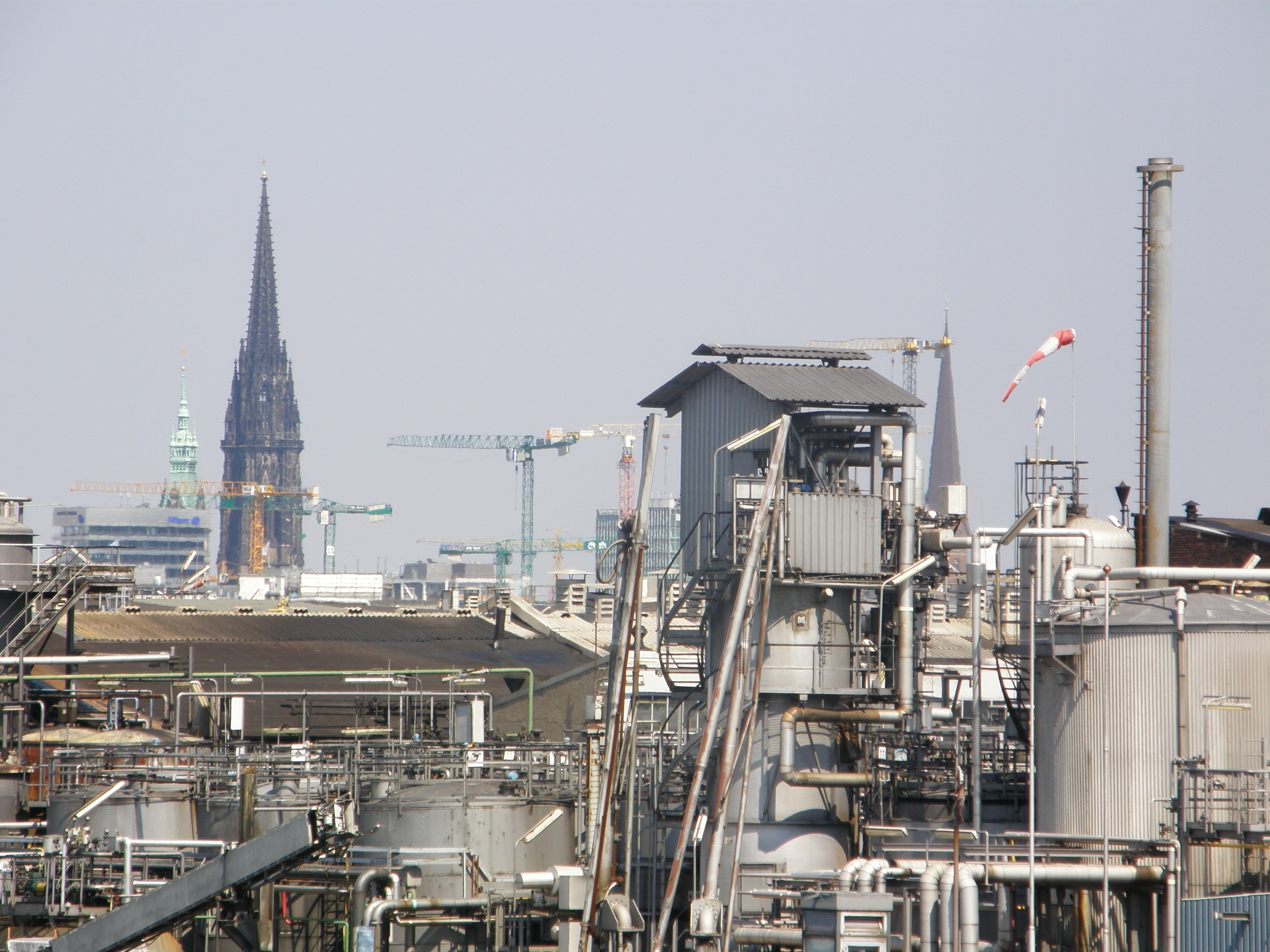
Die Sasol Wax am Kleinen Grasbrook, ehemals DEA, Blick vom Reiherdamm Richtung Stadt

Im landseitigen Hafen-Hinterlandverkehr von 2019 wurden gut 97,5 Mio. t mit insgesamt 5,8 Mio. TEU verladen. Die Ladung verteilte sich auf die verschiedenen Verkehrsträger: Güterzug 46,3 %, Lkw 41,4 %, Binnenschiff gut 9,2 %. Auf die reine Transportmenge bezogen lag der Anteil der Eisenbahn sogar bei 49,4 % (darunter 2,7 Mio. TEU).

### Mineralölindustrie
Die Mineralölindustrie ist der umsatzstärkste Industriezweig des verarbeitenden Gewerbes im Hamburger Hafen sowie in Hamburg überhaupt. Der Gesamtumsatz betrug 2008 45,9 Milliarden Euro, das waren 14,5 % mehr als im Vorjahr. Die Beschäftigtenzahl lag bei 4446 in elf Unternehmen mit mehr als 20 Beschäftigten.
Bis 1937 hatte Hamburg nur eine relativ kleine Umschlagskapazität für Mineralöl. Ein erster Petroleumhafen war 1869 auf dem Kleinen Grasbrook angelegt und 1910 nach Waltershof verlegt worden. In den 1920er Jahren errichtete die Rhenania-Ossag (Shell) am neuen Petroleumhafen einen Großtanklager sowie einen kleineren Umschlagplatz am nördlichen Reiherstieg. Ihren Hauptsitz eröffnete die Rhenania Ossag / Shell jedoch 1929 auf der Hohen Schaar in Wilhelmsburg / Harburg. Dort hatten sich ab 1900 eine Vielzahl von Mineralölverarbeitungsfirmen etabliert, so neben anderen: die Deutsch-Amerikanische Petroleum Gesellschaft (Ebano Asphalt-Werke A.G. / Esso) am Harburger Seehafenbecken 4 (heute: Holborn Europa Raffinerie GmbH), die Deutsche Erdöl-Aktiengesellschaft (DEA) am Reiherstiegknie, die Ölwerke Julius Schindler an der Rethe und Johann Haltermann Mineralöl am Schluisgrovehafen.
Bald nach der Machtübernahme des NS-Regimes begann die Aufrüstung der Wehrmacht. Die Mineralölindustrie war eine kriegswichtige Industrie; sie wurde vor dem Krieg und während des Zweiten Weltkriegs ausgebaut. So wurde Hamburg zu einem bedeutenden Standort des Ölumschlags und der Weiterverarbeitung. Der Anschluss der Stadt Harburg-Wilhelmsburg an Hamburg (Groß-Hamburg-Gesetz von 1937) erleichterte den Ausbau des Hafens.
Die Luftangriffe der Alliierten auf den Hamburger Hafen – ab 1941 und verschärft ab 1944 – galten neben der U-Boot-Produktion vor allem dieser Mineralölindustrie. Mit dem sogenannten Geilenberg-Programm, bei dem in Hamburg zehntausende, im gesamten Deutschen Reich hunderttausend Zwangsarbeiter zu Aufräum- und Reparaturarbeiten eingesetzt wurden, versuchte die Reichsregierung den drohenden Zusammenbruch der Treibstoffversorgung zu verhindern. Am Ende des Krieges waren die Öllager und Raffinerien weitgehend zerstört.
Im Rahmen der Operation Gomorrha (die in Hamburg gezielt Feuerstürme verursachte) flogen britische Bomber fünf Nachtangriffe und US-Bomber zwei Tagangriffe auf Hamburg. Die beiden US-Angriffe (25. und 26. Juli 1943) galten dem Hamburger Hafen; sie erfolgten tagsüber wegen der dann höheren Treffgenauigkeit.
Die Mineralölwerke konnten nach dem Krieg rasch wieder aufgebaut werden; z. B. nahm das Ebano Asphalt-Werk in Harburg bereits 1947 die Produktion wieder auf. Die Branche (Umschlag, Raffinerie und weiterverarbeitendes Gewerbe) entwickelte sich rasch zum wichtigsten Faktor der Hafenwirtschaft; die alten Standorte konnten in den meisten Fällen ausgebaut oder von neuen Eigentümern übernommen werden. So firmiert das ehemalige Großtanklager der Shell am Petroleumhafen, südlich des Bubendeyufers, unter Bominflot Tanklager GmbH und das Werk der DEA/Texaco am Reiherstieg, nördlich des Reiherdamms, übernahm die Sasol Wax für die Paraffin-Verarbeitung. Lediglich am Reiherstiegknie wurde das ehemalige DEA-Werk und die Johann Haltermann Mineralöl aufgegeben. Die brachliegenden Gelände sind heute Bestandteil der Internationalen Gartenschau Hamburg (IGS 2013) und der IBA Hamburg (2007–2013).

### Schiffbau

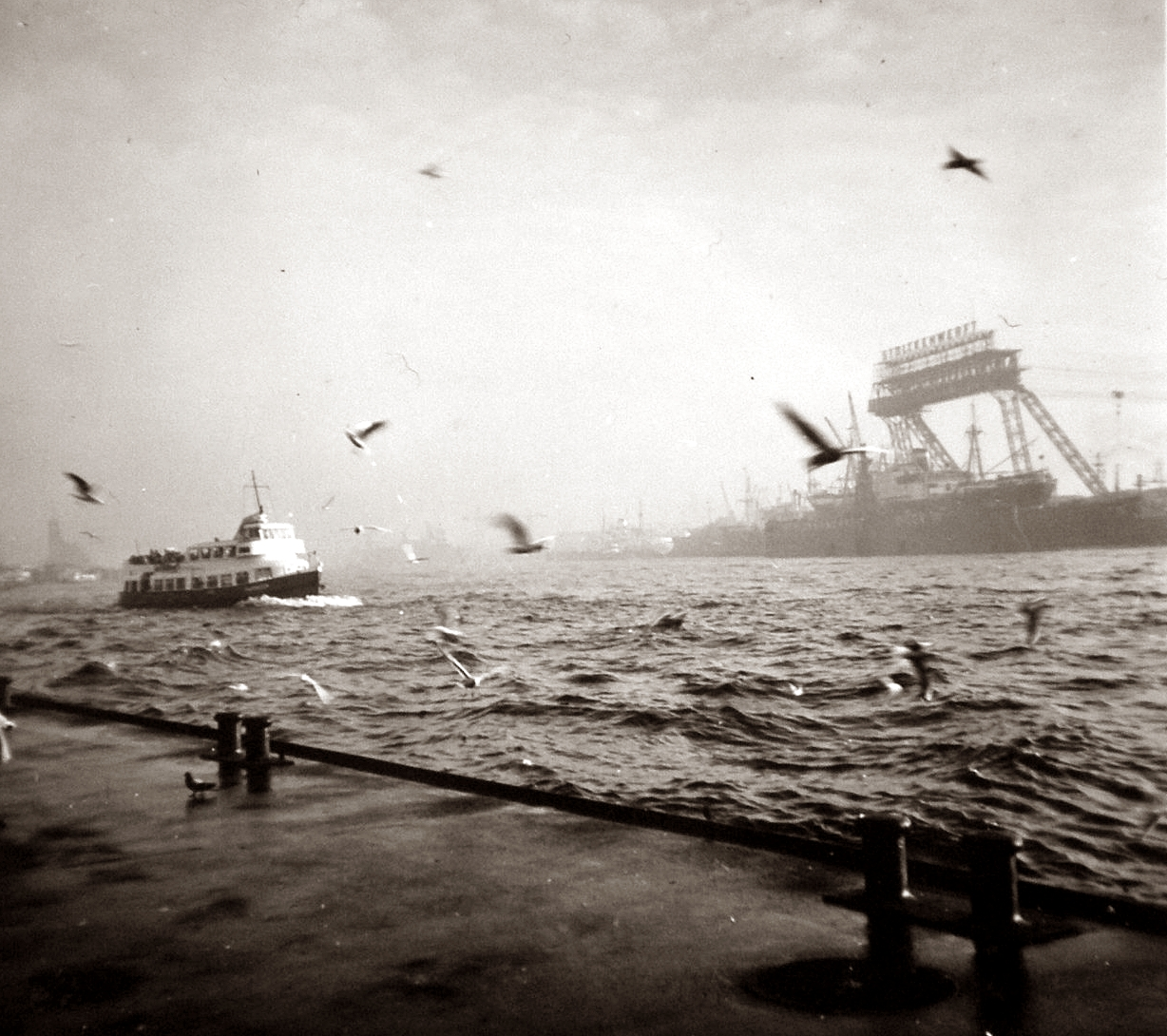
Blick über die Norderelbe auf die Stülckenwerft, um 1960

Die Bedeutung des Schiffbaus in Hamburg ist seit den 1960er Jahren einschneidend zurückgegangen. Im Jahr 2008 gab es elf Werften mit mehr als 20 Beschäftigten, einschließlich Boots- und Yachtbau, es wurde ein Umsatz von rund 1,9 Milliarden Euro erwirtschaftet. Von den ehemaligen Großwerften, die das Bild des Hafens von jeher mitbestimmt haben, ist einzig Blohm + Voss geblieben, bis Oktober 2009 als Betriebsteil der ThyssenKrupp Marine Systems AG (TKMS), dann zum Mehrheitsanteil an das arabische Unternehmen Abu Dhabi MAR verkauft. Das Gelände der ehemaligen Reiherstiegwerft an der Südseite der Norderelbe hat teilweise die Shell AG zur Betriebserweiterung übernommen, das benachbarte Grundstück der Stülckenwerft ist mit dem Hafentheater belegt, das frühere Werftgelände der Howaldtswerke wurde zusammen mit dem zugeschütteten Vulkanhafen zur Stellfläche für das Containerterminal Tollerort (CTT) und die Belegenheiten der ehemaligen Deutschen Werft in Finkenwerder sind als Parkanlagen Gorch-Fock-Park und Rüschpark – letzterer mit dem Denkmal Bunkerruine – umgestaltet worden.

## Aussichten am Anfang des 21. Jahrhunderts
Der Hamburger Hafen hat sich nach der Öffnung der Länder des ehemaligen Ostblocks 1989/1990 und mit der Erschließung insbesondere der asiatischen Märkte wirtschaftlich wieder zum Welthafen entwickelt. Er profitierte von der Globalisierung. Der Gesamtumschlag konnte zwischen 1990 und 2007 mehr als verdoppelt werden, 2008 stagnierte er bei einer Höhe von 140 Mio. t (Verhältnis Massengut zu Stückgut 30 % zu 70 %). Stückgut wurde zu 97 % in Containern umgeschlagen, namentlich 95 Mio. t bzw. 9,8 Mio. TEU. Mit der Finanz- und Wirtschaftskrise ab 2007 brach der Gesamtumsatz im Jahr 2009 um 21 % ein.
Die wachsende Größe der Containerschiffe brachte eine Verlagerung der Hafenwirtschaft elbab in die westlichen Hafengebiete wie Waltershof oder Altenwerder mit sich. Die Umstrukturierung im Warenumschlag, die Veränderungen von Ansprüchen an der Lagerung sowie die Schließung der Großwerften ab den 1980er Jahren hinterließen im ehemaligen Herz des Hamburger Hafens, dem Großen und Kleinen Grasbrook und dem östlichen Steinwerder, ausgedehnte Brachflächen. Ab Ende des 20. Jahrhunderts stand die Stadt vor der Aufgabe, Umnutzungen für diese Areale zu finden. Eine Modernisierung der Hafenanlagen kommt nur für solche westlich des Alten Elbtunnels in Betracht, da die Elbe an diesem Elbtunnel zu flach ist und wegen des Tunnels auch nicht vertieft werden kann (es sei denn man würde ihn zurückbauen). Seine Oberkante ist zwölf Meter unter dem mittleren Hochwasser; dies genügt dem Tiefgang vieler heutiger Schiffe nicht mehr.
Im Oktober 2012 veröffentlichten die Freie und Hansestadt Hamburg, Behörde für Wirtschaft, Verkehr und Innovation, und die Hamburg Port Authority eine 98-seitige Schrift mit dem Titel Der Hafenentwicklungsplan bis 2025.

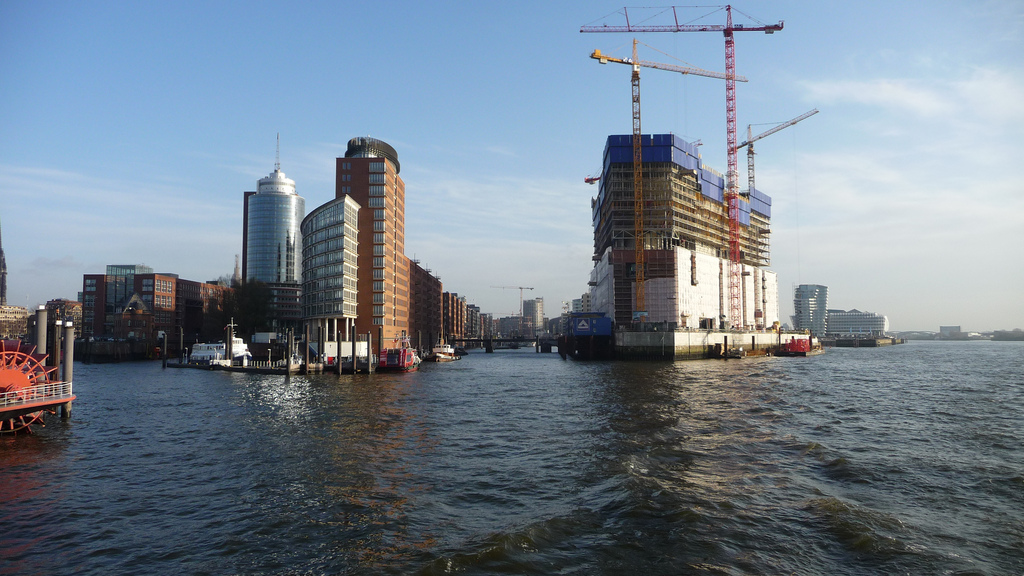
HafenCity, Blick in den Sandtorhafen, links Sandtorhöft, rechts Kaiserhöft mit der Baustelle der Elbphilharmonie, Dezember 2009

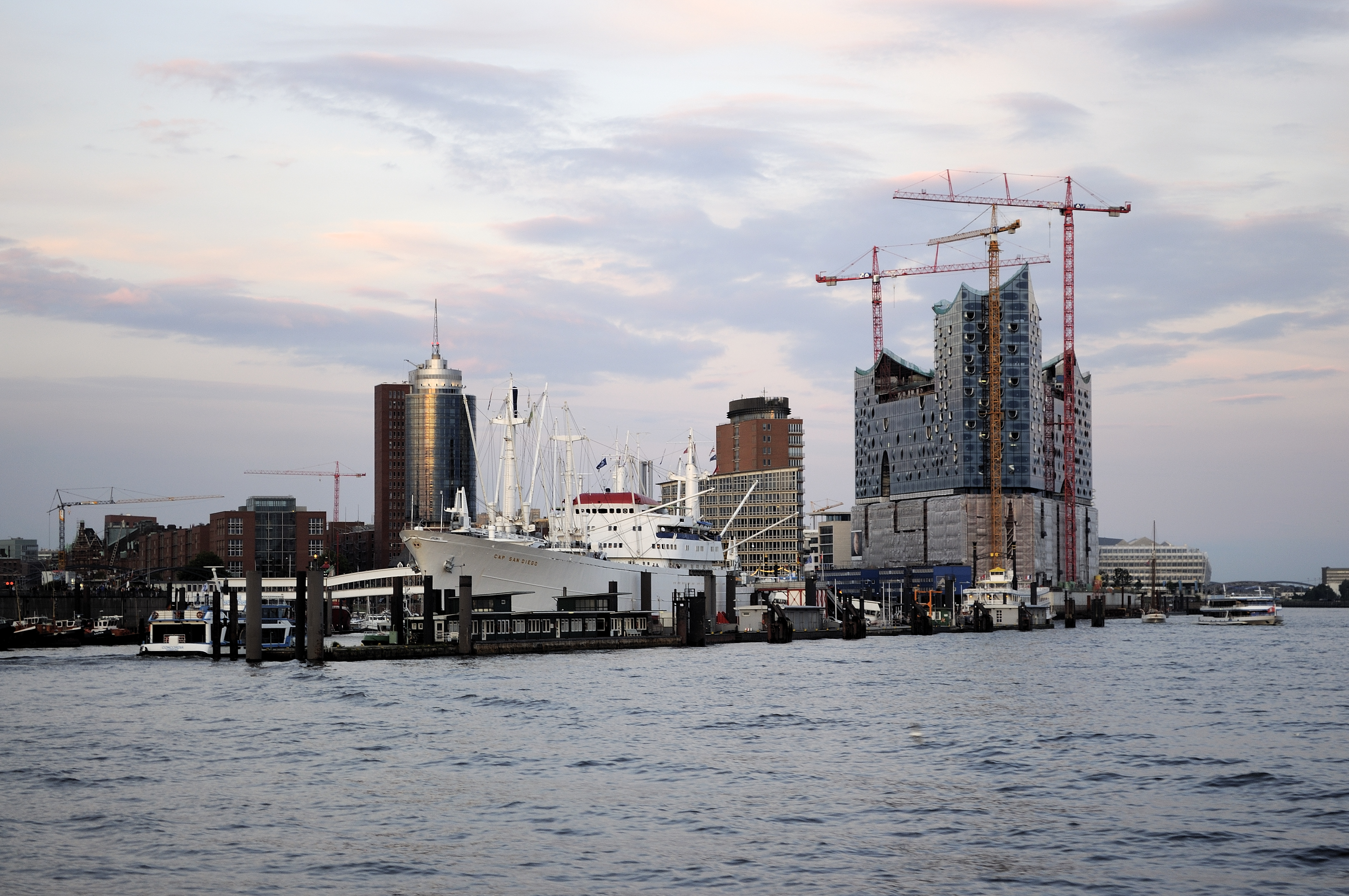
Blick über den Niederhafen auf die HafenCity mit der Baustelle der Elbphilharmonie, August 2011

### Großer Grasbrook und HafenCity

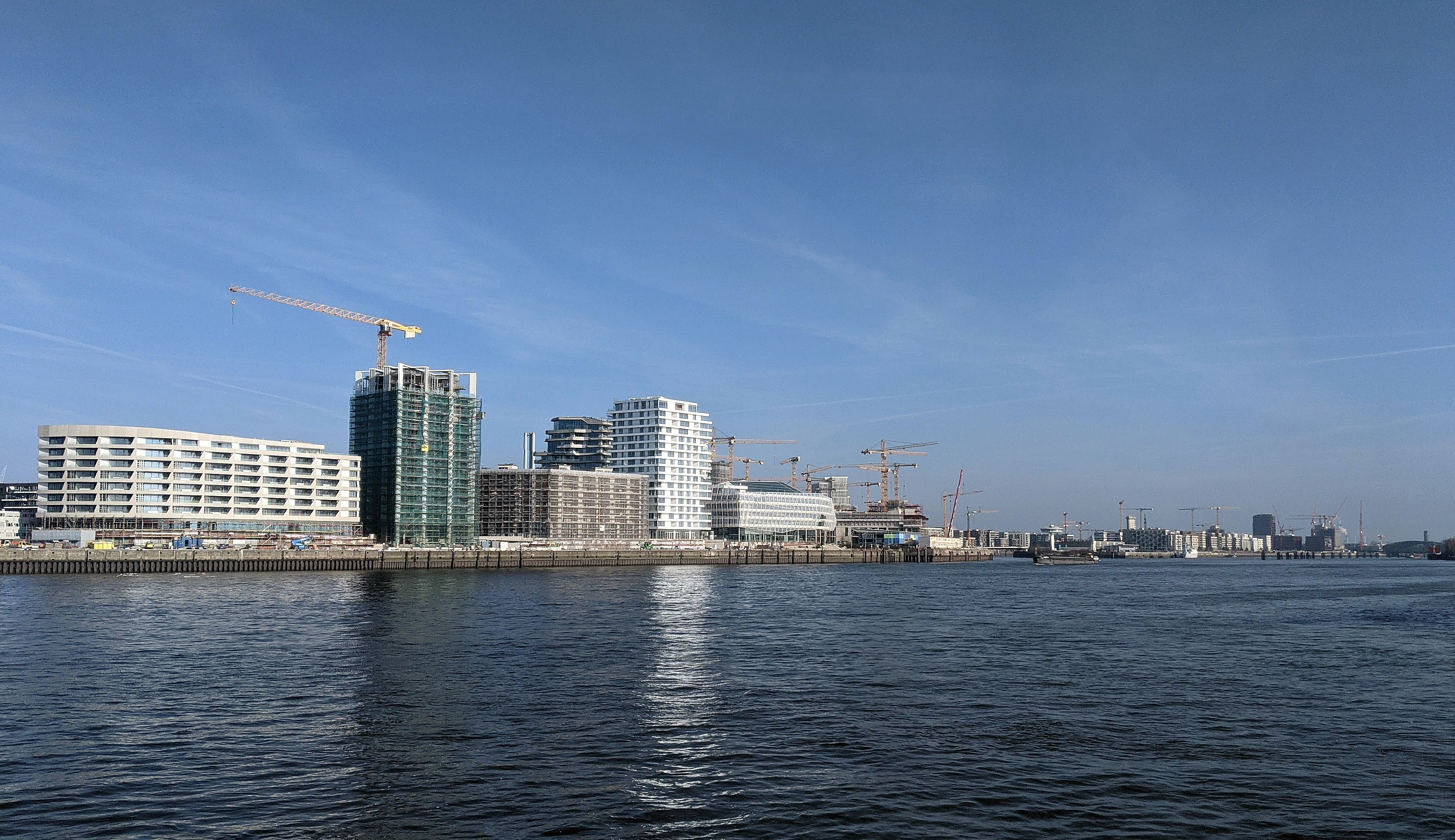
Hafencity im Februar 2023: Ansicht vom Strandkai bis zu den Elbbrücken

1997 veröffentlichte der Senat Planungen zur Entwicklung des innenstadtnahen Gebietes des Großen Grasbrooks zum neuen Stadtteil HafenCity. Die HafenCity hat eine Fläche von 155 ha (inklusive Wasserflächen) und soll eine gemischte Nutzungsstruktur mit den Schwerpunkten Gewerbe, Büro und Wohnen bieten und nach ihrer Fertigstellung gegen 2030 Arbeitsplätze für etwa 48.000 Personen und Wohnraum für etwa 12.000 Personen bieten. Im Vorwege der Entwicklung wurde das Gebiet der HafenCity einschließlich der in Richtung Innenstadt vorgelagerten Speicherstadt zum 1. Januar 2003 baurechtlich umgewidmet und aus der zollfreien Zone des Freihafens herausgelöst. Die hochbaulichen Arbeiten begannen 2004, als erstes von insgesamt zehn wurde 2009 das Teilquartier Am Sandtorkai/Dalmannkai weitgehend fertig gestellt. Das vermutlich prominenteste Einzelbauwerk der HafenCity ist die Elbphilharmonie, ein Konzerthaus auf der westlichen Spitze des Dalmannkais, zu dem neben den Konzertsälen ein Hotel, diverse gastronomische Betriebe und Eigentumswohnungen gehören.
Zum 1. März 2008 wurde nach einer Verordnung des Senats vom 20. Februar 2007 die HafenCity einschließlich der Speicherstadt und des Oberhafens zum eigenständigen Stadtteil erklärt, der dem Bezirk Hamburg-Mitte gehört.
Zur besseren verkehrlichen Anbindung der HafenCity an die Innenstadt und das bestehende Schnellbahnnetz wurde ab 2007 eine neue U-Bahn-Strecke gebaut, die nun von der neu eingerichteten Linie U4 bedient wird. Die Eröffnung der Teilstrecke bis zur Haltestelle HafenCity Universität fand nach mehreren Verzögerungen im November 2012 statt. Die Verlängerung nach Osten bis zur Haltestelle Elbbrücken wurde im Dezember 2018 eröffnet.

### Planungen für den Kleinen Grasbrook
Der O’Swaldkai am Hansahafen ist der letzte regelmäßig angelaufene Umschlagplatz des Kleinen Grasbrooks. In der Hauptsache werden hier Fahrzeuge auf RoRo-Schiffe verladen. Im Osten grenzen die kaum noch genutzten, teilweise unter Denkmalschutz stehenden Lagerhäuser des Dessauer Ufers an. Nordöstlich liegt der Moldauhafen, der bis 2028 vertraglich an Tschechien gebunden ist, und das Gelände des 2016 aufgegebenen und 2021 abgerissenen Übersee-Zentrums. Dieses wurde in den 1960er Jahren, in Erwartung eines enormen Umschlagwachstums, als Lager- und Distributionskomplex mit 150.000 m² offener und 100.000 m² überdachter Lagerfläche sowie mit direkter Transportanbindung an Lkw-, Eisenbahn- und Schiffsverkehr errichtet. Schon bei seiner Fertigstellung waren die Planungen überholt, da die sich rasant an Größe entwickelnden Containerschiffe nicht bis in diesen östlichen Teil des Hafens einfahren können.
Im Rahmen des Stadtentwicklungskonzepts Sprung über die Elbe von 2008 bis 2013 wurde die Anbindung der bislang vernachlässigten Stadtteile südlich der Norderelbe gefördert und darin auch die Neuerschließung des Kleinen Grasbrooks vorbereitet. Aus stadtplanerischer Sicht kann mit der Belebung dieses Areals eine Verbindung zwischen der HafenCity und den Stadtteilen Veddel und Wilhelmsburg hergestellt werden. So gab es im Jahr 2008 Überlegungen, die Universität Hamburg teilweise in das Gebiet zu verlegen, 2015 wurde es in die Planungen für die Olympischen Spiele 2024 einbezogen. 2017 stellte der Hamburger Senat das Entwicklungskonzept eines neuen Stadtteils Grasbrook öffentlich vor, in dem „urbanes Leben und stadtverträgliche Hafennutzung“ miteinander in Einklang gebracht werden sollen. Die Planungen seitdem sehen den Bau von 3000 Wohnungen und die Schaffung oder Erhaltungen von 16.000 Arbeitsplätzen vor. In verschiedenen Planungs- und Realisierungsstadien befinden sich zudem das Deutsche Hafenmuseum, der Gedenkort Lagerhaus G als Gedenkstätte zur Dokumentation von Zwangsarbeit und KZ-Außenlagern in der NS-Zeit, der Bau einer Brücke über das Moldauhafenbecken mit dem Anschluss der U-Bahn-Linie U4 durch die Hochbahn-Station Moldauhafen auf dieser Brücke.

### Planungen weiterer Terminals
Den Planungen zur Weiterentwicklung des Hafens lagen die hohen Umschlagzahlen von 2008 zugrunde und basierten auf Prognosen, die besagten, dass sich der Containerumschlag in Hamburg bis zum Jahr 2015 verdoppeln würde. So wurde für den Stadtteil Moorburg, der bereits 1982 zum Hafenerweiterungsgebiet erklärt wurde, die vollständige Entsiedlung und der Abriss geplant, um hier einen fünften Containerterminal unter dem Namen Container-Terminal Moorburg (CTM) zu errichten. Dieses Vorhaben wurde jedoch vom schwarz-grünen Senat gemäß ihrem Koalitionsvertrag in der vorherigen Legislaturperiode zurückgestellt.
Die Eurogate GmbH ging ebenfalls von einer Verdopplung der Umschlagzahlen aus. Sie plante eine sogenannte Westerweiterung ihres CTH-Terminals. Dazu sollte der Petroleumhafen südlich des Bubendey-Ufers zugeschüttet und so eine 38 ha große Terminalfläche und eine 1.059 m lange Kaistrecke am Elbufer, zwischen dem Fähranleger und dem Parkhafen, geschaffen werden. Der bestehende Containerumschlag des Eurogate-Terminals sollte sich auf geschätzte 6 Mio. TEU erhöhen. Bauträger ist die HPA. Das Vorhaben befindet sich seit 2009 im Stadium der Planfeststellung, es wurden 250 Einwendungen erhoben, hauptsächlich von Anwohnern und Bewohnern der direkt gegenüberliegenden nördlichen Elbseite. Sie machen geltend, dass Lärm, Schadstoffe und riesige Flutlichtanlagen dafür sorgen würden, dass das Naherholungsgebiet des Elbufers von Övelgönne bis Teufelsbrück erheblich beeinträchtigt werden würde. Schon heute sind insbesondere die nächtlichen Aktivitäten des Containerumschlags bis weit nach Altona, Ottensen und Bahrenfeld zu hören.
Ein groß angelegtes Erneuerungsprojekt stellten im August 2009 der damalige Wirtschaftssenator der Stadt Hamburg, Axel Gedaschko, und die Geschäftsführer der HPA vor. Demnach soll im mittleren Freihafen, südlich des alten Elbtunnels, am Ellerholzhafen, Travehafen und Rosshafen, ein Central Terminal Steinwerder (CTS) errichtet werden, für das ein sogenanntes Markterkundungsverfahren durchgeführt wurde. Ausdrücklich weicht man dabei schon im Namen von einem reinen Containerterminal ab und will die Nutzung den Bewerbern offen halten. Das Areal soll durch Aufschüttungen von Hafenbecken auf einer Fläche von 125 ha erschlossen werden. Als Baubeginn war das Jahr 2013 vorgesehen.
Durch die Krise im Welthandel seit 2009 und dem damit verbundenen Umschlagrückgang wurden die Ausbauprogramme neu bewertet und die Zeitpläne „gestreckt“. Mit der Fertigstellung der Westerweiterung ist nach derzeitigem Stand (2021) nicht vor 2026 zu rechnen.

## Arbeit im Hafen
Mit der Entwicklung des Hafens hat sich die Struktur und Bedeutung der Arbeit vollständig verändert. Der Beruf des Hafenarbeiters, im 19. Jahrhundert ein Handwerksberuf, oftmals ausgeübt von ehemaligen Seeleuten, wandelte sich mit der Industrialisierung zum Gelegenheitsarbeiter und mit fortschreitender Technisierung im Laufe des 20. Jahrhunderts zum Hafenfacharbeiter.

### Beschäftigtenzahlen
Die Zahl der Beschäftigten im Hafen ist seit etwa 1900, mit Ausnahme der Steigerungen in den Jahren der Kriegswirtschaft und den Einbrüchen in Krisenjahren, kontinuierlich gesunken. In den letzten Jahren kommt es zu einem leichten Aufwärtstrend. In absoluten Zahlen ist diese Entwicklung nicht konkret darzustellen, da sich die Veröffentlichungen verändert haben. So wurde 1989 erstmals von der damaligen Behörde für Wirtschaft, Verkehr und Landwirtschaft neben der auf ein Tiefstmaß gesunkenen Zahl von 40.000 Gesamtbeschäftigten im Hamburger Hafen die Größe Arbeitsplätze in Verbindung mit dem Hamburger Hafen herausgestellt. Mittlerweile hat sich diese Annahme in den öffentlichen Publikationen, die sich auf Studien der Planco Consulting GmbH aus den Jahren 1999, 2002 und 2006 berufen, etabliert. So werden aus Zahlen der Hafenwirtschaft im engeren Sinne, der Hafenwirtschaft im weiteren Sinne und der Hafenindustrie Zahlen hochgerechnet, die zu Angaben von direkt und indirekt hafenabhängig Beschäftigten führen. Die Planco-Studien sind umstritten, da schon die Erhebungsgrundlagen unklar und die daraus gefolgerten Interpretationen umso mehr zweifelhaft sind. Dennoch zeigt die Zusammenstellung der veröffentlichten Beschäftigtenzahlen den Trend.
| Jahr | Gesamt- beschäftigte in Hafenbetrieben | Hafenarbeiter (Umschlag) | Werftarbeiter (Schiffbau) | Hafenarbeiter in allen 16 deutschen Seehäfen | direkt hafenabhängig Beschäftigte | direkt und indirekt hafenabhängig Beschäftigte | Quelle Anmerkung |
| ---- | -------------------------------------- | ------------------------ | ------------------------- | -------------------------------------------- | --------------------------------- | ---------------------------------------------- | ---------------- |
| 1895 |                                        | 25.000                   | 20.000                    |                                              |                                   |                                                | Kludas           |
| 1960 |                                        | 14.000                   |                           |                                              |                                   |                                                | Kludas           |
| 1968 |                                        | 11.365                   |                           |                                              |                                   |                                                | Kludas           |
| 1976 |                                        | 9.099                    |                           |                                              |                                   |                                                | Kludas           |
| 1987 |                                        | 8.678                    |                           |                                              |                                   |                                                | Kludas ZdS       |
| 1989 | 40.000                                 | 8.256 (²)                |                           |                                              |                                   | über 100.000                                   | BWVL (²) ZdS     |
| 1990 |                                        | 8.049                    | 6.179 (³)                 |                                              |                                   |                                                | ZdS (³) Bremen   |
| 1995 |                                        | 5.739                    | 4.821 (³)                 |                                              |                                   |                                                | ZdS (³) Bremen   |
| 1998 |                                        | 4.948                    | 2.601 (³)                 | 8.959                                        |                                   |                                                | ZdS (³) Bremen   |
| 2005 | 37.601 (38.711)                        |                          |                           | 10.033 (²)                                   | 77.301 (85.665)                   | 133.354 (156.323)                              | Planco (²) ZdS   |
| 2007 |                                        |                          |                           | 11.263                                       |                                   |                                                | ZdS              |
| 2008 |                                        |                          | 2.827                     |                                              |                                   |                                                | Nord             |

### Hafenarbeit am Ende des 19. Jahrhunderts

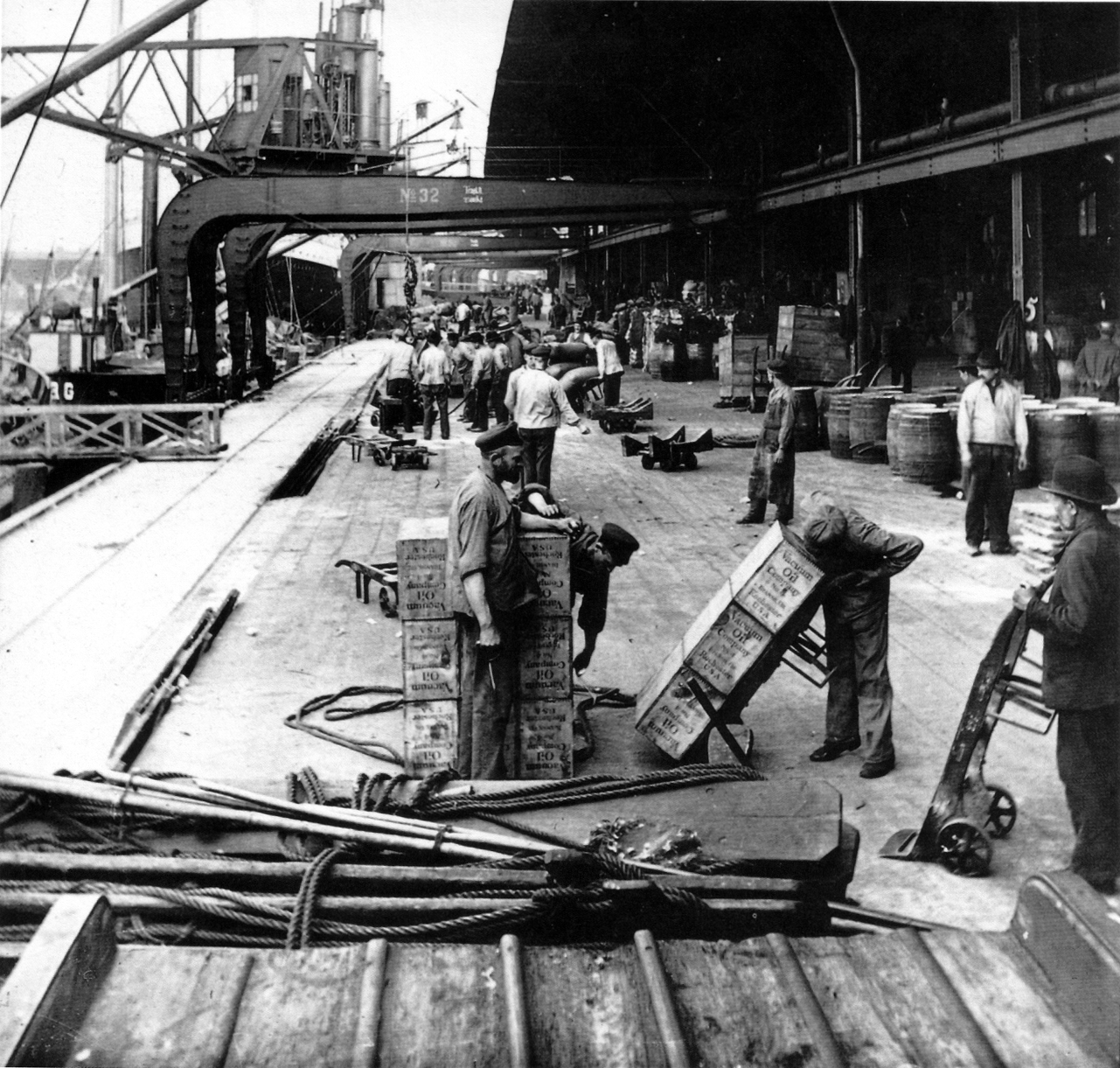
Kaiarbeiter an den 50er Schuppen, um 1900

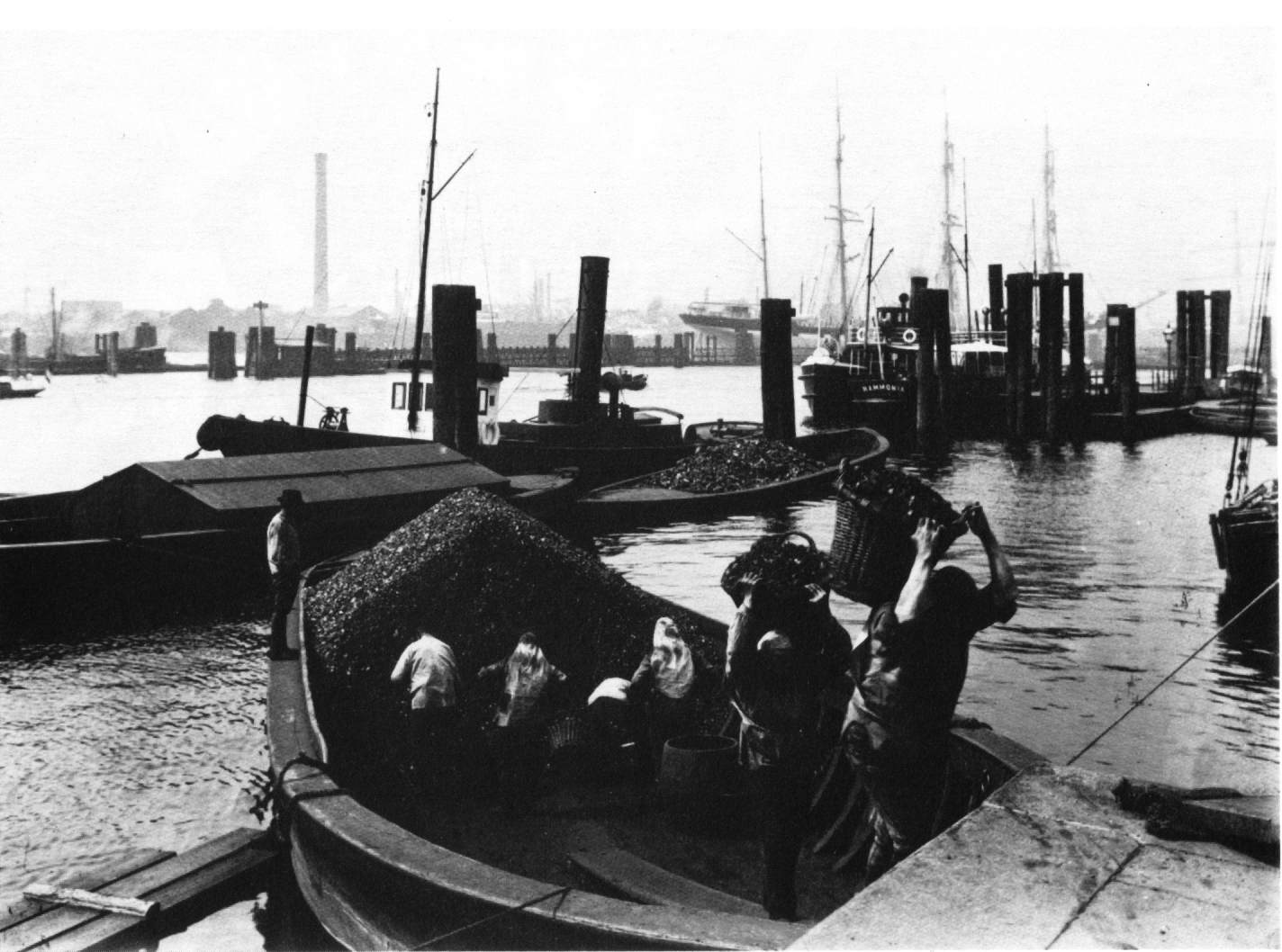
Schwarze Schauerleute, um 1900

Die Tätigkeiten der Hafenarbeiter am Ende des 19. Jahrhunderts bestanden aus sehr unterschiedlichen Gewerken, dennoch hatten sie gemeinsam, dass es sich weitgehend um schwere und gesundheitsgefährdende Arbeit und in den meisten Fällen um unregelmäßige Beschäftigung handelte. Überlange Arbeitszeiten mit Schichtlängen von bis zu 72 Stunden wechselten sich ab mit Zeiten der Arbeitslosigkeit. Entsprechend waren die Arbeits- und Lebensbedingungen katastrophal. Der Hafenarbeiterstreik vom 20. November 1896 bis zum 6. Februar 1897, der längste und bekannteste einer ganzen Reihe von Arbeitskämpfen, schuf öffentliche Aufmerksamkeit für die Missstände im Hafen, so auf die unzureichende Organisation der Arbeitsvermittlung bis hin zu den unregelmäßigen Lohnauszahlungen, auf die ungeregelten Arbeitszeiten, die überlangen Arbeitswege, die ungünstigen Wohnverhältnisse und den unzureichenden Arbeitsschutz. Doch trotz breiter öffentlicher Unterstützung endete der Streik für die Arbeiter ergebnislos.
Im Jahr 1895 waren 25.000 Hafenarbeiter im Hamburger Hafen tätig, sie wurden in verschiedene Berufsgruppen unterteilt. So werden aufgeführt:
- 5000 Schauerleute, die die Schiffe ent- und beluden
- 2000 Ewerführer, die die Schiffsladungen auf den flachen, offenen Lastkähnen transportierten
- zwischen 1800 und 2500 Kaiarbeiter, je nach Arbeitsanfall, die die Verladung oder Unterbringung der Umschlaggüter auf den Kais vornahmen,

hinzu kamen 300 bis 400 Kaiarbeiter, die direkt bei der HAPAG beschäftigt waren
- 1600 Speicherarbeiter, die die Waren innerhalb der Speicher oder auf bzw. von den Schuten stapelten
- 400 Kesselreiniger (Kedelklopper) kratzten und klopften Rückstände in den engen Schiffskesseln ab
- 400 Schiffsreiniger und 240 Schiffsmaler, deren Tätigkeit sich teilweise deckte oder überschnitt
- 400 Maschinisten, die die Maschinen der Schlepp-, Fähr- und Vergnügungsdampfer im Hafen bedienten
- 500 Arbeiter im staatlichen Baggereibetrieb, die zumeist nur im Sommer beschäftigt wurden
- Kohlenarbeiter (Schwarze Schauerleute) waren sowohl für das Entladen der Kohlenschiffe wie für die Versorgung der Dampfschiffe zuständig
- Winschmänner, die das bordeigene (handgekurbelte) Ladegeschirr bedienten
- Donkeyleute, die die (maschinellen) Ladegeschirre und Dampfwinden auf Schiffen und Schuten bedienten
- Getreidearbeiter und Kornumstecher, die das lose gelagerte Getreide schaufelten und in Säcke füllten
- Plankenmänner, die die Säcke aus den Laderäumen vom Schiff (über die Planken) transportierten
- Tallymänner, die die Ladung während des Umschlags auf Vollständigkeit, Schäden und ähnliches kontrollierten
- hinzu kamen Wäger, Kranführer, Abfertiger, Eisenbahner, Handwerker

Die Arbeitsmarktentwicklung war durch Rationalisierungen bestimmt, so wurden um 1870 durch dampfbetriebene Hebezeuge die Gruppen der Schauerleute verringert. Ab 1907 kam es zu weiteren Einsparungen an Arbeitskräften durch technische Fortschritte beim Massengutumschlag. Als Beispiel dient der gut dokumentierte Umschlag durch die Getreidearbeiter: eine Gang zum Entladen eines Schiffes bestand aus sieben bis acht Mann, vier Kornumstecher im Laderaum, ein bis zwei Winschmänner und ein Plankenmann, eventuell kam ein Wäger am Kai hinzu. So eine Gang förderte stündlich etwa 20 t Getreide. Die damals neu entwickelten, zunächst dampf- später motorbetriebenen Ladegeschirre brachten es auf eine Leistung von 150 t in der Stunde, zudem konnten die Gangs damit auf drei bis vier Arbeiter reduziert werden.

### Hafenarbeit während der Weimarer Republik und des Nationalsozialismus

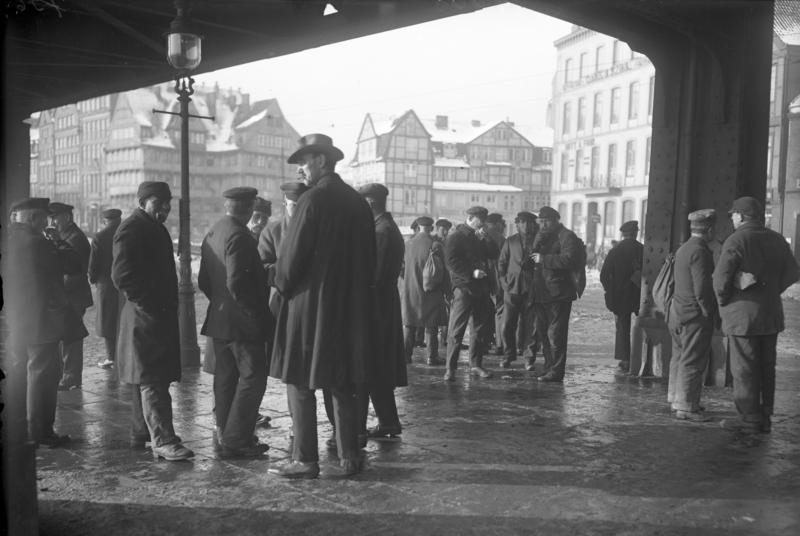
Arbeitslose Hafenarbeiter auf Abruf bei der Straßen-Arbeitsvermittlung am Baumwall, 1931

Nach der Novemberrevolution von 1918 veränderte sich die Situation der Hafenarbeiter, der Acht-Stunden-Tag wurde eingeführt, ebenso wie Regelungen zum Kündigungsschutz. Grundlegend war die Entwicklung des schon 1906 gegründeten Hafenbetriebsvereins (HBV), der als Gesamtarbeitgeber für alle im Hafen Beschäftigten ansatzweise einheitliche Arbeitsbedingungen schuf. Für die Rechte der Arbeitnehmer wurde ihm der Hafenbetriebsrat (HBR) als Arbeitervertretung gegenübergestellt.
Mit der Weltwirtschaftskrise stieg die Arbeitslosigkeit ab 1930 insbesondere unter den Hafenarbeitern auf nahezu 40 %. Nach der Machtübernahme der Nationalsozialisten änderte sich an dieser Situation, im Gegensatz zum übrigen Reich, bis 1936 kaum etwas, da die Wirtschaftspolitik der NSDAP den Außenhandel nicht förderte. Diverse Arbeitsbeschaffungsmaßnahmen und Umstrukturierungen in der Arbeitsorganisation griffen nur langsam. Erst mit Ausbau der Kriegswirtschaft wurden tatsächliche neue Arbeitsplätze geschaffen und nach Kriegsbeginn ging die Arbeitslosenzahl gegen Null zurück.
Mit dem am 20. Januar 1934 eingeführten Reichsgesetz zur Ordnung der nationalen Arbeit sollte für den Hafen eine Struktur nach dem Prinzip Volksgemeinschaft durchgesetzt werden. Die Ideologie darin war, dass das Gegensatzverhältnis von Unternehmer und Arbeiter aufgehoben würde, und alle, einem Führer folgend, die national bedeutsame Arbeit ausführen. Der Hafenbetriebsverein wurde in den Gesamthafenbetrieb (GHB) überführt, für den galt, dass alle im Hafen tätigen Betriebe zwangsweise Mitglied werden mussten. Gewerkschaften und der Hafenbetriebsrat wurden, wie andere Betriebsräte auch, verboten.
Die GHB betrieb ab spätestens August 1940 mindestens neunzehn Zwangsarbeiterlager mit mehreren tausend Gefangenen, hauptsächlich im Gebiet des Hafens und der Speicherstadt. Unter anderem war sie beteiligt an dem Kommando 901 im damals sogenannten Überseeheim auf der Veddel. Dort wurden in zehn Auswandererbaracken zeitweise bis zu 1700 Kriegsgefangene, ab Februar 1943 etwa 2400 verschleppte Gefangene, hauptsächlich aus Handwerksberufen, untergebracht, bewacht durch Landesschützenbataillone. Dieses Lager wurde bis zum 19. April 1945 aufrechterhalten.

## Umweltaspekte

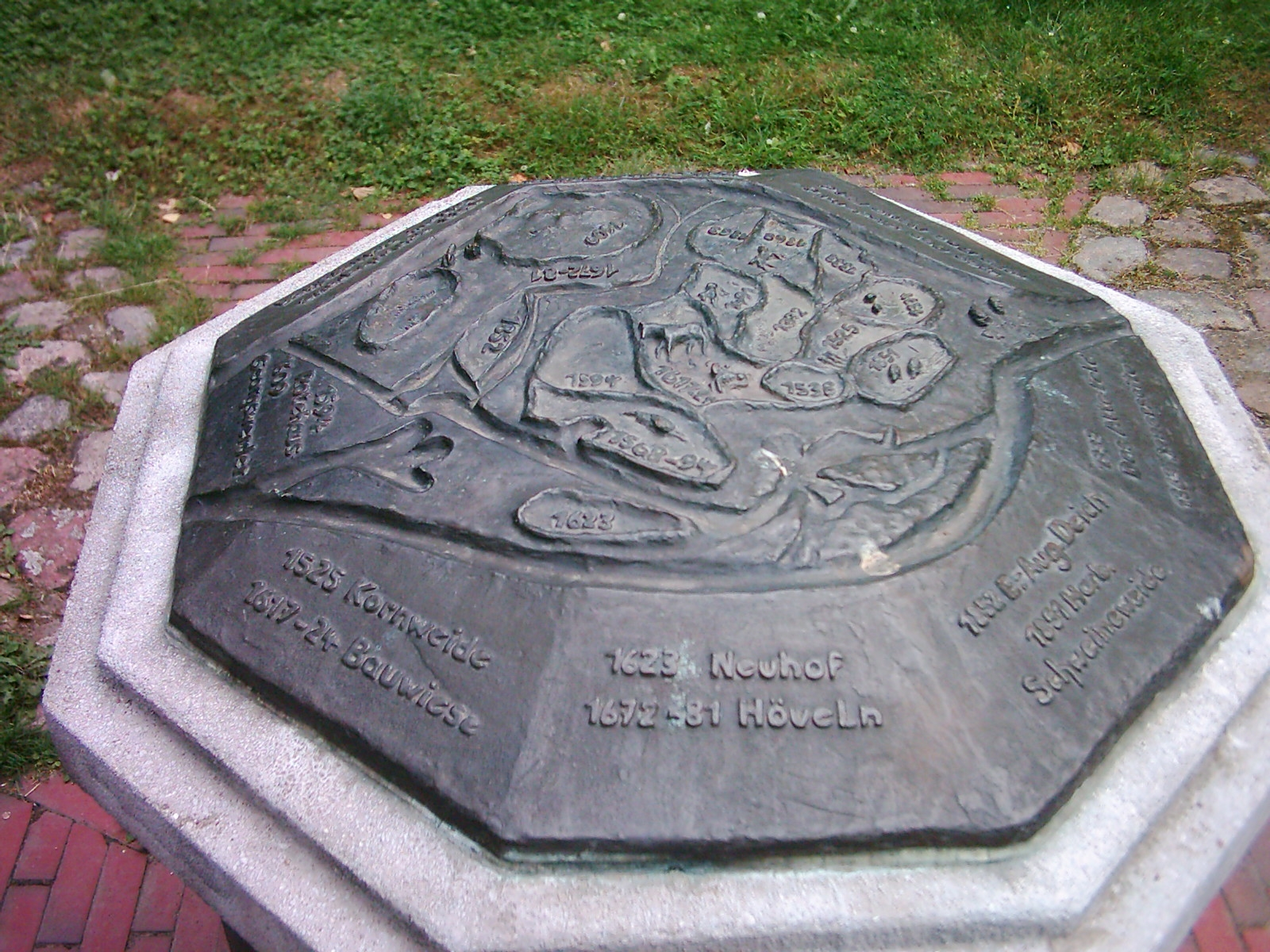
Deichdenkmal in Wilhelmsburg

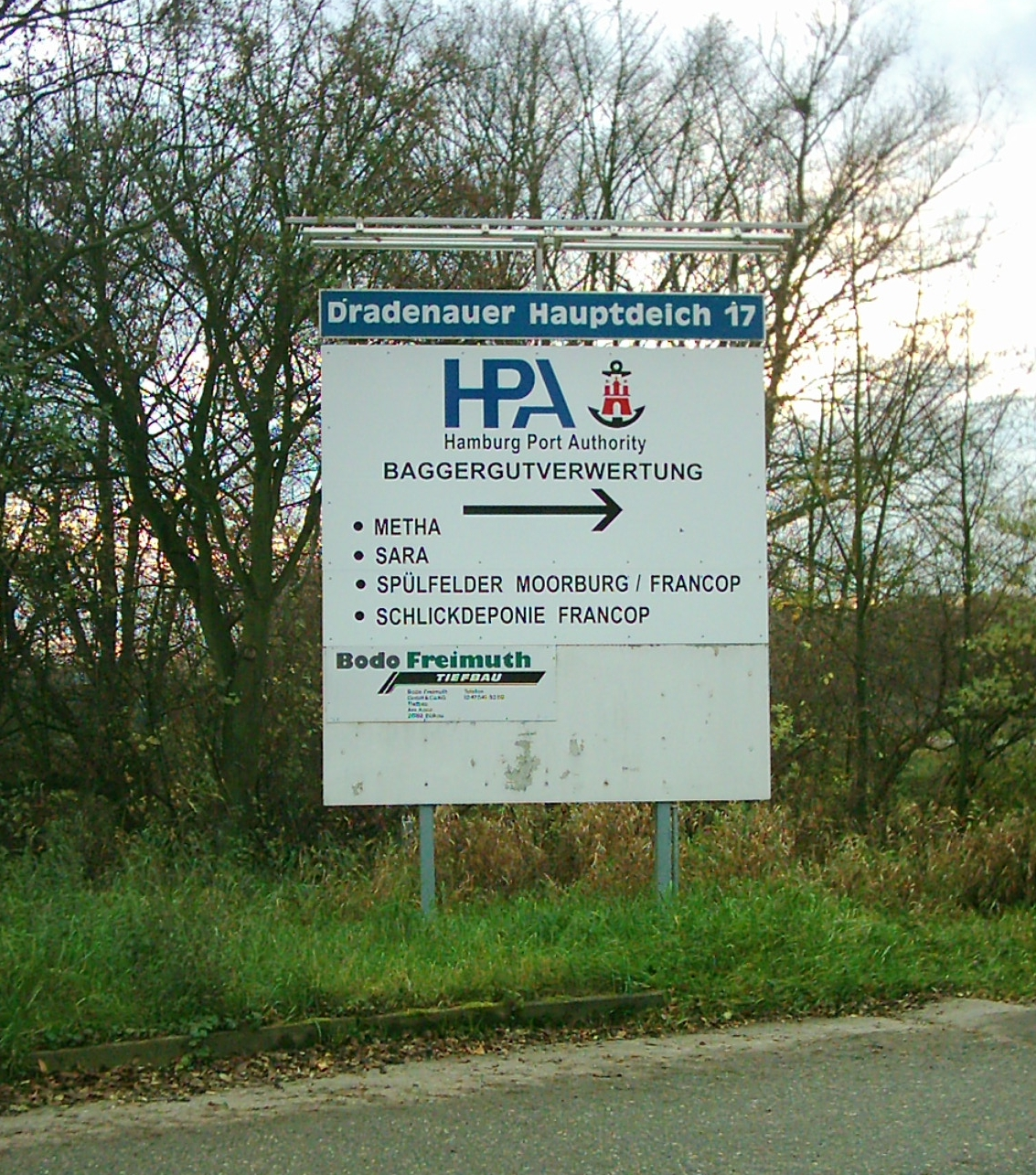
Zum Schlickabladeplatz

### Wasserbaumaßnahmen und Elbvertiefung
Der Hamburger Hafen liegt im Binnendelta der Unterelbe. Diese Elbmündung hat die Besonderheit, dass sie sowohl ein Delta bildet, von Geesthacht bis Hahnöfersand, wie auch einem Trichter (Ästuar), der sich von Blankenese bis Brunsbüttel auf 2½ km Breite öffnet. Der gesamte Mündungsbereich bis zur Staustufe Geesthacht ist tideabhängig, der mittlere Tidenhub am Pegel Hamburg St. Pauli beträgt derzeit 3,63 m. Das Stromspaltungsgebiet ist geprägt durch die einst mäandernden Flussläufe der Elbe und deren Zuflüsse Bille und Alster, die die niedrigen Marschlande überspülten und Flussinseln bildeten, natürlich begrenzt ist es am nördlichen Ufer durch die Geesthänge von Lauenburg bis Hamburg-St. Georg und von Hamburg-Neustadt bis Wedel, im Süden durch die Schwarzen Berge. Der Hauptstrom der Elbe teilte sich an der Bunthäuser Spitze, dem südlichen Ende der Elbinsel Wilhelmsburg, in Norder- und Süderelbe und lief nach 15 km beim Mühlenberger Loch wieder zusammen. Die Inseln innerhalb der Flussarme veränderten durch Ablagerungen und Eindeichungen einerseits und zerstörerische Sturmfluten oder Wasserbaumaßnahmen andererseits ihre Lage, Form und Landmasse. Die heutigen Orts- und Stadtteilnamen mit dem Anhang -werder deuten auf ehemalige Flussinseln hin. So bestand um 1100 vom heutigen Georgswerder bis Finkenwerder die zusammenhängende Insel Gorieswerder, die bis in das 14. Jahrhundert durch mehrere Sturmfluten zerrissen wurde. Wilhelmsburg hingegen entstand vom 17. bis zum 19. Jahrhundert aus der Zusammendeichung einer Vielzahl kleiner Inseln.
Unter diesen geografischen Bedingungen geht die Entwicklung des Hamburger Hafens einher mit wasserbaulichen Maßnahmen, bei denen die niedrigliegenden Marschen und Flussinseln zum Schutz und zur Landgewinnung eingedeicht, und die weit verzweigten Flussläufe von Bille, Alster und Elbe für die Schifffahrt reguliert wurden. Ein weiteres beständiges Problem des Tidehafens war und ist die Verschlickung und Versandung der Wasserwege durch Sedimentablagerungen mit den Gezeiten. Für die Aufsicht über das Fahrwasser, eine hinreichende Wassertiefe und den Schiffsverkehr wurde 1548 eigens die Düpe-Kommission gegründet (Düpe ist das niederdeutsche Wort für Wassertiefe), eine Behörde aus der im 19. Jahrhundert das Amt Strom- und Hafenbau hervorging, wiederum die Vorgängerin der heute zuständigen Hamburg Port Authority.

#### Flussverlegungen und Gebietsänderungen

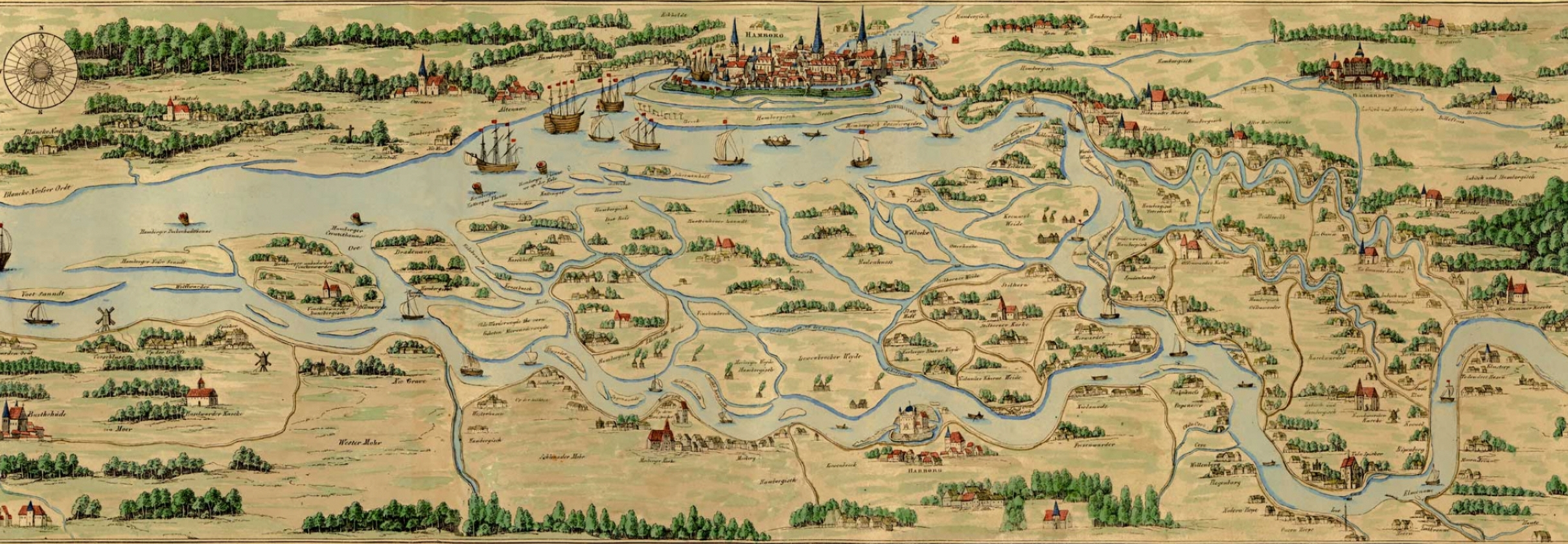
Die Elbe vor Hamburg um 1568 (Hier eine Nachzeichnung von Eugen Schuback aus dem Jahr 1845 der Karte des Melchior Lorichs)

Nach Aufstauung der Alster im 13. Jahrhundert verlegten Wasserbauer bereits im Jahr 1258 die Billemündung, heute nachvollziehbar im Verlauf des Oberhafens. 1344 deichte man die Gose Elbe, die bis dato ein Nebenarm war, beim heutigen Kiebitzbrack (Kirchwerder) vom Hauptstrom ab, ebenso 1437 die Dove Elbe südlich von Altengamme. 1443 leitete man den Hauptstrom der Bille durch den Schleusengraben von Bergedorf nach Curslack in den Oberlauf der abgedeichten Dove Elbe. Alle diese Maßnahmen dienten der Zuführung von Wasser in die Norderelbe, um deren Schiffbarkeit zu erhöhen.
Ein nachhaltiger Eingriff war der Durchstich der Elbinsel Grasbrook, der 1549 begonnen und 1604 vollendet wurde. Er teilte die Insel durch den so genannten Neuen Graben in den nördlichen Großen Grasbrook, zunächst Weidefläche vor den Toren der Stadt, später Hafennutzungsgebiet, seit 2004 der Stadtteil HafenCity, und den Kleinen Grasbrook. Weitere Wasserbaumaßnahmen bis zum 18. Jahrhundert, die Abdeichung von Flussarmen und Zusammenlegung einiger Flussinseln, wie Kuhwärder, Grevenhof, Kleiner Grasbrook, Großer Werder und Schumacherwerder, verbreiterten den Neuen Graben zum Hauptflussbett der Norderelbe und führten diese damit näher an die Stadt heran.
Der 1568 vorgenommene Durchstich des Spadenländer Busch ist nachvollziehbar an dem gleichnamigen Gebiet westlich der Norderelbe in Wilhelmsburg, und dem Spadenland in den Marschlanden, östlich der Elbe. Ein weiterer grundlegender Eingriff war 1874 der Durchstich zwischen Peute und Kaltehofe, der zuvor ein Teil der Veddel war, seitdem jedoch auf der östlichen Elbseite liegt. Den ursprünglichen Flusslauf sperrten die Wasserbauer auf der Höhe von Moorfleet, es entstand die Billwerder Bucht, in die 1880 der Holzhafen verlegt wurde. Diese Maßnahmen dienten neben der Begradigung des Schifffahrtwegs der Erhöhung der Fließgeschwindigkeit der Norderelbe. Für die Süderelbe hingegen bedeutete dies eine Abnahme der Strömungsmenge, was zu Kontroversen mit der Nachbarstadt Harburg führte.

#### Die Köhlbrandverträge

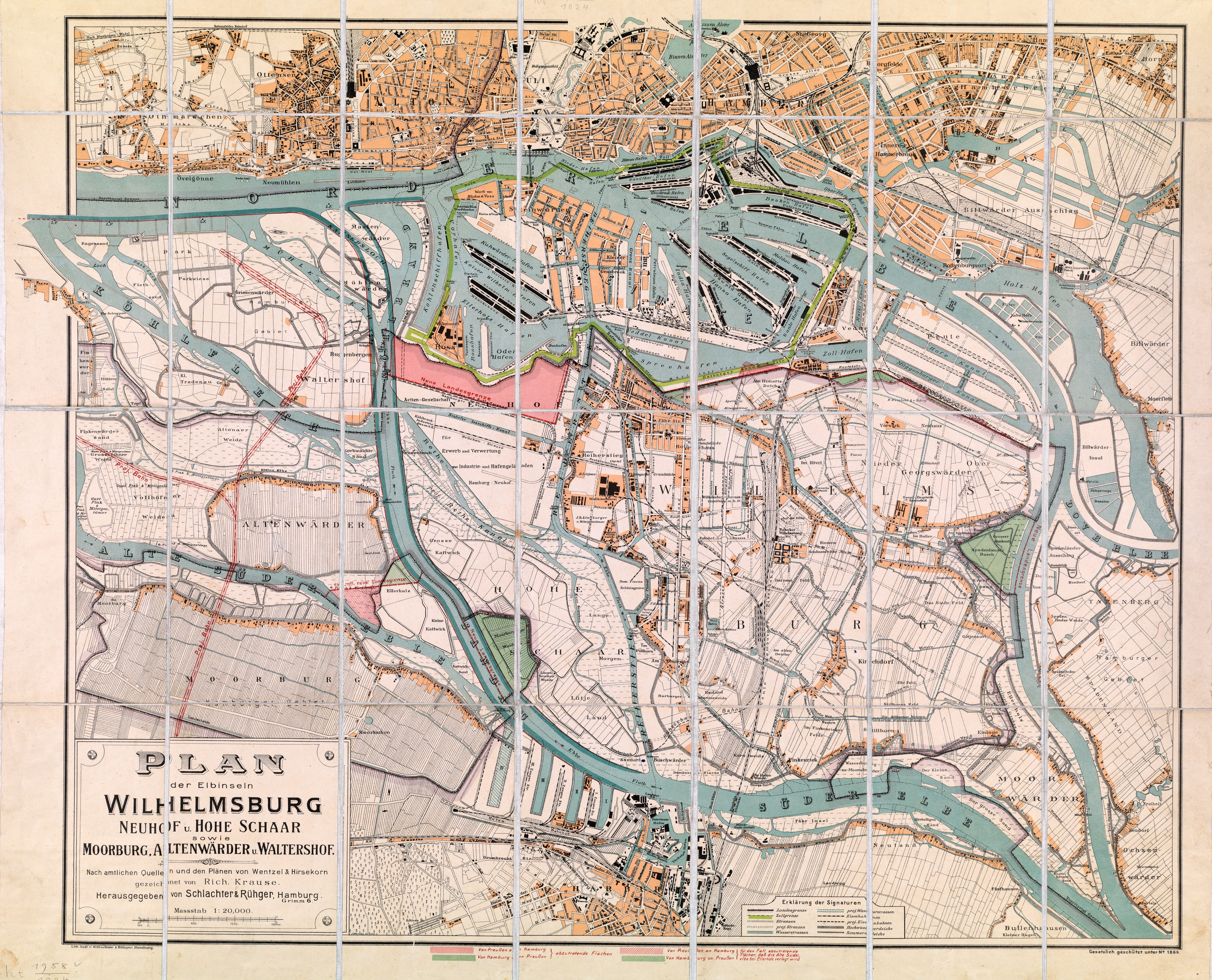
Planskizze für die im 3. Vertrag festgelegte Begradigung des Köhlbrands

Vor dem Groß-Hamburg-Gesetz von 1937 waren Altona und Harburg eigenständige Städte unter preußischer Herrschaft. Hamburg war für weitere Wasserbaumaßnahmen auf Zustimmung und Einigung mit ihren Nachbarn angewiesen. In insgesamt drei sogenannten Köhlbrandverträgen einigten sich Hamburg und Preußen auf etliche Eingriffe in den Flussverlauf in der Hoffnung, dass die Häfen aller drei Städte davon profitieren.
- Erster Köhlbrandvertrag 1868: Begradigung und Befestigung der Norderelbe, Ausbaggerung des Köhlbrands
- Zweiter Köhlbrandvertrag 1896: Stromkorrekturen und -regulierung, Elbvertiefung bei Nienstedten
- Dritter Köhlbrandvertrag 1908: Verlegung der Köhlbrandmündung um 600 Meter stromabwärts, weitere Vertiefung des Köhlbrands, Begradigung der Süderelbe, außerdem die Verlängerung der Bunthäuser Spitze um 400 Meter flussaufwärts, um das Wasser zu gleichen Teilen über Norder- und Süderelbe zu leiten

#### Süderelbe und Mühlenberger Loch

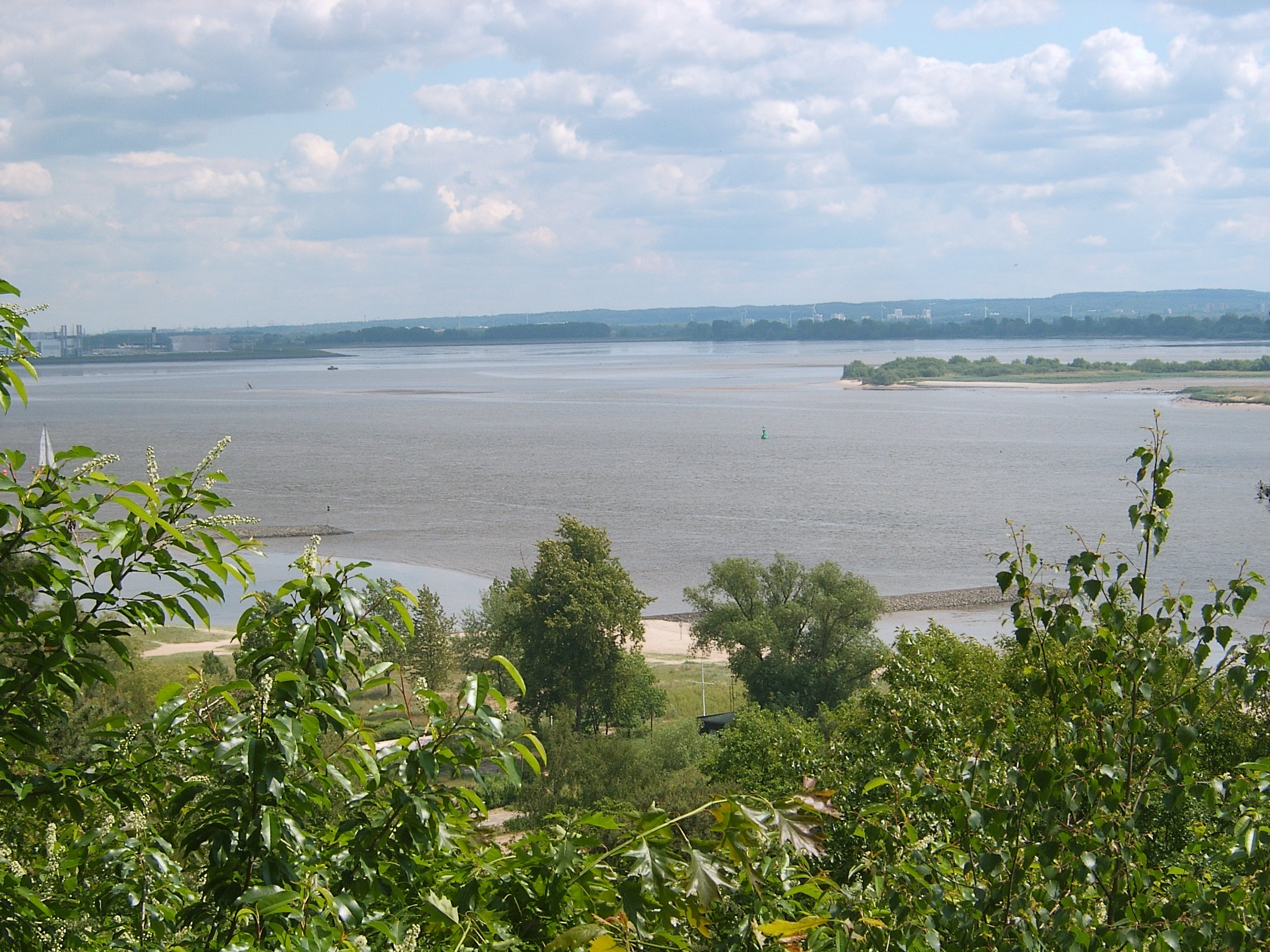
Blick von Blankenese über die Elbe in das Mühlenberger Loch

Durch die baulichen Veränderungen wurde der Köhlbrand zum Hauptmündungsarm der Süderelbe. Nach der Sturmflut von 1962 erfolgte deren vollständige Abdeichung zwischen Altenwerder und Moorburg. Dies brachte wiederum die Versandung des Mühlenberger Lochs, dem ehemaligen Zusammenfluss der Elbarme und eines der letzten tidalen Flachwassergebiete in Europa, mit sich. Eine Teilfläche dieses Gebiets füllte die Stadt Hamburg von 2001 bis 2003 mit Sand auf, um eine Werkserweiterung der anliegenden Airbus Deutschland GmbH zu ermöglichen. Der Bau war begleitet von jahrelangen Protesten und gerichtlichen Einwänden von Anwohnern und Naturschützern.

#### Elbvertiefung
Die erhöhten Anforderungen an einen Hafen mit Warenumschlag, der Bau und Einsatz von immer größeren und tiefgängigeren Handels- und schließlich Containerschiffen führten ab 1818 zu regelmäßigen Ausbaggerungen und Vertiefungen des Flussbetts. Die Elbe bei Hamburg wies Anfang des 19. Jahrhunderts eine Wassertiefe von 3 m bis 4 m auf, seit der achten Elbvertiefung (abgeschlossen 1999) liegt diese bei 14,9 m Kartennull (KN). Eine weitere umstrittene Vertiefung, auf nunmehr 15,9 m KN ist seit 2002 in Planung. Entgegen dem ursprünglichen Zeitplan haben sich Verzögerungen ergeben, weil ein Ausnahmeverfahren eingeleitet wurde, da die Elbvertiefung erhebliche Beeinträchtigungen von Gebieten, die unter europäischen Schutzrechten stehen, mit sich bringt. Von Ende 2019 bis Anfang 2022 wurde diese weitere Vertiefung und Verbreiterung des Fahrwassers in der Unterelbe durchgeführt. Allerdings wurde im November 2022 von neuen Schlickmengen berichtet.

### Wasserverschmutzung und Eutrophierung
Bis etwa Mitte der 1980er Jahre war die Elbe hochgradig schadstoffbelastet, insbesondere durch die erhöhte Konzentration von Schwermetallen und chloriertem Kohlenwasserstoff. In großem Maße wurden diese Verunreinigungen durch die Industrien in der damaligen Tschechoslowakei und in der DDR verursacht. Doch auch die Hamburger Hafenwirtschaft trug einen hohen Anteil dazu bei. Fünfzig am Hafen anliegende Industriebetriebe galten als Direkteinleiter, das heißt, dass ihnen das Einleiten von Produktionsrückständen in das Elbwasser durch Messungen nachgewiesen werden konnte. Dabei zutage traten gesundheitsschädliche Anreicherungen vor allem von Quecksilber, Blei, Kupfer und Arsen, außerdem Zink, Cadmium und Nickel.

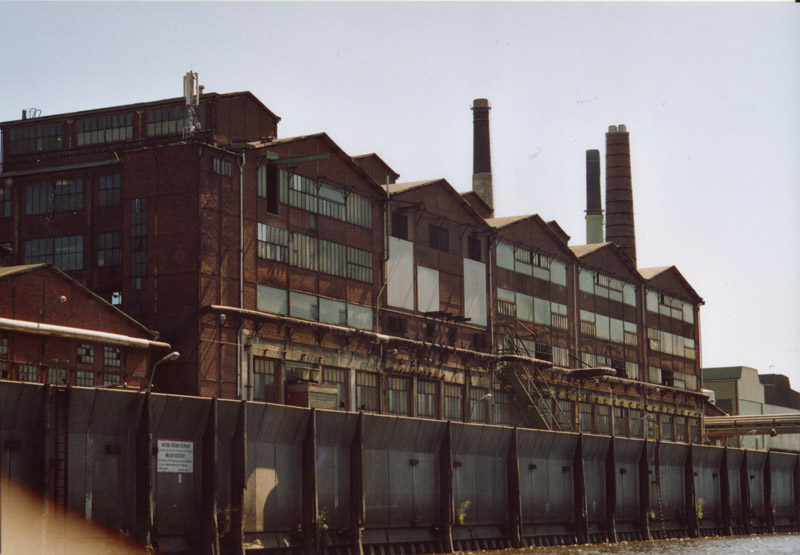
Altes Fabrikgebäude der Aurubis AG auf der Peute

Als die größten Umwelt- und Gewässerverschmutzer galten:
- das pharmazeutische Unternehmen C.H. Boehringer in Moorfleet. Es musste 1984 seine Fabrik schließen – insbesondere wegen seiner Dioxin-Emissionen in Luft, Wasser und Boden;
- die Norddeutsche Affinerie (heute Aurubis AG) auf der Peute, der größte Kupfer-Produzent Europas. Ihre hochgiftigen Einleitungen liefen aus 74 Rohren in die Elbe[63]
- die Johann Haltermann GmbH, Spezialverarbeitung von Mineralölen, am Reiherstieg, deren Werk 1985 schloss. Auf dem Werksgrundstück wurden bei der Bodensanierung Phenolrückstände bis in 26 m Tiefe gefunden.

Trotz dieser Belastungen galt die Unterelbe als ein fischreicher Fluss, in dem die Arten Stint, Finte, Flunder und Aal dominierten, die bis in das 19. Jahrhundert am meisten verbreiteten Lachse und Forellen waren weit zurückgegangen, Stör und Schnäpel galten als ausgestorben. Die vorhandenen Fischarten waren allerdings hochgradig mit Quecksilber und Hexachlorbenzol verseucht, hinzu kamen umweltbedingte Krankheiten wie die Blumenkohlkrankheit des Aals mit teilweise äußerlich sichtbaren Geschwüren. Mit dem Hamburger Fischereigesetz von 1986 wurde das Vermarktungsverbot von Elbfischen bestätigt; der Fischfang auf der Unterelbe war zu diesem Datum bereits eingestellt.
Mit der Schließung der belastenden Industrien und für die verbleibenden Betriebe die Einführung von Umweltstandards, der Erlass von Umweltgesetzen und -verordnungen sowie der erhöhten Kontrolle, insbesondere ab Anfang der 1990er Jahre, konnte die Schwermetall-Belastung in der Elbe stark reduziert werden.
Ein weiteres Problem sind die partiellen Reduzierungen von Sauerstoff, die sogenannten Sauerstofflöcher während der Sommermonate. Die stärksten Sauerstoffmängel der Elbe wurden zwischen 1970 und 1985 beobachtet. Ursache war damals die Einleitung von organischen Stoffen und Ammonium, hauptsächlich aus kommunalen Abwässern. Seit 1988 wurde in den Hamburger Kläranlagen eine Stufe mit Nitrifikation, also der Umwandlung von Ammoniaken zu Nitrat, eingeführt, ab 1990 auch am Oberlauf der Elbe. Der Erfolg war zunächst vielversprechend; der Sauerstoffgehalt im Elbwasser erholte sich schnell. In den Frühsommern sank die Konzentration aber unter den kritischen Wert von 3 Milligramm pro Liter (mg/l), bei dem die Fischpopulation gefährdet ist. Seit 1999 werden die Perioden mit Sauerstoffmangel wieder länger und die Flächen größer. Sie führen stellenweise zu verstärktem Fischsterben und unterbrechen Fischwanderungen

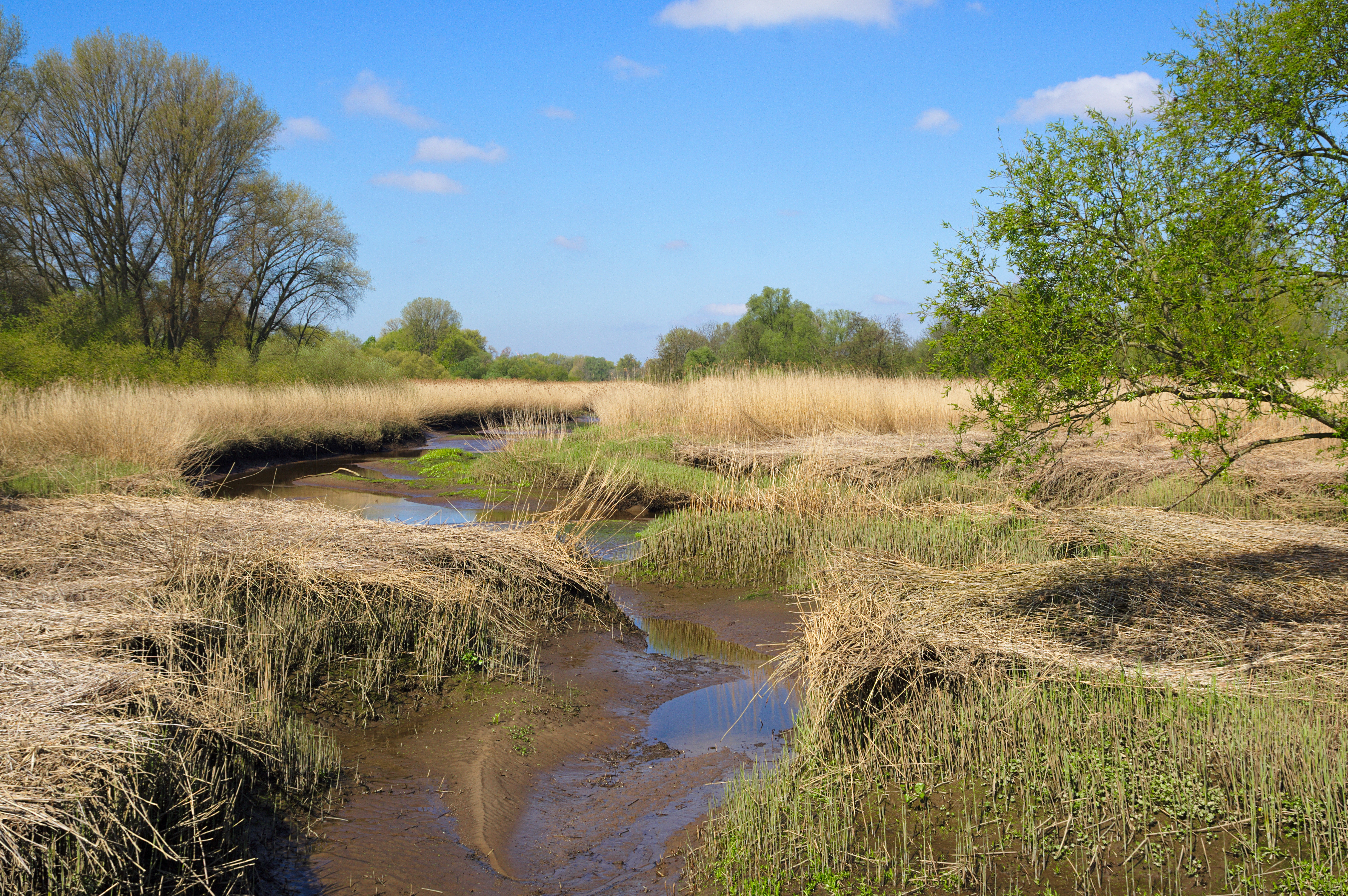
Das Heuckenlock an der Süderelbe, einer der letzten Tideauwälder Europas, und eine der wenigen verbliebenen Flachwasserzonen der Niederelbe

Die Ursachen sind komplex: Tatsächlich konnte festgestellt werden, dass, durch die Reduzierung bis Ausschaltung der Schwermetalle und chemischen Giftstoffe, in der Elbe der natürliche Algengehalt der Oberelbe wieder gewachsen ist. Im Prinzip wäre dies ein guter ökologischer Zustand; die sich im Frühjahr entwickelnde volle Algenblüte könnte vom Strom mitgerissen und bis Glückstadt geschwemmt werden, wo sie durch das Salzwassergehalt abgetötet, und das so entstehende Übermaß organischer Masse durch die Einmischung sauerstoffreichen Meerwassers neutralisiert wird. Dieser Prozess bräuchte aber weitreichende Flachwasserzonen, wie sie einst im Elbedelta vorhanden waren. Heute stirbt die Biomasse im Süßwasser ab, also bevor sie das sauerstoffanreichernde Nordseewasser erreicht, zum einen auf bei Niedrigwasser trockenfallenden Gebieten und Versandungen, zum anderen in Tiefen von mehr als 4 m, in die kein Licht vordringt. Die sommerliche Erwärmung und auch erwärmende Industrieeinleitungen und die mit Elbwasser betriebenen Kühlanlagen steigern diesen Prozess; es kommt stellen- und zeitweise zur Eutrophierung. Ein sehr großer Wärmeemittent, das Kernkraftwerk Krümmel, ist seit Juli 2009 abgeschaltet und hat seit 2011 – Atomausstieg – keine Genehmigung mehr. Die höchste zulässige Wassertemperatur etwa 100 Meter unterhalb des Einleitbauwerks durfte 30 °C sein. Bei hohen Flusswassertemperaturen um 27 °C, wie sie beispielsweise in den Sommern 2003 und 2006 erreicht wurden, musste das KKW Krümmel seine Leistung reduzieren. Es hatte eine thermische Leistung von 3.690 MW und eine elektrische Bruttoleistung von etwa 1.350 MW; bei Volllast gingen also 2.340 MW ins Elbwasser. Zum Vergleich: 23,6 Millionen herkömmliche Glühlampen (Wirkungsgrad 5 Prozent) mit je 100 Watt haben ebenfalls 2.340 MW Wärmeleistung (und 20 MW Lichtleistung).

### Luftverschmutzung
Ein ernstes Problem ist die Luftverschmutzung durch Abgase im Hafen liegender Schiffe. Ein Gutachten des Germanischen Lloyd aus dem Jahr 2008 quantifizierte den Leistungsbedarf eines Kreuzfahrtschiffs mit 2000 Passagieren im Hotelbetrieb auf 8 Megawatt (MW) Leistungsbedarf im Sommer und 6,4 MW im Winter, bei der Queen Mary 2 mit 2620 Passagieren soll er zwischen 9 und 14 MW liegen. Dieser Strom wird normalerweise von den Generatoren der Schiffsdieselmotoren erzeugt, die aus Kostengründen oft mit stark schwefelhaltigem Schiffstreibstoff betrieben werden.
Im Juni 2016 wurde am Kreuzfahrtterminal Altona eine Landstromanlage in Betrieb genommen. Die Baukosten betrugen 10 Mio. Euro und wurden von Stadt, Bund und der EU getragen. Befürworter der Anlage sehen in ihr einen wichtigen Schritt zu einem umweltfreundlichen Hafen. Bundesumweltministerin Barbara Hendricks (SPD), die bei der Eröffnung anwesend war, lobte, dass sich mit „Öko-Landstrom“ bis zu 74 % NOx, bis zu 60 % SO2 und bis zu 50 % an Feinstaub einsparen ließen. Gegner der Anlage kritisieren, dass 1 kWh Landstrom bis zu vier Mal teurer als 1 kWh Schiffsdiesel sei. Außerdem werde im Jahr 2016 nur ein Schiff, die AIDAsol, das für die Landstromversorgung technisch ausgerüstet sei, am Kreuzfahrtterminal Altona festmachen.
Im Hamburger Hafen wird seit Mitte 2014 die Barge „Hummel“ eingesetzt, auf der mithilfe eines LNG-Gaskraftwerks elektrische Energie erzeugt wird („Power Barge“). Die Barge wird dann an die zu versorgenden Schiffe direkt an den Liegeplatz – zunächst Kreuzfahrtschiffe am Terminal – geschleppt. Im Mai 2016 wurden viele Probleme bürokratischer Art rund um die „Hummel“ bekannt.
Im Mai 2016 genehmigte der Hamburger Hafen der AIDAprima den Betrieb mit Flüssigerdgas (LNG) während der Liegezeit. Der auf dem Schiff verbaute Dual-Fuel-Motor macht dies möglich und reduziert die NOx-Emissionen um 80 % und die CO2-Emissionen um 20 % im Vergleich zum üblichen Schiffsdiesel. Hamburgs Umweltsenator Jens Kerstan (Bündnis 90/Die Grünen) lobte die Genehmigung als Zeichen zur Förderung von schadstoffarmer Versorgungstechnik. Die Genehmigung ist wegen der erhöhten Explosionsgefahr des Treibstoffs notwendig.
Knapp ein Drittel der Stickoxidemissionen in Hamburg wird durch den Hafenbetrieb verursacht.

### Treibhausgase
Laut angezeigten Begasungen wurden in Hamburg 2019 im Zusammenhang mit Holzexporten des Hamburger Hafens 203,65 Tonnen Sulfurylfluorid (SO2F2) eingesetzt, was unter Berücksichtigung des Treibhauspotentials (über 100 Jahre) etwa 950.000 Tonnen CO2-Äquivalenten entspricht. 2015 betrug der Einsatz von Sulfurylfluorid in Hamburg 16,68 Tonnen. Im ersten Halbjahr 2020 betrug der Einsatz 102,22 Tonnen.

## Kultur

### Museen mit hafenspezifischen Ausstellungen

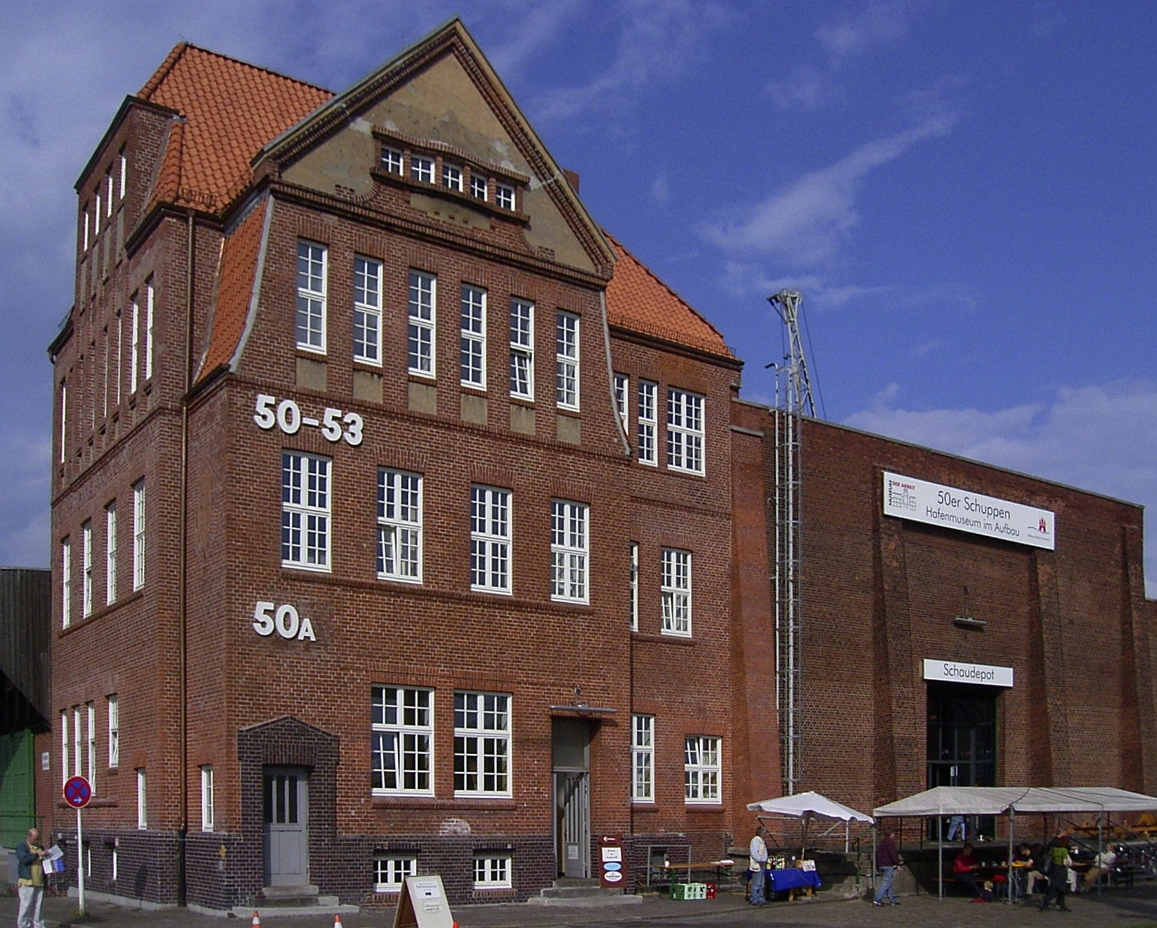
Hafenmuseum im Schuppen 50 Australiakai / Kleiner Grasbrook

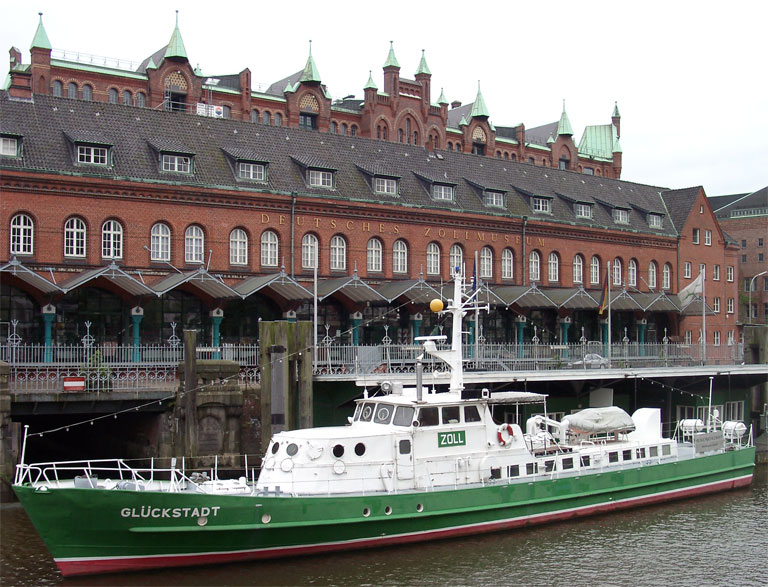
Zollmuseum am Wandrahm / Speicherstadt mit dem Zollkreuzer Glückstadt (2004)

Die Entwicklung des Hafens, der Hafenarbeit oder einzelner Aspekte aus der Geschichte ist in diversen Museen und Ausstellungen nachvollziehbar dargestellt.
- Das Deutsche Hafenmuseum, bis 2021 Außenstelle des Museums der Arbeit, ist auf dem Kleinen Grasbrook am Hansahafen im Kopfbau des Schuppen 50, einem historischen Komplex aus der Kaiserzeit, eingerichtet. Die Ausstellung, sowohl innerhalb des Gebäudes wie in der Außenanlage, stellt insbesondere die Veränderungen der Arbeitswelt im Hafen dar und bezieht strukturelle, technische und gebietsmäßige Entwicklungen ein. Am dazugehörigen Bremer Kai sind neben den Kaikranen ein Schwimmkran und diverse historische Arbeitsschiffe ausgestellt. Im Januar 2007 wurde der Frachter Bleichen, ehemals Old Lady, hier hin überführt und durch die Stiftung Hamburg Maritim aufgearbeitet.
- Das Speicherstadtmuseum in einem historischen Speicher am St.-Annen-Ufer zeigt sowohl die Nutzung wie die Arbeit der Warenlagerung und Aspekte der Kaffee- und Teeverarbeitung.
- Das Deutsche Zollmuseum ist in der ehemaligen Zollabfertigungsstelle am Wandrahm untergebracht und befasst sich zum einen mit der Geschichte des Freihafens, aber auch mit Aspekten aus dem Alltag im Zoll. Am Zollkanal, direkt vor dem Ausstellungsgebäude, liegt zeitweilig der historische Zollkreuzer Oldenburg.
- Im Museum für Hamburgische Geschichte wird die Entwicklung des Hamburger Hafens in einer umfassenden Abteilung dargestellt. Insbesondere durch zahlreiche Modelle kann die Geschichte vom 8. Jahrhundert bis zur Gegenwart nachvollzogen werden.
- Das Altonaer Museum widmet sich, über die Hafengeschichte aus Altonaer Sicht hinaus, mit einer Abteilung der Schifffahrt, der Fischerei und dem Schiffbau und stellt den Bezug zu der gesamten norddeutschen Region her.
- Das Auswanderermuseum BallinStadt wurde auf der Veddel am Ort des früheren Auswanderungszentrums der HAPAG-Reederei errichtet. In drei originalgetreu wieder aufgebauten Gebäuden werden Besucher über die Geschichte der Auswanderung über Hamburg nach Übersee informiert.
- Das Internationale Maritime Museum stellt viele Aspekte der Geschichte der Schifffahrt, der Marine und des Meeres vor und ist in dem historischen Kaispeicher B der HafenCity untergebracht.

### Historische Schiffe

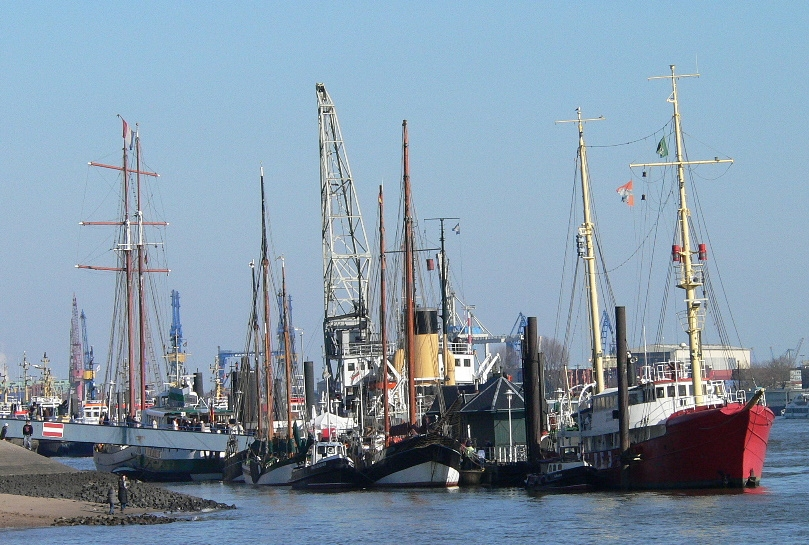
Museumshafen Övelgönne, Anleger Neumühlen; vorn / rechts: Feuerschiff Elbe 3

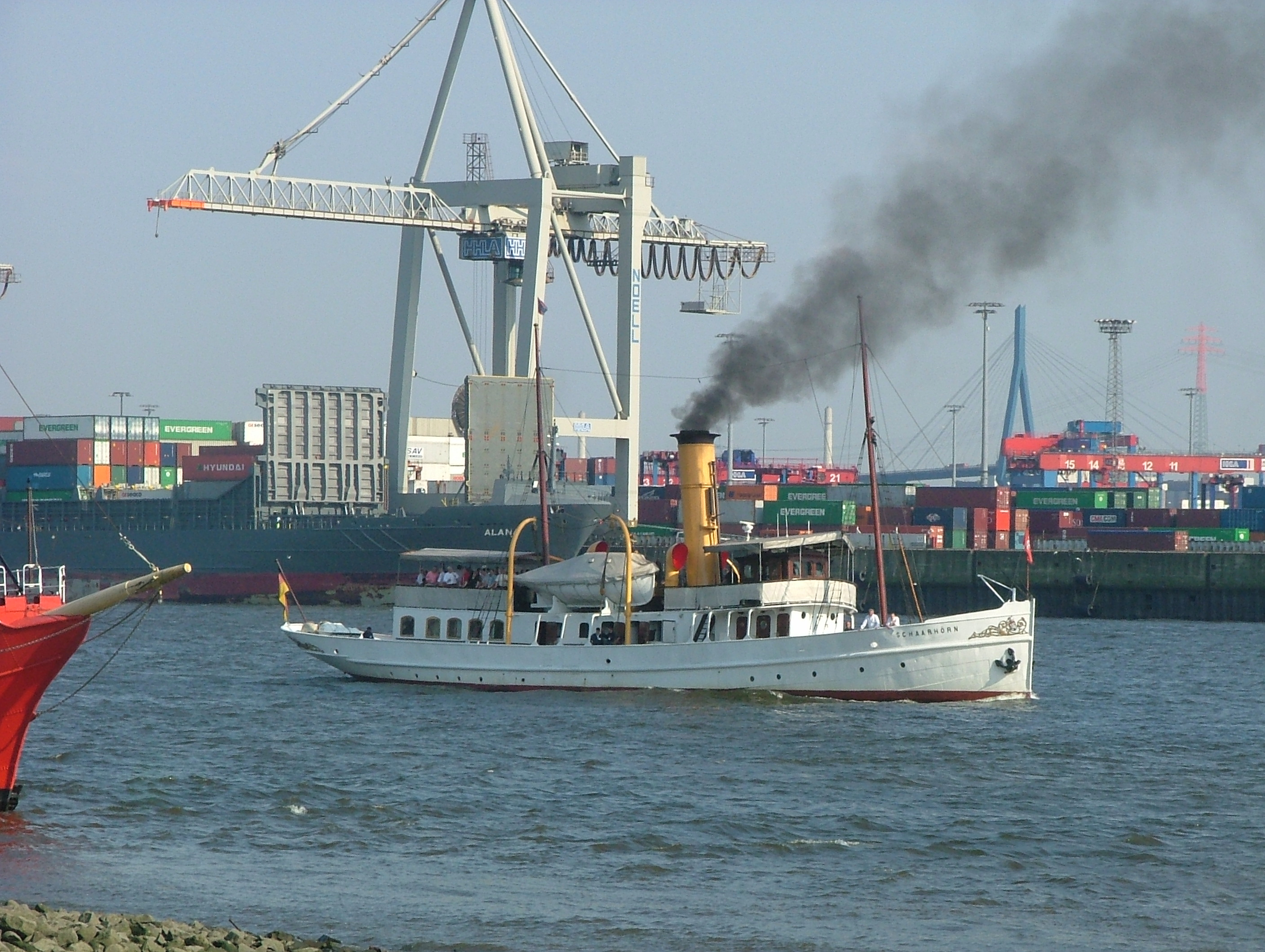
Dampfschiff Schaarhörn in Fahrt, vor dem Burchardkai/Waltershof

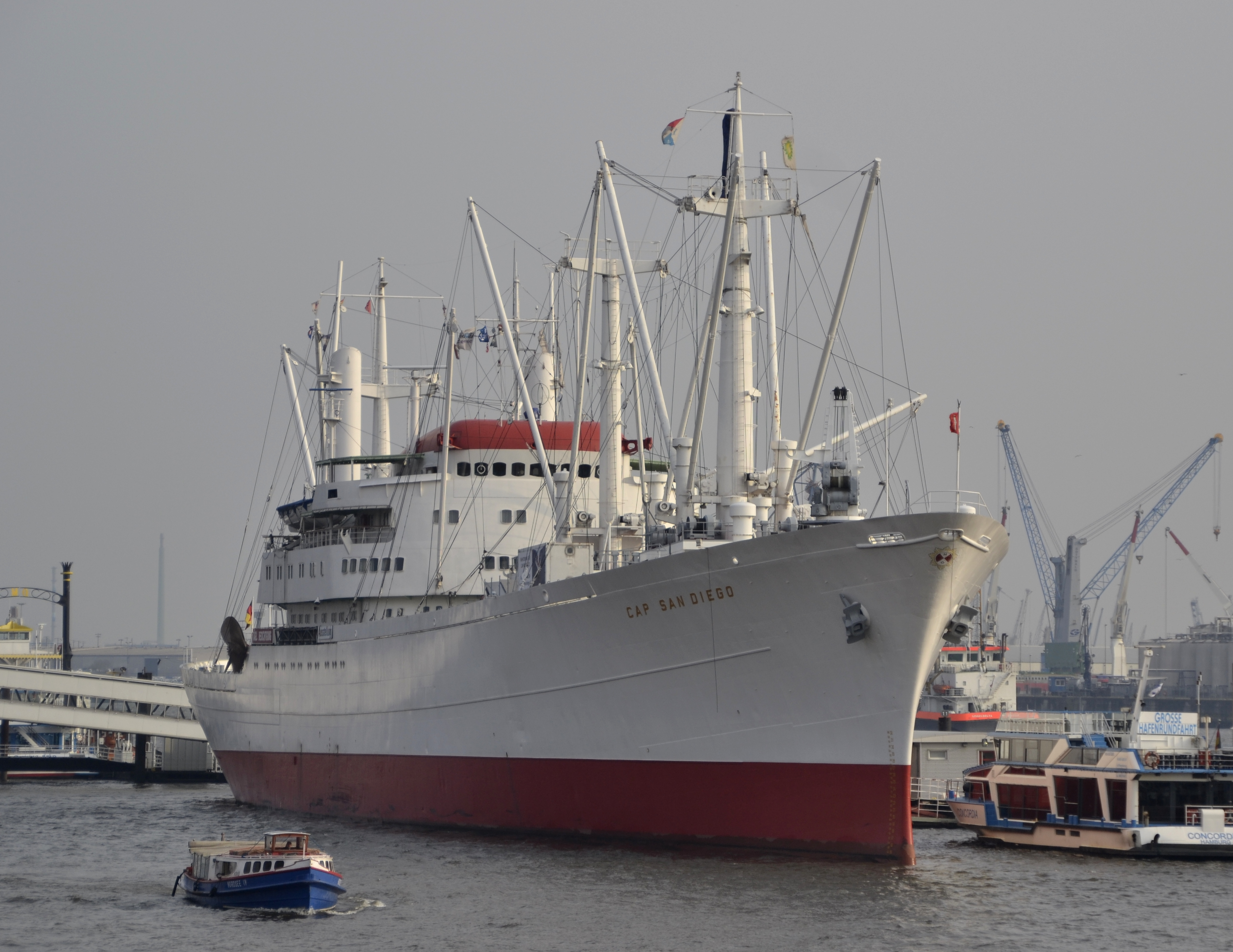
Cap San Diego an der Überseebrücke

Seit den 1970er Jahren agieren am Hafen Vereine und Stiftungen, die sich zur Aufgabe gemacht haben, einige ausgediente Schiffe zu restaurieren, unter Umständen fahrtüchtig zu machen und zu pflegen. So können heute an verschiedenen Stellen des Hafens historische Schiffe besichtigt werden, manche im Rahmen von Hafenanlagen und musealen Begleitausstellungen.
- Der Museumshafen Oevelgönne am Schiffsanleger Neumühlen wird vom gleichnamigen Verein, der 1976 gegründet wurde, betreut. Alle hier liegenden historischen Wasserfahrzeuge sind funktionstüchtig. Neben den historischen Segelschiffen wie Präsident Freiherr von Maltzahn, Amazone, Hoop of Welvaart, Elfriede, Anna, Moewe und Helene können das Feuerschiff Elbe 3, der Schwimmkran Saatsee, der Dampfeisbrecher Stettin, die Zollbarkasse Präsident Schaefer sowie die Dampfschlepper Tiger und Claus D. zeitweilig besichtigt werden.
- Der Traditionsschiffhafen wurde im September 2008 am Sandtorkai der HafenCity eröffnet, Betreiber ist die Stiftung Hamburg Maritim. Er hat eine großzügige Pontonanlage, die als schwimmender Platz konzipiert wurde, und Anlegeplätze für etwa zwanzig Schiffe.
- Die Stiftung Hamburg Maritim gründete sich im Jahr 2001 auf Initiative der Handelskammer Hamburg durch die HSH Nordbank. Sie restauriert und erhält historische Schiffe und Hafenanlagen, die die Geschichte des Hamburger Hafens und der Schifffahrt repräsentieren. Unterstützt wird die Arbeit durch den Förderverein Freundeskreis Maritimes Erbe Hamburg e.V. Die Schiffe werden durch den Beschäftigungsträger Jugend in Arbeit Hamburg e.V. instand gesetzt und anschließend durch Betriebsvereine betreut. Einige der von der Stiftung restaurierten Schiffe haben feste Standorte im Hafen, so der Fischewer Catarina am Traditionsschiffhafen des Sandtorkais, zeitweise auch der Lotsenschoner No. 5 Elbe und die Rennyacht Heti, das Dampfschiff Schaarhörn am Anleger Norderelbstraße oder das Frachtschiff Bleichen am Bremer Kai beim Hafenmuseum und der Besan-Ewer Johanna in Hamburg-Finkenwerder im Hafen des „Gaffelkonsortiums“, gleich daneben der Landrath Küster.
- Die Cap San Diego ist ein Stückgutfrachter aus den 1960er Jahren. Als sie 1986 ausgedient hatte und zur Verschrottung anstand, wurde sie von der eigens für diesen Zweck gegründeten Stiftung Hamburger Admiralität aufgekauft, renoviert und an die Nutzung als Museumsschiff und Veranstaltungszentrum angepasst. Sie liegt heute als Museumsschiff an der Überseebrücke und kann besichtigt werden. In ihren Laderäumen werden zeitweise Ausstellungen zu Hafen- oder Schifffahrtsthemen angeboten. Zu besonderen Anlässen läuft sie mit beschränkter Motorleistung aus und unternimmt Fahrten bis nach Cuxhaven.
- Die Rickmer Rickmers ist eine stählerne Dreimastbark, vom Stapel gelaufen 1896. Sie wurde 1983 von dem Verein Windjammer für Hamburg durch Kauf vor der Verschrottung bewahrt, mehrere Jahre lang restauriert und liegt heute als Museumsschiff, das besichtigt werden kann, an den St.-Pauli-Landungsbrücken.
- Der Lieger Cäsar ist ein 1902 erbauter ehemaliger Kontor- und Werkstattlieger, gehörte der Ewerführerei Carl Eckelmann, und liegt nun im Spreehafen am Berliner Ufer und steht unter Denkmalschutz. Er ist das einzige im Hamburger Hafen noch erhaltene liegende Schiff, die vom 19. Jahrhundert bis in die 1960er Jahre zum Bild des Hamburger Hafens gehörten. Sie wurden als Arbeits-, Werkstatt-, Kontor- und Wachfahrzeuge genutzt.
- Das U-Boot-Museum U-434 besteht aus einem U-Boot der früheren sowjetischen Marine aus den 1970er Jahren. Es wurde im Jahr 2002 privat gekauft und bei Blohm + Voss restauriert. Seit April 2010 ist es am neuen Liegeplatz am St.-Pauli-Fischmarkt zu besichtigen.
- Die Alfred Wachholz wurde 1959 als Hafenstreifenboot Wasserschutzpolizei 27 gebaut und ist seit 1993 als Museumsschiff in Fahrt.

### Kunstwerke und Denkmäler
Im gesamten Hafengebiet sind sehr verschiedene Kunstwerke im öffentlichen Raum aufgestellt oder installiert, an exponierten Orten oder eher unauffällig, als Denkmäler, als Gebäude- oder Brückenfiguren oder als Werke, die erfreuen können, oder deren Hintergrund man nicht direkt erfassen kann bzw. subjektiv bleibt. Eine unvollständige Liste:

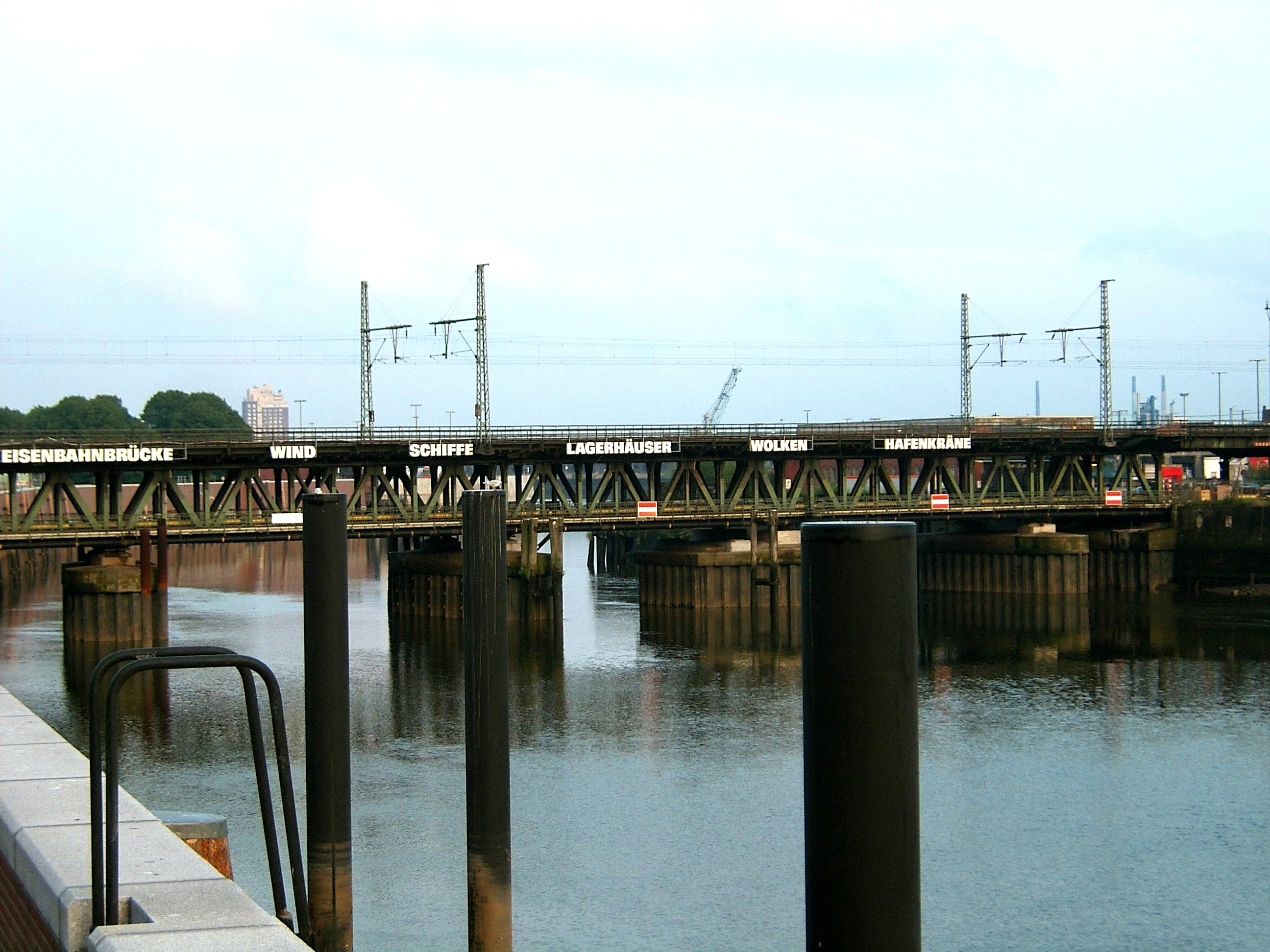
Die Oberhafenbrücke mit der Installation von Lawrence Weiner

- Boot ist eine Installation des Künstlers Felix Droese aus dem Jahr 1985, Neuer Friedhof Altenwerder. Es handelt sich um das Rettungsboot Viola, ein originales Aluminiumboot eines unter der Flagge von Panama gefahrenen deutschen Seefrachters, das kieloben treibt, auf einem Feld für anonyme Urnenbestattung
- Danksagung an die Cap Anamur, im Jahr 2009 angelegtes Denkmal am Johannisbollwerk/Jan-Fedder-Promenade
- Die Auswanderer, Denkmal der kroatischen Bildhauerin Ljubica Matulec, 1989 zunächst als Holzskulptur an der Kaistraße in Altona aufgestellt, im Oktober 2008 restauriert und in Bronze gegossen; zur Erinnerung an die fünf Millionen Menschen, darunter 400.000 Kroaten, die über den Hamburger Hafen in die Neue Welt ausgewandert sind, um Armut, Knechtschaft und religiöser Verfolgung zu entgehen[75]
- Ein bißchen Zeit + ganz viel Ebbe – Time + Tide eine Buchstabeninstallation des Künstlers Lawrence Weiner am Deichtorplatz von 1989
- Fischer von Gerhard Brandes: drei Fischer mit hochgehaltenen Rudern, getriebenes Kupfer auf Messinggerüst, seit den 1968er auf dem Altonaer Balkon
- Goldenes Kalb, eine Skulptur der Künstlerin Elisabeth Richnow, die Figur ist aus vergoldetem Schlagmetall, steht auf einem roten Sockel, auf einem Pontonpfeiler inmitten des Reiherstiegs bei dem Anleger Argentinienbrücke, Kleiner Grasbrook
- Hafentor Skulptur aus eisernen Schiffs- und Hafenteilen von Bernhard Luginbühl, am Johannisbollwerk, Neustadt
- Kanäle, Eisenbahnbrücke, Lagerhäuser, Schiff, Wolken, Himmel, Wind, Hafenkräne, Neon-Lettern über die gesamte Länge der Oberhafenbrücke, installiert vom Künstler Rémy Zaugg, 1992 im Rahmen des Projekts Kunst im Öffentlichen Raum
- Lindley-Denkmal: William Lindley (1808–1900), Wasserbaumeister und Stadtplaner in Hamburg; die Statue steht sinnigerweise neben einem historischen Sielhäuschen am Baumwall, einem Zugang zu einer unterirdischen Sielanlage
- Madonna der Meere, Denkmal für alle auf See Gebliebenen, Bronzemonument des Bildhauers Manfred Sihle-Wissel am St.-Pauli-Fischmarkt
- Nana on the dolphin der Bildhauerin Niki de Saint Phalle, auf dem Vorplatz des Hafentheaters, Kleiner Grasbrook

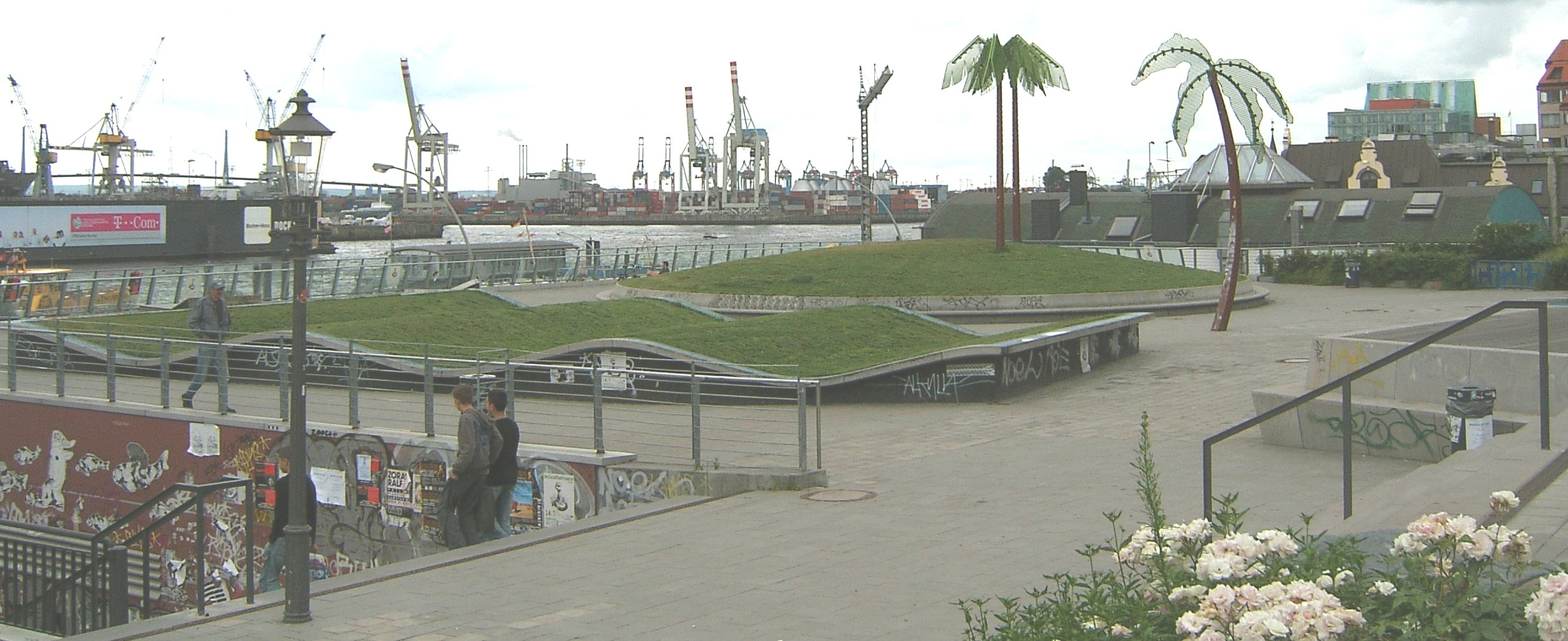
Park Fiction

- Park Fiction ist ein künstlerisches und gesellschaftspolitisches Projekt am Pinnasberg / St.-Pauli-Hafenstraße der Künstler Christoph Schäfer und Cathy Skene, das im Sommer 2005 realisiert wurde.
- Störtebeker-Denkmal, Bronzeskulptur des Bildhauers Hansjörg Wagner, Großer Grasbrook, HafenCity
- Vier Männer auf Bojen sind vier Eichenholz-Skulpturen des Künstlers Stephan Balkenhol von 1993; auf Flachwassertonnen montiert, jeweils insgesamt 2,4 m groß, an verschiedenen Orten auf dem Wasser treibend, verankert; im Hafengebiet: vor dem Övelgönner Strand und an der Süderelbe in Harburg, die beiden anderen befinden sich auf der Außenalster, östlich der Brücke des 17. Juni nahe der Gurlitt-Insel, und im Serrahn, dem alten Hafen von Bergedorf. Von November bis März werden sie eingeholt.
- Das Gesamtkunstwerk Freie und Hansestadt Hamburg von Joseph Beuys war ein 1983 geplantes Projekt, das als Stadt-Natur-Skulptur auf den Spülfeldern von Altenwerder errichtet und zugleich einen radikalen Umgestaltungsprozess des Hamburger Stadtstaates einleiten sollte. Das Projekt wurde durch ein Veto des damaligen Bürgermeisters gestoppt und nicht realisiert.

### Gedenken an die Zeit des Nationalsozialismus
- Gedenktafel an die dramatische Irrfahrt jüdischen Flüchtlinge mit der St. Louis, die am 13. Mai 1939 den Hamburger Hafen verließ, An den St.-Pauli-Landungsbrücken, Eingang Brücke 3
- Gedenktafel am Speichergebäude G, am Dessauer Ufer, Kleiner Grasbrook
- Gedenktafel Arbeitserziehungslager Langer Morgen Eversween, Wilhelmsburg (Hohe Schaar)
- Mahnmal zur Erinnerung an das Außenlager Deutsche Werft, Finkenwerder
- Wandbild Für die Frauen vom Dessauer Ufer in Neumühlen 16–20, Altona, Hamburger FrauenFreiluftGalerie

### Architektur

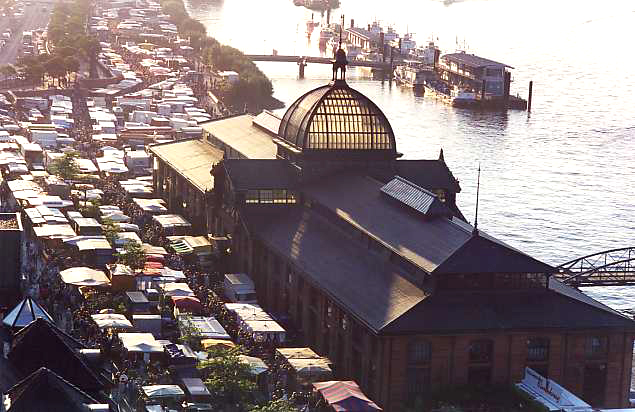
Die Fischauktionshalle während des sonntäglichen Fischmarkts – im Licht des Sonnenaufgangs …

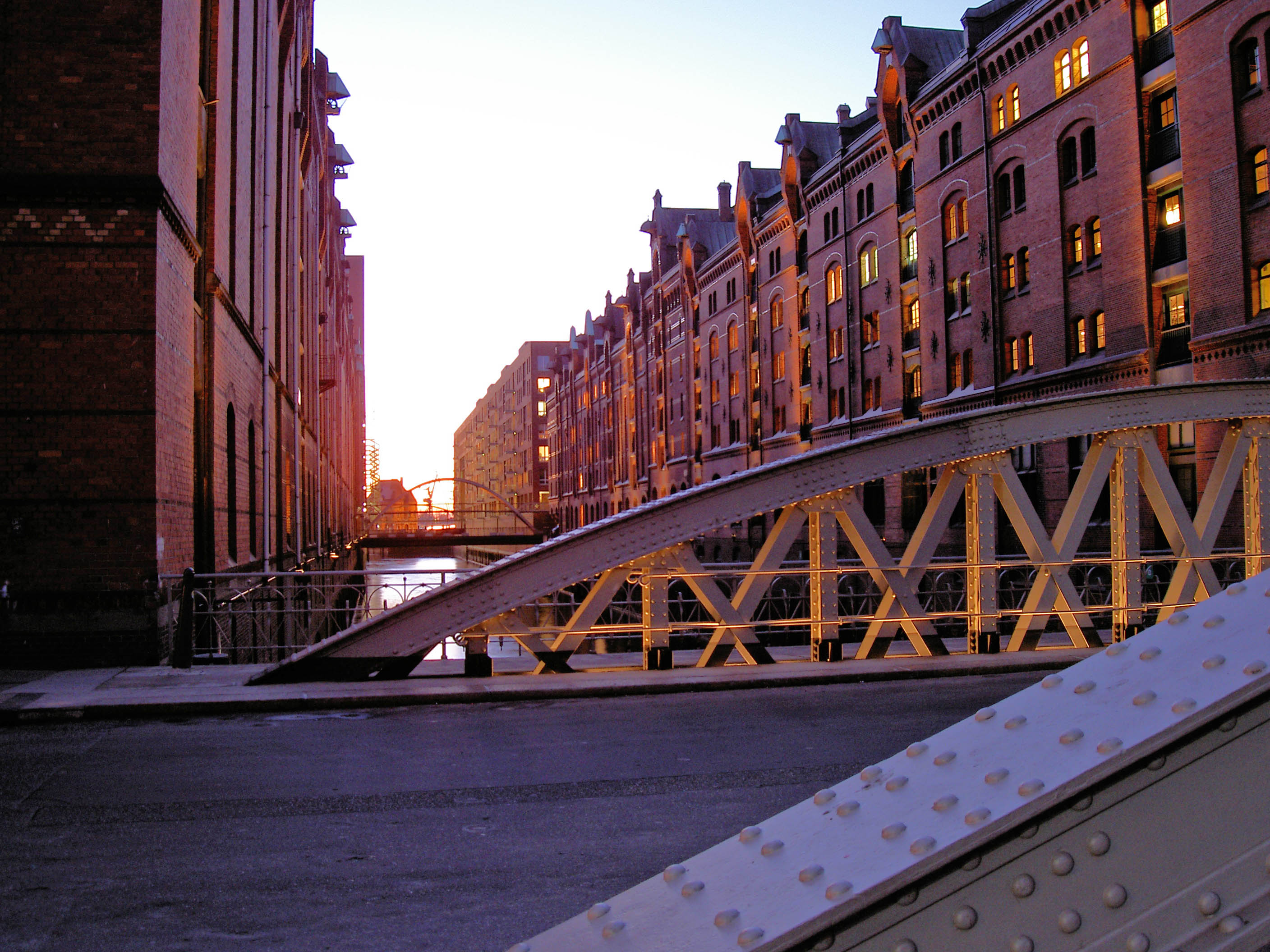
… und die Speicherstadt im Sonnenuntergang

Denkmalgeschützte Bauten im Hafen oder mit Hafenbezug:
Altona:
- Fischauktionshalle am Altonaer Fischmarkt, Große Elbstraße 9
- Lawaetzhaus, Neumühlen 16–20, aus dem Jahr 1802

Hafenrand:
- Ehemalige Abfertigungsgebäude der St.-Pauli-Landungsbrücken aus dem Jahr 1907, im Ensemble mit dem Alten Elbtunnel, 1911
- Neuer Kran: ein eiserner Hafenkran aus dem Jahr 1858, ist der älteste noch erhaltene Kran Hamburgs. Er steht bei der Hohen Brücke an der Mündung des Nikolaifleetes in den Zollkanal.
- Slomanhaus: mit den Adressen Baumwall 3, Steinhöft 11 und 17, wurde 1908 nach Plänen von Martin Haller errichtet und 1923 nach Plänen von Fritz Höger erweitert. Es war damals der größte Kontorhauskomplex am Hafenrand.

HafenCity:
- Speicherstadt, als Gesamtanlage mit ihren Gebäuden nebst Zubehör, den Grundstücksflächen, den dazugehörigen Straßen- und Freiflächen, einschließlich Kehrwiederspitze und Ericusspitze „mit den darin eingeschlossenen wasserführenden Kanälen und Becken, den Kaimauern, Brücken und den sonstigen gemeinsam mit ihnen ein Bild darstellenden Sachen und Sachteilen“.[76] In der Speicherstadt angelegt sind sechs Fleete: Kehrwiederfleet, Brooksfleet, Kleines Fleet, Wandsrahmsfleet, Holländischbrookfleet und St.-Annen-Fleet, sowie 18 Brücken: Niederbaumbrücke, Brooksbrücke, Jungfernbrücke, Kornhausbrücke, Wandrahmsteg, Oberbaumbrücke teilweise, Ericusbrücke, Wilhelminenbrücke, Sandbrücke, Kannengießerbrücke, Pickhubenbrücke, Kannengießerortbrücke, Wandbereiterbrücke, Wandrahmsfleetbrücke, Poggenmühlenbrücke, Holländischbrookfleetbrücke, St.-Annen-Brücke, Neuerwegsbrücke.
- Altes Hafenamt Hamburg, Verwaltungsgebäude der II. Section der Baudeputation an der Osakaallee, HafenCity, vormals Dalmannstraße 1, 1885/1886 errichtet, sollte im Rahmen der HafenCity-Planung Überseequartier zur Markthalle umgebaut werden, ist heute denkmalgeschützt und das Hotel Altes Hafenamt.
- Fabrikgebäude am Lohseplatz Ecke Steinschanze, HafenCity: wurde zwischen 1902 und 1908 nach Plänen des Ingenieurs H. Hagn errichtet und beherbergt heute unter anderem die Automobilsammlung Prototyp
- Ensemble ehemaliger Hannoverscher Bahnhof, Lohseplatz, HafenCity: es besteht noch ein Rest der Gleisanlage, die Lage eines ehemaligen Bahnsteigs ist erkennbar gemacht worden: Im Rahmen der Anlage des Lohseparks der HafenCity soll ein Gedenkplatz für die Opfer der Deportationen angelegt werden.
- Kaispeicher B, Magdeburger Straße 1, Koreastraße, HafenCity: das älteste Bauwerk im ehemaligen Freihafen wurde 1878/1879 nach Plänen der Architekten Meerwein und Hanssen gebaut. Heute beherbergt es das International Maritime Museum.

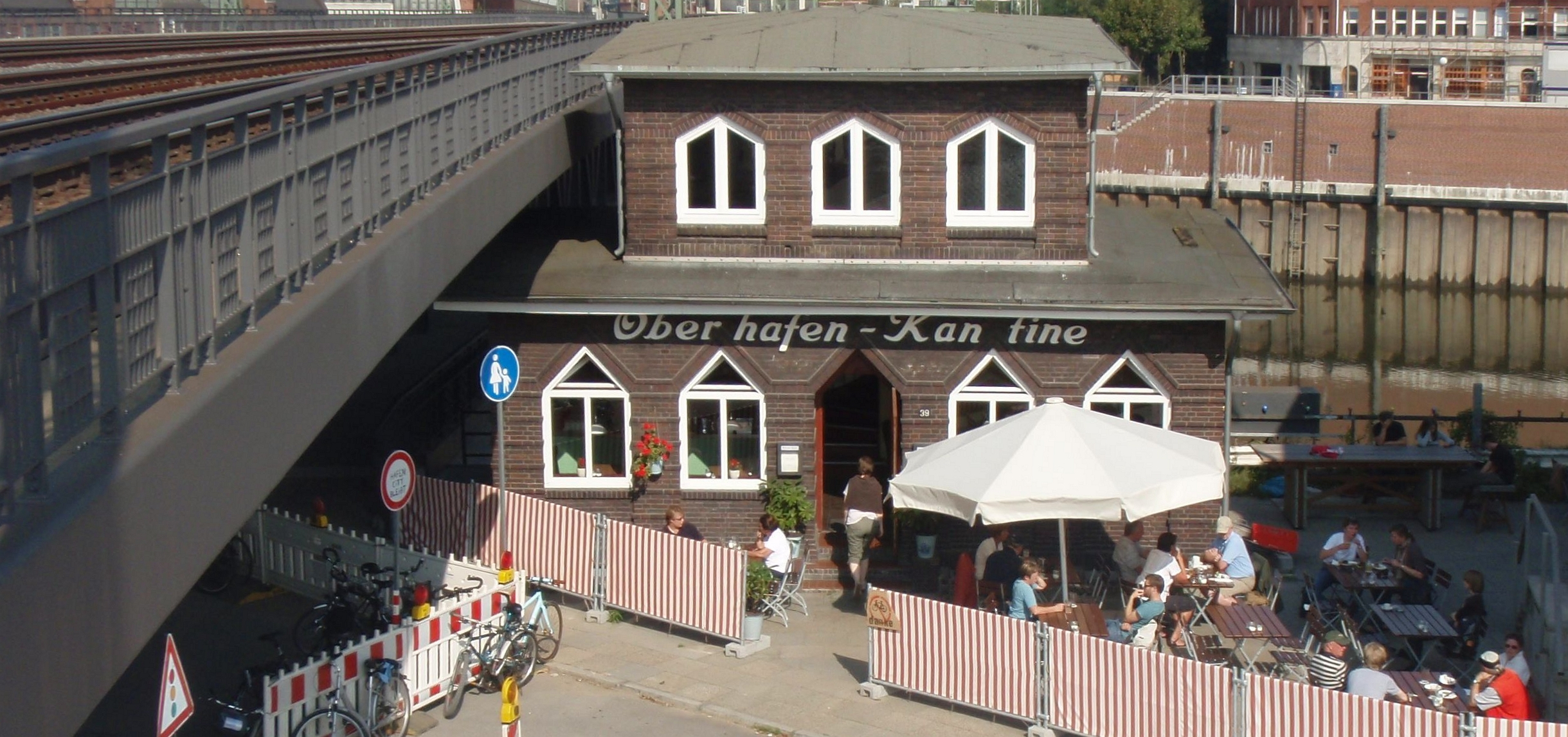
Oberhafen-Kantine 2009

- Oberhafen-Kantine, Stockmeyerstraße 39, HafenCity: wurde nach den Plänen des Architekten Willy Wegner erbaut und 1925 eröffnet. Sie gilt als das letzte noch existierende Beispiel für expressionistische Gebrauchsarchitektur im Hafen. Kantinen und Kaffeeklappen dienten der Verpflegung der Hafenarbeiter. Bemerkenswert ist auch, dass sie sehr schief direkt an der Kaikante zum Oberhafen steht, das Haus ist abgesunken, da die Spundwand des Öfteren unterspült wird, und andererseits die Bahntrasse seit dem Neubau der Oberhafenbrücke direkt am und über dem Dach verläuft.

Kleiner Grasbrook / Veddel:
- 50er-Strecke, Kaischuppen der Australiastraße: Kleiner Grasbrook, stehen als Gesamt-Ensemble unter Schutz: Kaischuppen 50a+b, 51a+b, 52a+b mit ihren Kopfgebäuden, in dem sich das Hafenmuseum befindet, Bremer und Australiakai mit Ausstattung, den Straßenflächen mit Pflaster, dem Beamtenwohnhaus und dem Höft. Das Ensemble repräsentiert den Höhepunkt der Schuppen- und Kaizungenarchitektur zwischen 1900 und 1910.
- Lagerhaus G, Dessauer Ufer: 1903 errichtetes Lagerhaus am Saalehafen, war zwischen 1943 und 1945 Außenlager des KZ Neuengamme
- Veddeler Lagerhaus, Neuhäuser Damm 25 und 27, Veddel: 1909 fertiggestelltes T-förmiges Lagerhaus mit massiven neueren Vorbauten zur Straßenseite

Leuchttürme unter Denkmalschutz:
- Leuchtfeuer Bunthaus an der Bunthäuser Spitze, 1914 errichtet
- Leuchttürme Tinsdal und Wittenbergen: zwei von ehemals neun Gittermast-Leuchttürmen, die zwischen 1899 und 1911 zur durchgängigen Befeuerung der Unterelbe geschaffen wurden. Zusammen bilden sie eine Richtfeuerlinie, Oberfeuer in Tinsdal und Unterfeuer in Wittenbergen. Sieht man vom Schiff aus beide Feuer genau übereinander, befindet man sich exakt in der Fahrwassermitte. Drei weitere dieser Leuchtfeuer sind ebenfalls erhalten und stehen auf der niedersächsischen Elbseite.

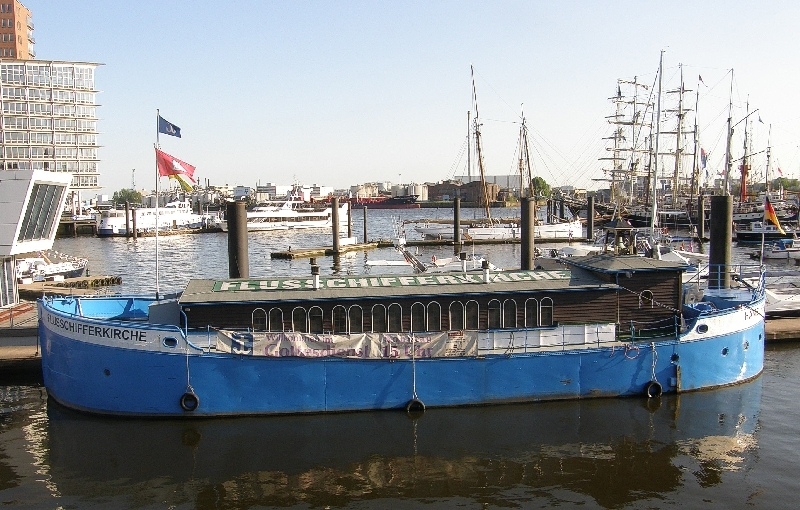
Die Flussschifferkirche, hier im Niederhafen

### Kirche
Die Flussschifferkirche befindet sich an wechselnden Standorten im Hamburger Hafen, seit 2000 zumeist im Binnenhafen an der Speicherstadt, Kajen / Hohe Brücke, in der Nähe der U-Bahn-Station Baumwall. Sie gilt als einzige schwimmende Kirche in Deutschland.

## Unfälle
- 1902: Der Ausflugsdampfer Primus sank nach der Kollision mit einem Schlepper vor Nienstedten, 101 Menschen kamen dabei ums Leben
- 1929: Das Passagierschiff Europa brannte noch vor der Fertigstellung am Ausrüstungskai der Werft Blohm & Voss, durch die eingelaufene Menge an Löschwasser sackte es auf Grund. Es wurde niemand verletzt.
- 1957: Der Schlepper Fairplay V kollidierte mit einem Frachter, drei Menschen starben.
- 1972: Die Barkasse Cäsar II kollidierte mit der Hafenfähre Eppendorf, 17 von 45 Hafenarbeitern an Bord ertranken.
- 1981: Der liberianische Öltanker Afran Zenith schlug auf der Elbe vor Finkenwerder nach einem Maschinenausfall quer, 300 Tonnen Rohöl liefen aus.
- 1984: Die Barkasse Martina geriet auf der Norderelbe bei einer Vergnügungsfahrt unter einen Schleppverband und sank, neunzehn Menschen, darunter elf Kinder, ertranken.
- 2000: Die ehemalige Zollbarkasse Präsident Schäfer sank beim 811. Hafengeburtstag im Museumshafen Oevelgönne. Das Schiff war vermutlich falsch vertäut. Es wurde niemand verletzt.
- 2004: Der Schwefelsäuretanker ENA II der Norddeutschen Affinerie, beladen mit 500.000 Litern Schwefelsäure, kollidierte im Park-Hafen mit dem Containerschiff Pudong Senator, fuhr anschließend mit letzter Kraft zu ihrem eigentlichen Ziel, dem Anleger der Firma DUPEG, wo er kurz nach der Evakuierung der zweiköpfigen Besatzung innerhalb kürzester Zeit aufgrund eines Schadens an der äußeren Stahlhaut kenterte und sank.[78]
- 2013: Am 1. Mai 2013 brach auf dem am O’Swaldkai liegenden ConRo-Schiff Atlantic Cartier ein Brand aus. Fast 300 Feuerwehrleute arbeiteten etwa 16 Stunden; ein Kran hievte über 30 Gefahrgut-Container von dem brennenden Schiff.
 Am 17. Mai wurde der Öffentlichkeit bekannt, dass an Bord bei Ausbruch des Feuers unter anderem 8,9 t Uranhexafluorid, etwa 11 t andere radioaktive Stoffe, 3,8 t Munition sowie 180 t leicht entzündliches bzw. explosives Ethanol waren.[79] In ganz Norddeutschland war für die Feuerwehr kein CO2 zu bekommen, um die Flammen zu ersticken.[80] Feuerwehr und Behörden hatten zunächst nur von Gefahrstoffen gesprochen, bis die Grünen Hamburg in einer kleinen Anfrage Auskunft bekamen.[81]

## Sonstiges
In Hamburg engagiert sich eine Volksinitiative gegen den Transport und den Umschlag von Rüstungsgütern über den Hafen.

## Literatur

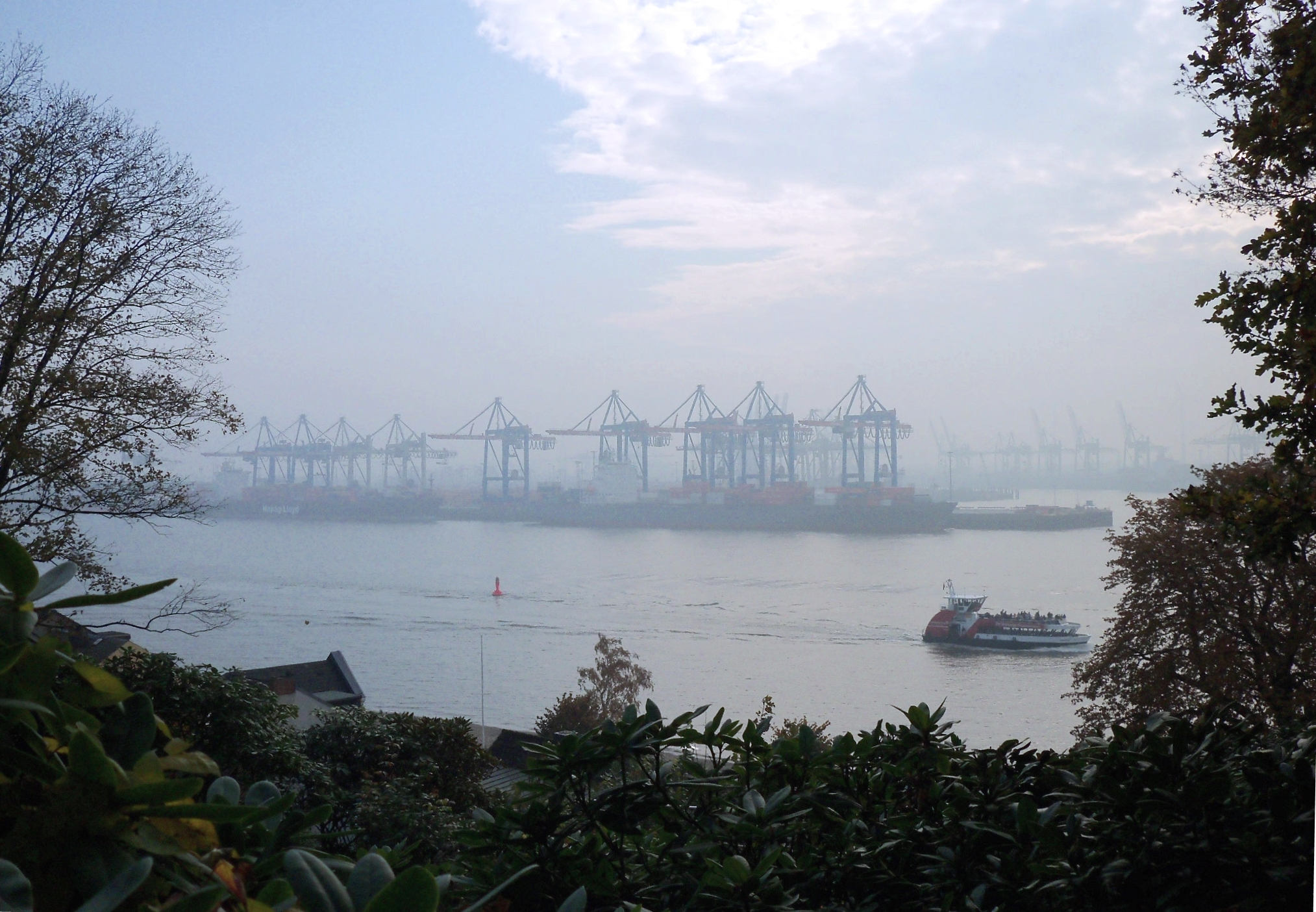
Hamburger Hafen im Frühnebel, Blick von der Himmelsleiter in Övelgönne